# Harsewinkel

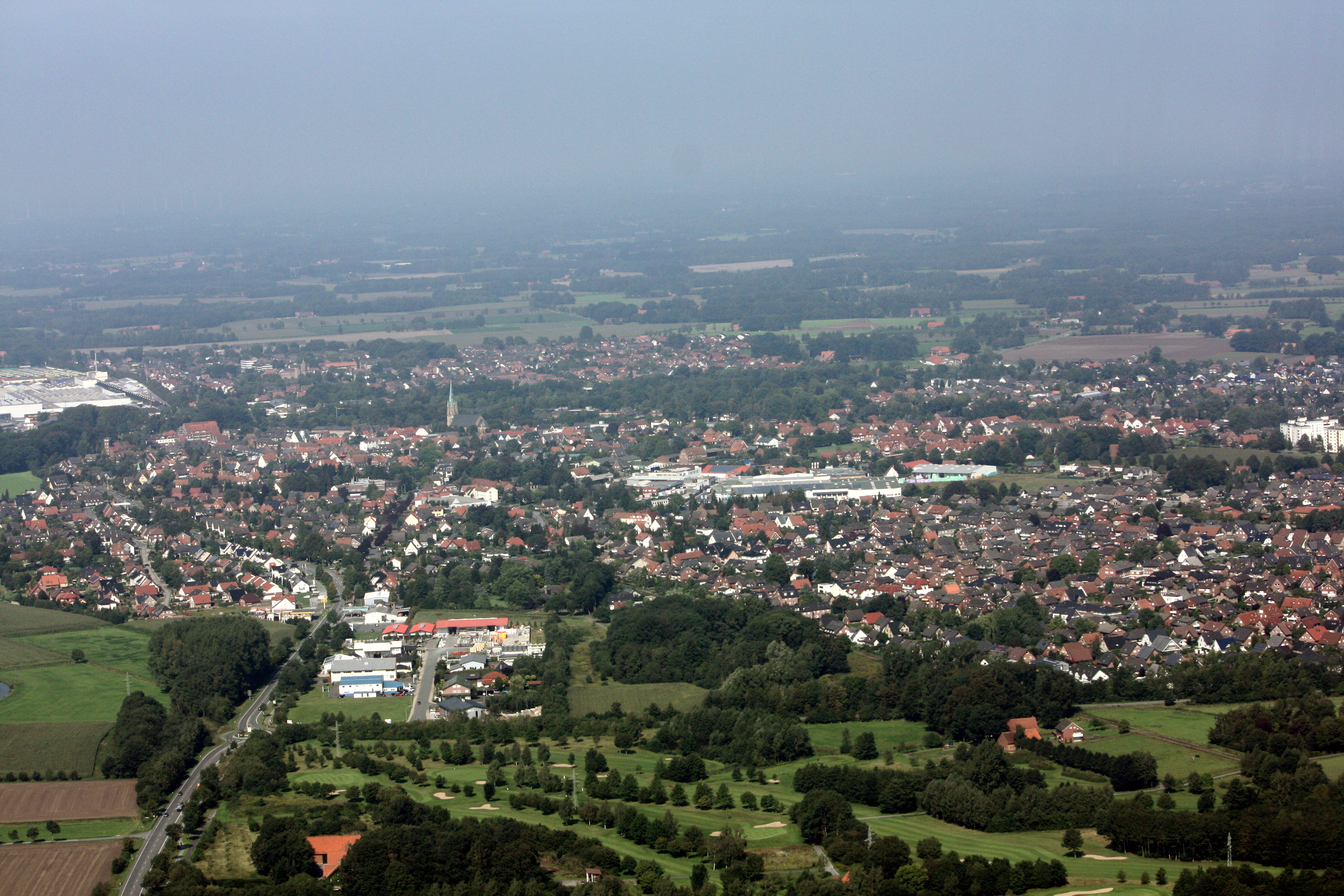
Harsewinkel im Kreis Gütersloh, Nordrhein-Westfalen

Harsewinkel [ˌhaːʁzəˈvɪŋkl] ⓘ ist eine rund 26.000 Einwohner zählende mittlere kreisangehörige Stadt im nordrhein-westfälischen Kreis Gütersloh in Ostwestfalen-Lippe (Regierungsbezirk Detmold) etwa 30 km westlich von Bielefeld. Sie liegt an der Ems und wird landschaftlich zum Münsterland gezählt.
Harsewinkel wurde um 1090 erstmals erwähnt und erlebte im Mittelalter durch die Gründung des Zisterzienser-Klosters Marienfeld einen Aufschwung. Die Stadt gehörte zum Hochstift Münster und kam 1803 mit ihm zum Königreich Preußen. In der Gebietsreform, die am 1. Januar 1973 in Kraft trat, wurde Harsewinkel dem Kreis Gütersloh zugeordnet. Bekanntestes Unternehmen der Stadt ist der Landmaschinenhersteller Claas. Seit dem 8. Juli 2013 trägt Harsewinkel den offiziellen Namenszusatz Die Mähdrescherstadt.

## Geografie

### Lage
Harsewinkel liegt in der Emssandebene (und damit im Norddeutschen Tiefland) an der Grenze vom Münsterland und Ostwestfalen in der westfälischen Bucht (auch münsterländische Bucht genannt) etwa 15 km südlich des Teutoburger Waldes.
Die nächstgelegenen größeren Städte sind Gütersloh in 15 km Entfernung in südöstlicher Richtung, Bielefeld in 25 km Entfernung in östlicher Richtung, sowie Osnabrück, das sich 45 km entfernt in nördlicher Richtung befindet und Münster, das 50 km entfernt in westlicher Richtung liegt.
Das Landschaftsprofil des Stadtgebietes ist ausgesprochen flachwellig. Der höchste Geländepunkt liegt bei 79,9 m ü. NN und befindet sich in den Boombergen, während der tiefste Punkt mit 56 m ü. NN sich im Emstal bei Greffen befindet. Die Ortskerne der drei zur Stadt gehörenden Ortschaften Harsewinkel, Marienfeld und Greffen liegen auf 62 m bis 68 m ü. NN.
Das Hauptgewässer im Stadtgebiet ist die Ems, die südlich an den drei Ortsteilen vorbeifließt. In sie fallen, sämtlich rechtsseitig, die Lutter, die auch das längste Fließgewässer im Stadtgebiet ist, der Loddenbach, der Abrooksbach und der Rhedaer Bach. Die kleineren Fließgewässer Woestenbach, Talgraben und Welplagebach fallen in die genannten Zuflüsse der Ems.

### Geologie

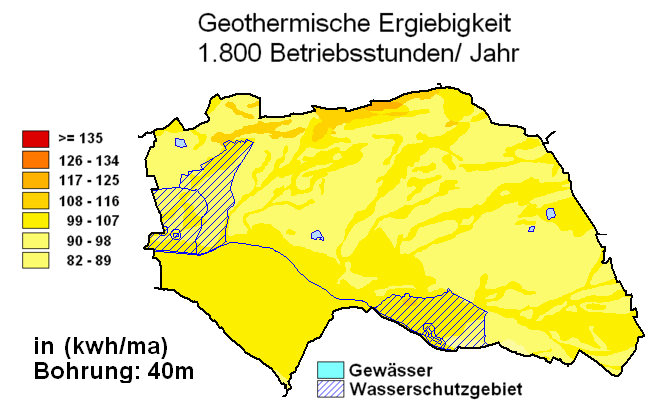
Geothermische Karte von Harsewinkel

Im tieferen Untergrund lagern Ton- und Sandsteine des kohlenflözführenden Steinkohlengebirges (Oberkarbon). Darüber befindet sich ein bis zu etwa 1500 m starkes Deckgebirge aus Kalksteinen und Mergelsteinen des Erdmittelalters (Kreide). Diese Festgesteinsschicht wird von Lockergesteinen des Eiszeitalters vollständig bedeckt. Sie können im Bereich des im Untergrund verborgenen eiszeitlichen Flusstals der Ems eine Mächtigkeit von bis zu 20 m erreichen. Diese Lockergesteine bestehen aus sandigen und schluffigen Sedimenten der Weichsel-Kaltzeit und sind bis nahe an die Oberfläche grundwassererfüllt. Im Bereich der kleinen Bäche, die alle in die Ems münden, finden sich humose Sande und tonige Schluffe.
Auf höher gelegenen Bereichen der Talsandebene haben sich nährstoffarme und dürreempfindliche Böden (Podsole) entwickelt, die durch Aufbringen von Plaggen (Plaggenesch) heute eine verbesserte Ertragsfähigkeit aufweisen. Die tieferen Bodenschichten sind oft von Grundwasser beeinflusst (Gley-Podsole). In Niederungen und Talsenken sind die Böden bis nahe an die Oberfläche von Grundwasser geprägt, sie sind daher natürliche Grünlandstandorte, wurden jedoch durch Entwässerungsmaßnahmen großenteils als Ackerland nutzbar gemacht. Entlang der Ems und ihrer Nebentäler finden sich junge als Dünen aufgewehte Flugsande. Die Bodenentwicklung ist hier erst im Anfangsstadium und die Flächen mit anspruchslosen Kiefernwäldern bewachsen.
Harsewinkel eignet sich mittelmäßig bis gut zur Nutzung von geothermischen Wärmequellen mittels Erdwärmesonden und Wärmegewinnung durch Wärmepumpenheizungen (vgl. dazu nebenstehende Karte).

### Ausdehnung und Nutzung des Stadtgebiets
Die als große Landgemeinde klassifizierte Stadt umfasst eine Fläche von 100,59 km². Der überwiegende Teil besteht aus landwirtschaftlich genutzter Fläche und Waldfläche, zusammen etwa 81,7 %, gefolgt von bebauter Fläche und Verkehrsfläche, zusammen etwa 13,7 %. Im Landesvergleich mit anderen Kommunen dieser Größenordnung fällt auf, dass die Landwirtschaftsfläche um 10 Prozentpunkte höher ausfällt, wogegen die Waldfläche um knapp 12 Prozentpunkte kleiner ist.
Die größte Ausdehnung in Nordsüdrichtung ist rund 9,5 km, in Ostwestrichtung etwa 14,5 km. Die Stadtgrenze hat eine Länge von 49,5 km.
| Fläche nach Nutzungsart | Landwirt- schaftsfläche | Wald- fläche | Gebäude-, Frei- und Betriebsfläche | Verkehrs- fläche | Wasser- fläche | Sport- und Grünfläche | sonstige Nutzung |
| ----------------------- | ----------------------- | ------------ | ---------------------------------- | ---------------- | -------------- | --------------------- | ---------------- |
| Fläche in km²           | 66,36                   | 15,79        | 8,66                               | 5,16             | 2,88           | 1,53                  | 0,21             |
| Anteil an Gesamtfläche  | 65,97 %                 | 15,70 %      | 8,61 %                             | 5,13 %           | 2,86 %         | 1,52 %                | 0,21 %           |

### Nachbargemeinden

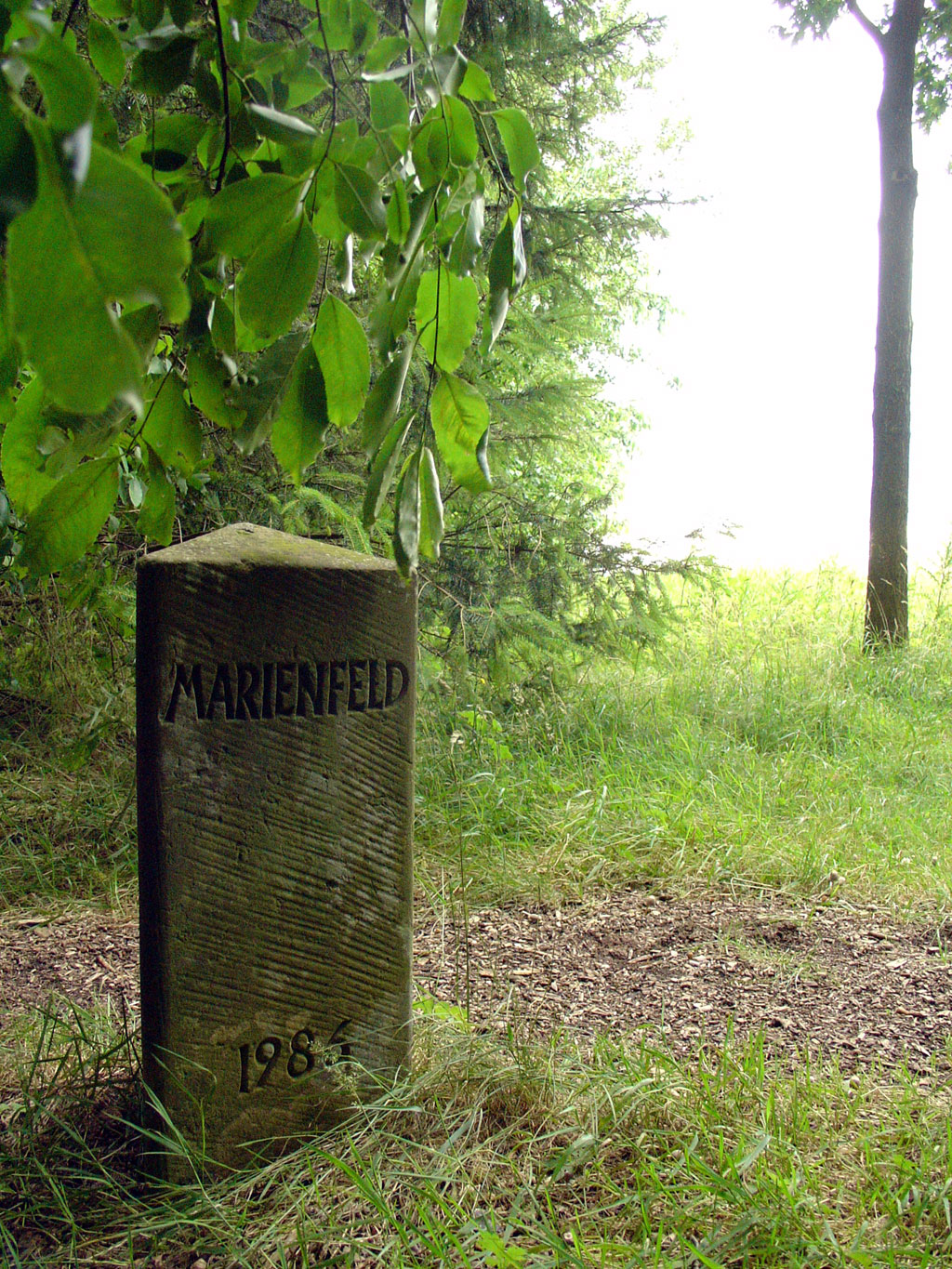
Grenzstein am Dreiländereck zwischen Marienfeld, Herzebrock und Clarholz

Harsewinkel grenzt an sieben Städte und Gemeinden. Beginnend im Norden grenzt die Stadt an Versmold, im Nordosten an Halle, im Osten an Steinhagen, im Südosten an Gütersloh, im Süden an Herzebrock-Clarholz, im Südwesten an Beelen und im Nordwesten an Sassenberg. Beelen und Sassenberg liegen im Kreis Warendorf, alle anderen Städte und Gemeinden im Kreis Gütersloh.

### Stadtgliederung
Die Stadt Harsewinkel gliedert sich in die drei Ortschaften Harsewinkel, Marienfeld und Greffen. Harsewinkel ist mit über 17.000 Einwohnern der größte Ortsteil. Geographisch liegt es zwischen den beiden anderen Ortsteilen und ist auch Standort aller weiterführenden Schulen.
Der zweitgrößte Ortsteil ist Marienfeld, der durch das dortige Zisterzienserkloster über 600 Jahre lang die Geschichte von Harsewinkel maßgeblich prägte, da fast alle Höfe zum Kloster gehörten. Weiterhin hatte der Abt das Recht, die Pfarrer von Harsewinkel und Greffen zu benennen. Nach dem Bau der Eisenbahnlinie um 1900 entwickelten sich die beiden Bauerschaften Remse und Oester zu einem Ort, der nun Heimat für über 4600 Menschen ist. 1983 gewann der Ort die Goldmedaille im Landeswettbewerb „Unser Dorf soll schöner werden“. Durch die Nähe zum Gütersloher Flughafen, der ab dem Zweiten Weltkrieg vom britischen Militär genutzt wurde, zogen viele Briten nach Marienfeld. Noch 2007 wurden über 30 Wohneinheiten für britische Offiziere im Ortszentrum geschaffen.
Der kleinste – landwirtschaftlich geprägte – Ortsteil Greffen liegt im Westen der Stadt. Lange bestand Greffen nur aus der Ringbebauung um die St.-Johannes-Kirche und vielen ländlichen Höfen. Nach dem Zweiten Weltkrieg wurden Wohnsiedlungen um den alten Dorfkern angelegt. Greffen wird zurzeit von ca. 3100 Einwohnern bewohnt.
| Ortsteil    | Einwohner (31. Dez. 2006) | Einwohner (1. Jan. 2015) | Einwohner (1. Jan. 2022) | Ortsteile der Stadt Harsewinkel |
| ----------- | ------------------------- | ------------------------ | ------------------------ | ------------------------------- |
| Harsewinkel | 16.767                    | 17.177                   | 17.895                   | Ortsteile der Stadt Harsewinkel |
| Marienfeld  | 04.535                    | 04.606                   | 05.179                   | Ortsteile der Stadt Harsewinkel |
| Greffen     | 03.032                    | 03.037                   | 03.261                   | Ortsteile der Stadt Harsewinkel |
| Gesamt      | 24.556                    | 24.820                   | 26.335                   | Ortsteile der Stadt Harsewinkel |

Weiterhin auf Harsewinkler Gebiet befinden sich die Bauerschaften Beller, Rheda, Überems, Remse und Oester.

### Klima
Harsewinkel gehört der gemäßigten Klimazone Mitteleuropas an. Es liegt im Bereich des subatlantischen Seeklimas. Die Winter sind unter atlantischem Einfluss meist mild und die Sommer mäßig-warm. Es herrscht ganzjährig ein humides Klima mit relativ gleich verteilten Niederschlägen vor. Im langjährigen Mittel fallen mit 704,5 mm Niederschlag pro Jahr etwa ebenso viele Niederschläge wie im deutschen Mittel (700 mm). Die Jahresdurchschnittstemperatur liegt bei etwa 9–9,5 °C.
|                        | Jan  | Feb  | Mär  | Apr  | Mai  | Jun  | Jul  | Aug  | Sep  | Okt  | Nov  | Dez  |   |       |
| Mittl. Temperatur (°C) | 1,3  | 2,0  | 4,7  | 8,4  | 12,9 | 15,9 | 17,2 | 16,9 | 13,7 | 9,9  | 5,3  | 2,5  | ⌀ | 9,3   |
|                        |      |      |      |      |      |      |      |      |      |      |      |      |   |       |
| Niederschlag (mm)      | 58,1 | 41,7 | 56,4 | 53,9 | 64,7 | 67,4 | 68,9 | 59,2 | 58,2 | 48,1 | 59,1 | 68,8 | Σ | 704,5 |

|  |

|  |

|  |

|  |

|  |

|  |

|  |

|  |

|  |

|  |

|  |

|  |

|  |

|  |

|  |

|  |

|  |

|  |

|  |

|  |

|  |

|  |

|  |

|  |

| N i e d e r s c h l a g | 58,1 | 41,7 | 56,4 | 53,9 | 64,7 | 67,4 | 68,9 | 59,2 | 58,2 | 48,1 | 59,1 | 68,8 |
|                         | Jan  | Feb  | Mär  | Apr  | Mai  | Jun  | Jul  | Aug  | Sep  | Okt  | Nov  | Dez  |

Da für Harsewinkel keine Temperaturdaten vorliegen, wurden die Werte der vergleichbaren Stadt Gütersloh übernommen.

## Geschichte

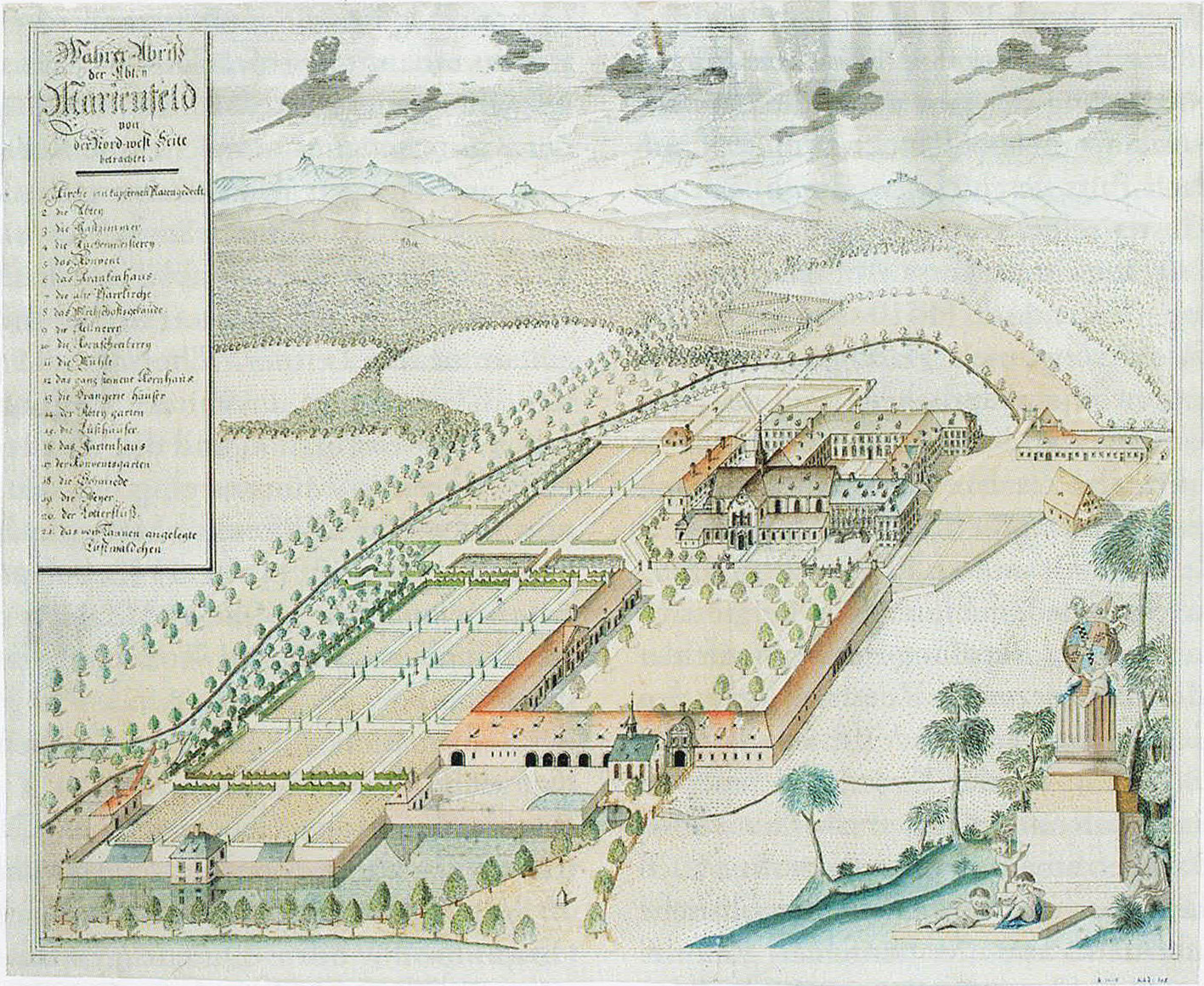
Skizze der Marienfelder Klosteranlage nach Henricus Duenheuft, 1802

### Von der Bronzezeit bis zum Spätmittelalter, Kloster Marienfeld
Archäologische Funde zeigen, dass die Besiedlung des Gebiets bis in die Bronzezeit zurückreicht.
Der Ortsname Harsewinkel wurde als „Hasuinkla“ zum ersten Mal in einer Heberolle des nahe gelegenen Stiftes Freckenhorst aus der Zeit um 1090 erwähnt. Der Name geht entweder auf altsächsisch haso (‚Hase‘) oder hros (‚Pferd‘) zurück. Um den Ort Harsewinkel herum lagen die Bauerschaften Beller, Rheda, Überems, Remse, Oester, Hundingen, Middelzeeten und Mattenheim, von denen die letzten drei nicht mehr existieren. Um diese Bauerschaften herum gab es große im gemeinsamen Besitz stehende Flächen, die Mark, deren Nutzung zunächst jedem frei stand. Anfang des 13. Jahrhunderts entstand hier die Markgenossenschaft Harsewinkel.
Im Hochmittelalter wurde 1185 das Zisterzienser-Kloster Marienfeld durch den Münsteraner Bischof Hermann II. und mehrere westfälische Adlige gegründet und 1222 geweiht. Drei Höfe im Kirchspiel Harsewinkel und der sogenannte Richterhof wurden dem Kloster übertragen. Das Kloster erhielt weiterhin das Patronatsrecht der Kirche in Harsewinkel. Dem Kloster gelang es recht schnell, weitere Höfe in seinen Besitz zu bringen, so dass am Ende des Spätmittelalters fast alle Bauernhöfe im Gebiet Harsewinkel der Abtei angehörten.
Harsewinkel unterlag dem Gogericht in Warendorf. Die Geschäfte des Dorfes leiteten Bürgermeister und Rat. Zehn Männer wurden für den Rat gewählt, von denen der Marienfelder Abt sechs herauswählte. Diese schlugen dem Abt zwei tüchtige Männer vor, von denen einer zum Bürgermeister ernannt wurde. Um 1200 war für Harsewinkel ein Gerichtsbezirk belegt, welcher wiederum unter der Aufsicht des Klosters stand.
Junker Bernhard VII. zur Lippe überfiel in der Münsterschen Stiftsfehde von 1450 bis 1457 Harsewinkel und brandschatzte den Ort und die Umgebung. Im Jahr 1465 bezeugte eine Urkunde eine Erdburg, die Wölanburg genannt wurde, in der die Bewohner Zuflucht suchten.

### Neuzeit bis zur Verleihung der Stadtrechte (1803)

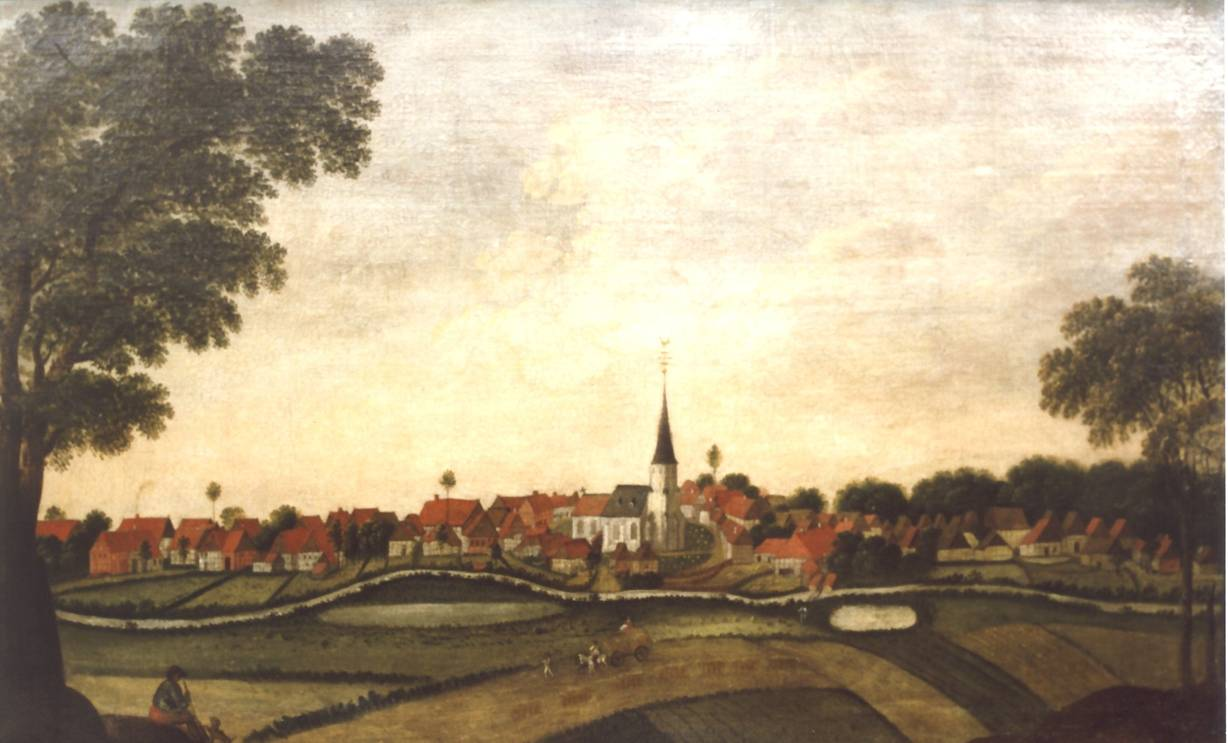
Harsewinkel um 1820 – Gemälde eines anonymen Künstlers, im 19. Jahrhundert fälschlicherweise Johann Christoph Rincklake zugeschrieben

1553 fiel Philipp Magnus von Braunschweig in das Münsterland ein und eroberte Sassenberg und Warendorf. 4000 Soldaten gingen in die Dörfer und raubten den Bewohnern Hab und Gut. 1582 wurde Harsewinkel von der Pest heimgesucht. Zwischen 1585 und 1589 überfielen holländische Truppen im Rahmen des Achtzigjährigen Krieges Harsewinkel und das Kloster. Erst 1609 kam es wieder zum Waffenstillstand. 1621 bis 1623 wüteten die Truppen von Herzog Christian von Braunschweig in Harsewinkel und Greffen. Nach einem strengen Winter 1622/23 erlebte der Ort eine Missernte. Gegen Ende des 17. Jahrhunderts wurde Harsewinkel von mehreren Bränden heimgesucht. Zum Schutz davor wird seitdem eine Brandprozession begangen.
Ebenso wie der Dreißigjährige Krieg zog der Siebenjährige Krieg ab 1756 den Kreis Warendorf und damit auch Harsewinkel in Mitleidenschaft.

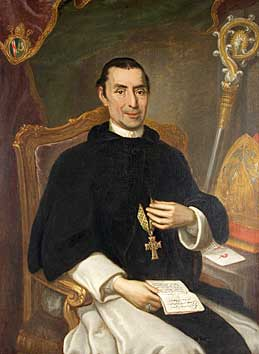
Der Marienfelder Abt Arnoldus Detten entließ 1771 Harsewinkel aus der Eigenbehörigkeit des Klosters

Durch einen Vergleich des Abtes Arnoldus Detten und des Priors Benediktus Hannasch mit den Bewohnern des Wigboldes Harsewinkels am 29. November 1770 wurden die Einwohner des Harsewinkels zum Jahr 1771 aus der Eigenbehörigkeit des Klosters entlassen.
1803 wurde das Hochstift Münster, dem Harsewinkel angehörte, in das Königreich Preußen eingegliedert. Gleichzeitig erhielt Harsewinkel das Stadtrecht. In der preußischen Zeit war in der Stadt, die von 1806 bis 1813 dem von Napoleon gegründeten Großherzogtum Berg zugehörig war, eine eigene Bürgermeisterei eingerichtet worden, der die Stadt und das Kirchspiel Harsewinkel sowie die Gemeinde Marienfeld angehörten. 1820 wurde auch die Gemeinde Greffen, die vorher zur Bürgermeisterei Sassenberg gehörte, angegliedert. Administrativ gehörte Harsewinkel zum Kreis Warendorf im Regierungsbezirk Münster. Aufgrund der Bestimmungen der durch den preußischen König Friedrich Wilhelm IV. verfügten Landgemeindeordnung für die Provinz Westfalen waren die drei Ortschaften von 1843 an selbständige Gemeinden im Amt Harsewinkel.

### Infrastruktur und Industrialisierung
1883 wurde Harsewinkel mit Gütersloh und Warendorf durch gepflasterte Straßen verbunden, wodurch sich die wirtschaftliche Lage, die im 19. Jahrhundert zur Abwanderung in industrialisierte Regionen geführt hatte, verbesserte. 1900 folgte schließlich durch die Teutoburger Wald-Eisenbahn auch ein Anschluss an das Eisenbahnnetz. Dadurch konnten die Landwirte ihre Produkte auf einem größeren Markt verkaufen und Futtermittel heranschaffen.
Die industrielle Entwicklung in Harsewinkel begann, nachdem sich im Jahre 1919 der Landmaschinenhersteller Gebrüder Claas in Harsewinkel angesiedelt hatte. Hinzu kamen nach 1945 Industriegebiete in allen drei Ortsteilen.

### Zeit des Nationalsozialismus und Zweiter Weltkrieg
Im Jahr 1930 gab es in Harsewinkel noch keine Gruppe, die der NSDAP zugehörig war. Bereits ein Jahr später gab es jedoch erste Versammlungen. Ob schon feste Parteistrukturen vorhanden waren, lässt sich nicht mehr feststellen. Festhalten lässt sich, dass die Veranstaltungen nur auf mittelmäßiges Interesse stießen.
Am 12. März 1933 wurden die letzten demokratischen Wahlen durchgeführt. Mittlerweile gab es in Harsewinkel und Greffen feste NSDAP-Ortsgruppen, in Marienfeld existierte lediglich ein Stützpunkt. Die gewählten Gremien verloren dann nach und nach an Einfluss, der Bürgermeister gewann hinzu. Am 1. Mai 1933 erlebte die NSDAP eine Eintrittswelle. Fast alle Beamten und Angestellten der Amtsverwaltung traten der Partei bei. Im selben Jahr wurde in Greffen das erste Arbeitslager im Stadtgebiet eingerichtet. In fünf Wohnbaracken waren bis zu 250 Männer untergebracht, die täglich mindestens sechs Stunden Erdarbeiten an der Ems verrichten mussten.
Josef Herbrink, Bürgermeister von Harsewinkel-Stadt, wurde am 5. Mai 1934 unter dem Vorwurf der Wahlfälschung bei der Reichstagswahl und Volksabstimmung am 12. November 1933 des Amtes enthoben. Herbrink hatte zuvor in einem Zwangsversteigerungsverfahren gegen einen jüdischen Viehhändler ausgesagt, was als eigentlicher Hintergrund anzunehmen ist. Bis 1935 wurden die Amtsgeschäfte kommissarisch von August Claas weitergeführt. Dann wurde Hermann Storp zum Bürgermeister ernannt. Ebenso erhob man in Marienfeld Vorwürfe der Bestechung gegen Bernhard Pohlmann, der seit 1925 Gemeindebürgermeister war. Er legte daraufhin das Amt nieder, und man ernannte Heinrich Feldhaus zu seinem Nachfolger.

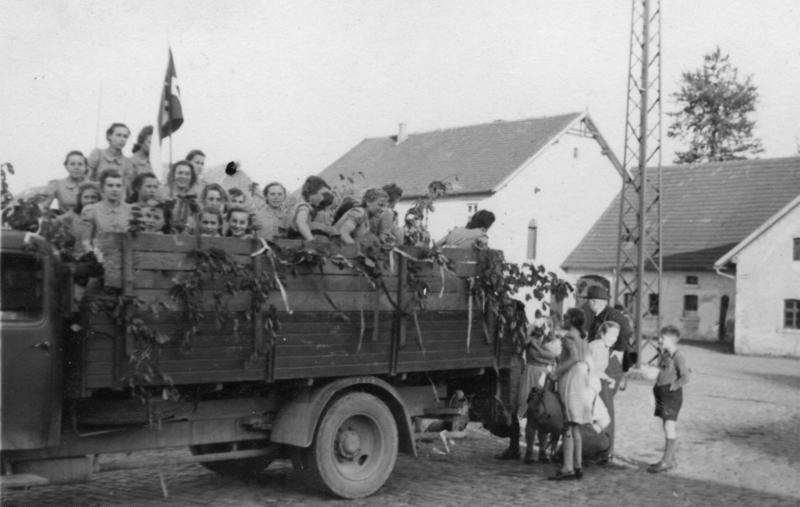
Pfingstfahrt des Landjahrlagers Winkelshütten nach Marienfeld

Am 23. April 1935 wurde in der ehemaligen Abtei des Klosters Marienfeld ein Landjahrlager eingerichtet. Zunächst zogen hier 97 Jungen aus Hamburg und Berlin ein. 1936 fanden hier Mädchen, die ein Pflichtjahr zu absolvieren hatten, eine Unterkunft, während sie tagsüber bei den Bauern arbeiteten. Das Lager wurde durch Fräulein von Caprivi, eine Verwandte von Leo von Caprivi, geleitet. Etwas später wurde der amtierende Bürgermeister von Harsewinkel-Stadt des Amtes enthoben, ebenso Amtsbeigeordneter Rinklake im Jahr 1936.
Da nach dem Beginn des Zweiten Weltkrieges zu wenige Männer für die Feldarbeit zur Verfügung standen, wurden ab Herbst 1939 Kriegsgefangene in Harsewinkel beschäftigt, fast ausschließlich in der Landwirtschaft. In den Lagern der Stadt lebten bis zu 340 Arbeiter; bis 1940 hauptsächlich Polen, später Franzosen.

In Harsewinkel lebten zur Zeit des Nationalsozialismus zwei jüdische Familien. Die eine der beiden, angesehene Textilhändler, wanderte am 4. März 1939 zusammen mit den Kindern über Amsterdam nach Australien aus. Von der zweiten Familie war die Frau bereits verstorben, die Töchter waren auswärts verheiratet. Der Vater, oben genannter Viehhändler, wurde am 10. Dezember 1941 verhaftet und über Warendorf in das KZ Riga-Kaiserwald deportiert. Dem Vermerk auf seiner Meldekarte „10. 12. 1941 ist S. L. nach unbekannt ausgewandert.“ kann man die Ermordung entnehmen. 
Widerstand gegen die Nationalsozialisten gab es vor allem durch die katholische Kirche. Im Sommer 1941 wurden in allen drei Kirchen die Predigten von Bischof Clemens August Graf von Galen gegen den Krankenmord verlesen. Weiterhin wurden die Kirchenblätter und Hirtenbriefe des Bischofs beschlagnahmt.
Während des Krieges mussten in Marienfeld in den Jahren 1943 und 1944 nahe dem Flughafen Gütersloh polnische und sowjetische Zwangsarbeiter, die dem Stammlager Stukenbrock unterstellt waren, eine Rollbahn anlegen. Die Bauern, die hier Grundbesitz hatten, wurden enteignet. Die Rollbahn war 5 Kilometer lang und 15 Meter breit. Alle 150 bis 200 Meter waren Abstellplätze für Flugzeuge vorgesehen. In der Woche vor Ostern 1945 wurde die Rollbahn mehrfach angegriffen. Zur Sicherung des Flughafens existierten vier Flakstellungen und acht Scheinwerferanlagen der Wehrmacht.

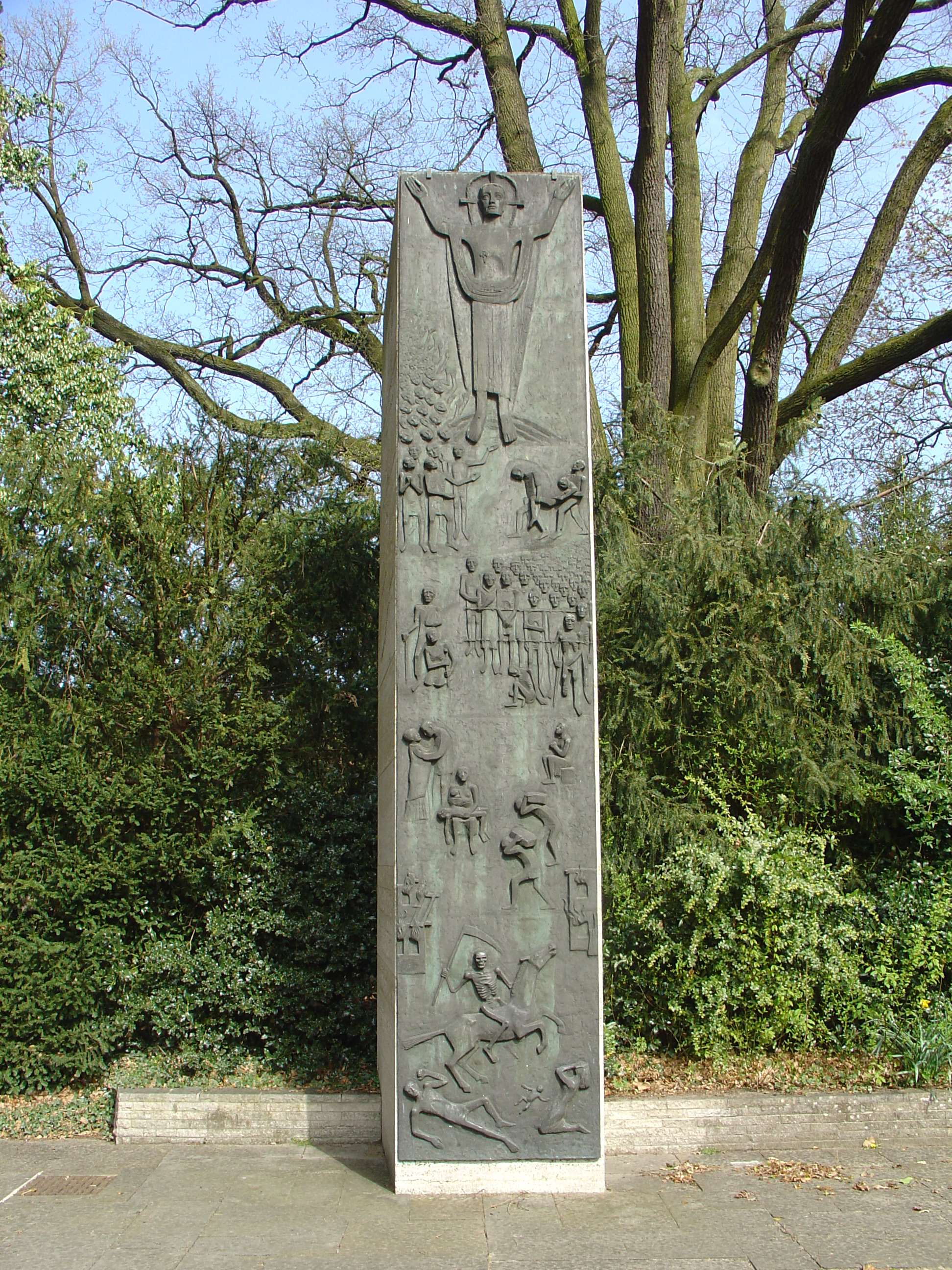
Ehrenmal der Gefallenen der Weltkriege mit Bronzeplatte von Hubert Hartmann

Der Weltkrieg endete in Harsewinkel, als am Ostermontag, 2. April 1945, US-Truppen einmarschierten, die dann weiter Richtung Brockhagen und Teutoburger Wald zogen. Von den 1.200 Harsewinkler Männern, die in den Krieg gerufen wurden, sind 216 bis 1945 gefallen (aus Harsewinkel 124, aus Greffen 43, aus Marienfeld 49). Die Luftangriffe auf Harsewinkel sind glimpflich verlaufen; es wurden von 900 Häusern lediglich drei zerstört. Die 613 Spreng-, Brand-, und Phosphorbomben, die über Harsewinkel abgeworfen wurden, haben meist nur Flurschäden angerichtet. Der schwerste Angriff fand am 10. September 1944 statt, als ein Zug der Teutoburger Wald-Eisenbahn im Marienfelder Bahnhof mit Bordwaffen eines Tieffliegers beschossen wurde. Dabei kamen vier Reisende, darunter zwei Kinder, ums Leben, weitere 22 Personen wurden verletzt. Insgesamt sind über Harsewinkler Gebiet vier alliierte Flugzeuge abgestürzt.

### Seit der Nachkriegszeit
Am 1. Januar 1973 wurde das Amt Harsewinkel aufgelöst, die Gemeinden des Amts zur neuen Stadt Harsewinkel zusammengeschlossen und vom Kreis Warendorf in den neu gebildeten Kreis Gütersloh umgegliedert.

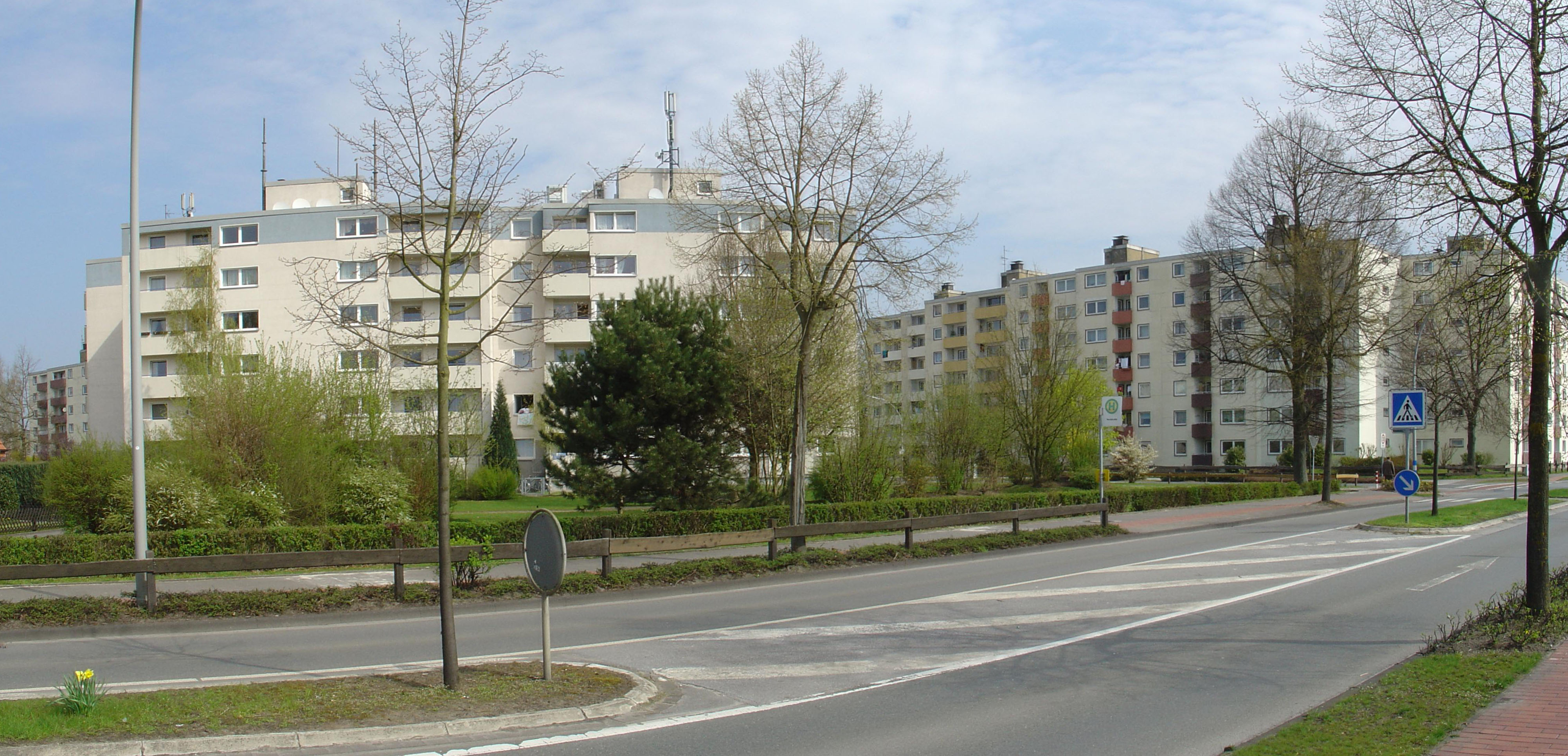
Hochhaussiedlung Dammanns Hof aus den 1970er-Jahren

Für die am Flughafen Gütersloh stationierten Soldaten fehlte Wohnraum. 1975 wurden daher Hochhäuser auf Dammanns Hof errichtet. Im August 1978 wurde das Emstalstadion eingeweiht, in dem heute internationale Sandbahnrennen ausgetragen werden. Im Herbst 1980 begann der Ausbau des Gasnetzes in Harsewinkel. In den folgenden vier Jahren wurde das Netz auf eine Gesamtleitungslänge von 18 Kilometern erweitert.
Mit steigendem Umweltbewusstsein und dem aufkommenden Recycling nahm die Firma Reiling in Marienfeld im Oktober 1981 eine Anlage zur Altglasaufbereitung in Betrieb. Am 1. September 1983 wurde das Harsewinkler Hallenbad eingeweiht, das direkt neben dem Freibad aus den 1960er-Jahren steht. Im selben Jahr erreichte der Ortsteil Marienfeld im Wettbewerb Unser Dorf soll schöner werden eine Silbermedaille auf Bundesebene und eine Goldmedaille auf Landesebene.
Zum 1. April 1987 wurde dem Ortsteil Marienfeld auf Grund seiner historischen Bedeutung die postalische Eigenständigkeit zugesprochen und er durfte sich 4834 Marienfeld, seit 1993 33428 Marienfeld, nennen. Im September 1988 wurde in Harsewinkel die Mehrzweckhalle fertiggestellt. Im Oktober des Jahres kamen viele Aussiedler aus der ehemaligen Sowjetunion nach Harsewinkel. Diese konnten zum Teil in Dammanns Hof untergebracht werden, jedoch mussten auch weitere Übergangswohnheime eingerichtet werden. Am 11. Juni 1989 wurde zwischen Harsewinkel und Marienfeld eine 9-Loch-Golfanlage eröffnet, die inzwischen auf 18 Löcher ausgebaut wurde. Am 20. Juli 1995 konnte das neue Klärwerk in Harsewinkel eröffnet werden.
Zur Fußballweltmeisterschaft 2006 richtete die portugiesische Nationalmannschaft ihr Quartier im Ortsteil Marienfeld ein.

### Religion

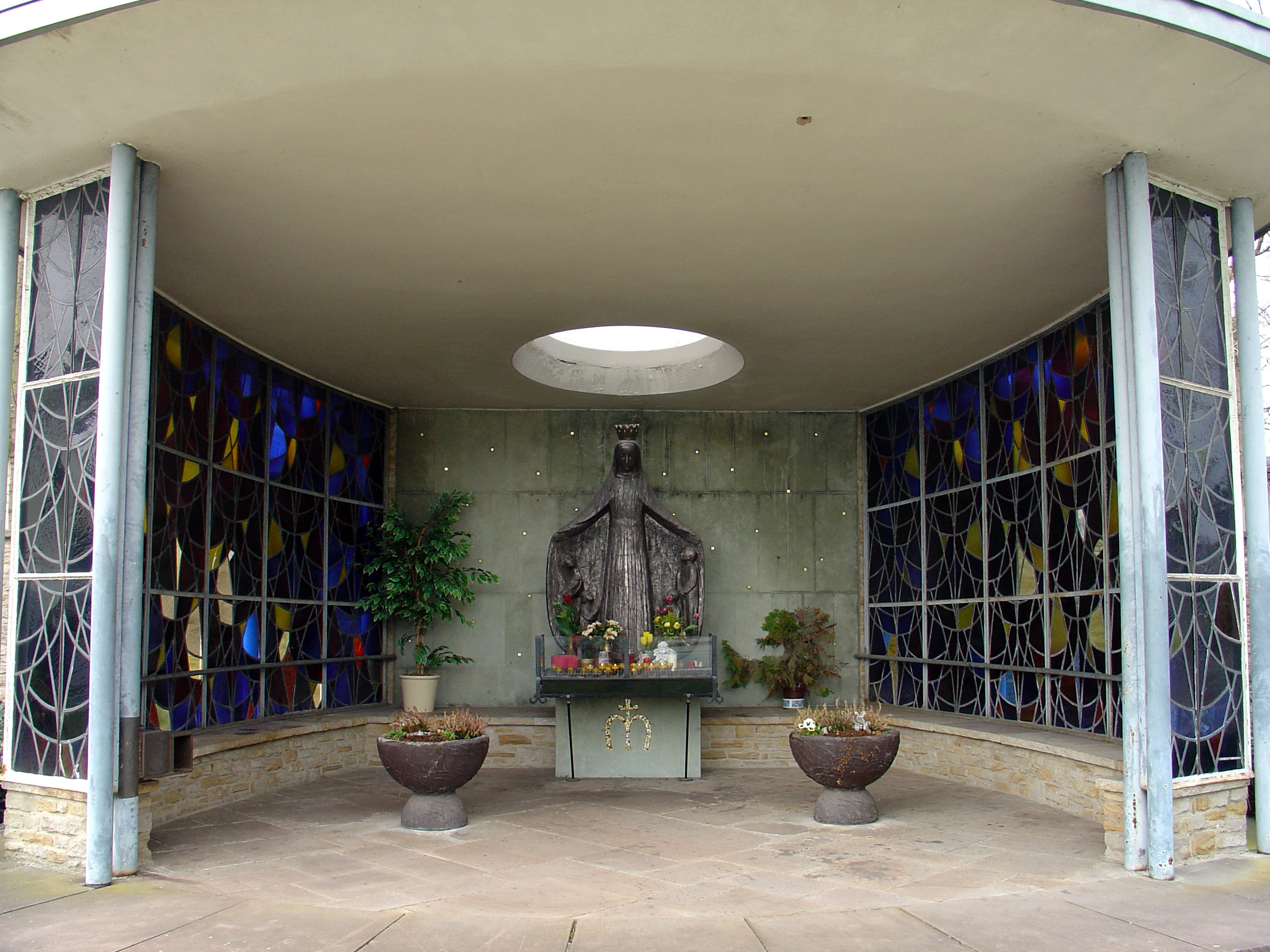
Die Schutzmantelmadonna mit einer Figur von Hubert Hartmann im Osten Harsewinkels

Traditionell war Harsewinkel katholisch geprägt und es gab nur an den Grenzen zu den ravensbergischen Gemeinden Brockhagen und Versmold wenige evangelische Höfe. Durch die Gründung des nahgelegenen Zisterzienserklosters gelangten die katholischen Kirchen St. Lucia in Harsewinkel und St. Johannes Baptist in Greffen in die Abhängigkeit des Klosters. Bis ins 18. Jahrhundert wurden die Dechanten, Pfarrer und Kapläne vom Kloster gestellt.
Mit dem Beginn der industriellen Entwicklung stieg der Anteil der evangelischen Christen bis zum Beginn des Zweiten Weltkriegs auf etwa 5 %. Zwei Familien waren jüdischen Glaubens. Durch den Zuzug von Flüchtlingen und Vertriebenen stieg die Zahl der evangelischen Gläubigen nach dem Zweiten Weltkrieg weiter deutlich an. Auch die katholischen Gemeinden wuchsen und in Harsewinkel wurde in den 1960er-Jahren mit dem Bau einer zweiten Pfarrkirche begonnen. Die neue St. Paulus Gemeinde wurde von St. Lucia abgepfarrt.
Vor der Fusion der vier katholischen Pfarrgemeinden mit eigener Pfarrkirche im Stadtgebiet waren sie von 2001 bis 2009 in einer Pfarreiengemeinschaft organisiert. Diese wurde zum 1. September 2009 in eine Seelsorgeeinheit umgewandelt. Zum 27. April 2014 hob Bischof Felix Genn alle vier Pfarrgemeinden auf und errichtete die neue Pfarrei St. Lucia Harsewinkel. St. Lucia blieb Pfarrkirche, die übrigen drei wurden zu Filialkirchen. Die Pfarrei gehört zum Dekanat Warendorf im Bistum Münster, während der restliche Kreis Gütersloh zum Bistum Paderborn gehört.
Die evangelisch-lutherische Gemeinde in Harsewinkel umfasst auch den Ortsteil Marienfeld und unterhält die Martin-Luther-Kirche in Harsewinkel und die Christuskirche in Marienfeld. Sie gehört zum Kirchenkreis Halle der Evangelischen Kirche von Westfalen. Die Greffener Protestanten gehören zur Gemeinde in Sassenberg und haben keinen eigenen Kirchbau vor Ort. Die Gemeinde gehört dem Kirchenkreis Münster der Evangelischen Kirche von Westfalen an.
Im Jahr 2008 waren 54,2 % der Bevölkerung römisch-katholisch und 18,3 % evangelisch. Außerdem gibt es eine rund 800 Mitglieder zählende syrisch-orthodoxe Gemeinde sowie zwei von Aussiedlern aus Russland gegründete freikirchliche Gemeinden (Mennoniten und Evangeliumschristen). Die Muslime der Stadt gehören dem „Verein zur Förderung der Integration und Bildung e. V.“ und der Türkisch-Islamischen Union an.

### Konfessionsstatistik
Mit Stand 1. Januar 2020 waren von den 25.879 Einwohnern 40 % katholisch, 16 % evangelisch und 44 % gehörten entweder einer anderen Religion an oder waren konfessionslos. Der Anteil der Protestanten und Katholiken an der Gesamtbevölkerung ist seitdem gesunken. Mit Stand 1. Januar 2025 waren 35 % der Einwohner katholisch, 13 % evanglisch und 52 % gehörten einer anderen Glaubensgemeinschaft an oder sind konfessionslos.

### Eingemeindungen
Harsewinkel bekam 1803 die Stadtrechte und war von 1806 bis 1814 dem Herzogtum Berg zugehörig. Zur Bürgermeisterei gehörten die Stadt Harsewinkel, das Kirchspiel Harsewinkel und die Gemeinde Marienfeld. 1820 wurde auch die Gemeinde Greffen, die zur Bürgermeisterei Sassenberg gehörte, angegliedert. Von 1841 an waren diese drei Ortschaften selbständige Gemeinden im Amt Harsewinkel.
Die bis dahin eigenständige und flächen- sowie bevölkerungsbezogen größere Gemeinde Kirchspiel Harsewinkel wurde am 1. April 1937 in die Stadt Harsewinkel eingemeindet.
Im Rahmen der nordrhein-westfälischen Gebietsreform wurden zum 1. Januar 1973 mit dem „Gesetz zur Neugliederung der Gemeinden und Kreise des Neugliederungsraumes Bielefeld (Bielefeld-Gesetz)“ vom 24. Oktober 1972 die Stadt Harsewinkel sowie die beiden Gemeinden Greffen und Marienfeld zur neuen Stadt Harsewinkel zusammengeschlossen und vom Kreis Warendorf in den neu gebildeten Kreis Gütersloh umgegliedert. Das Amt Harsewinkel wurde aufgelöst; Rechtsnachfolgerin ist die Stadt Harsewinkel.

### Einwohnerstatistik

Bevölkerungsentwicklung in Harsewinkel von 1818 bis 2016 (untere Linie: jeweiliger Gebietsstand, obere Linie: heutiger Gebietsstand)

Die folgende Übersicht zeigt die Einwohnerzahlen der Stadt Harsewinkel nach dem jeweiligen Gebietsstand, bei einigen Jahren zusätzlich nach heutigem Gebietsstand. Bis einschließlich 1933 wurden die Einwohnerzahlen der Stadt Harsewinkel und der Gemeinde Kirchspiel Harsewinkel addiert. Bei den Zahlen handelt es sich bis 1970 und für 1987 um Volkszählungsergebnisse und ab 1975 um amtliche Fortschreibungen des Landesamtes für Datenverarbeitung und Statistik. Die Zahlen von 1975 bis 1985 sind geschätzte Werte, die Zahlen ab 1990 Fortschreibungen auf Basis der Ergebnisse der Volkszählung von 1987. Die Angaben beziehen sich ab 1871 sowie für 1946 auf die Ortsanwesende Bevölkerung, ab 1925 auf die Wohnbevölkerung und ab 1985 auf die Bevölkerung am Ort der Hauptwohnung. Vor 1871 wurde die Einwohnerzahl nach uneinheitlichen Erhebungsverfahren ermittelt.
Harsewinkel nach dem damaligen Gebietsstand
| Jahr            | Einwohner |
| --------------- | --------- |
| 1818 (31. Dez.) | 3.027     |
| 1828 (1. Dez.)  | 2.654     |
| 1831 (3. Dez.)  | 2.663     |
| 1837 (3. Dez.)  | 2.520     |
| 1843 (3. Dez.)  | 2.593     |
| 1852 (3. Dez.)  | 2.564     |
| 1858 (3. Dez.)  | 2.541     |
| 1867 (3. Dez.)  | 2.421     |
| 1871 (1. Dez.)  | 2.284     |
| 1885 (1. Dez.)  | 2.276     |

| Jahr            | Einwohner |
| --------------- | --------- |
| 1895 (1. Dez.)  | 02.292    |
| 1905 (1. Dez.)  | 02.445    |
| 1925 (16. Juni) | 02.906    |
| 1933 (16. Juni) | 03.327    |
| 1939 (17. Mai)  | 03.770    |
| 1946 (29. Okt.) | 04.953    |
| 1950 (13. Sep.) | 05.183    |
| 1961 (6. Juni)  | 06.950    |
| 1970 (27. Mai)  | 10.361    |
| 1972 (31. Dez.) | 11.027    |

Harsewinkel nach dem heutigen Gebietsstand
| Jahr            | Einwohner |
| --------------- | --------- |
| 1939 (17. Mai)  | 06.451    |
| 1950 (13. Sep.) | 08.752    |
| 1961 (6. Juni)  | 10.975    |
| 1970 (27. Mai)  | 15.685    |
| 1972 (31. Dez.) | 16.950    |
| 1974 (30. Juni) | 17.313    |
| 1975 (31. Dez.) | 17.585    |
| 1980 (31. Dez.) | 18.394    |
| 1985 (31. Dez.) | 18.727    |

| Jahr            | Einwohner |
| --------------- | --------- |
| 1987 (25. Mai)  | 18.741    |
| 1990 (31. Dez.) | 20.135    |
| 1995 (31. Dez.) | 22.616    |
| 2000 (31. Dez.) | 23.639    |
| 2005 (31. Dez.) | 24.251    |
| 2007 (31. Dez.) | 24.220    |
| 2016 (31. Dez.) | 24.862    |
| 2017 (31. Dez.) | 25.012    |
| 2022 (31. Dez.) | 25.999    |

## Politik

### Stadtrat
Der Stadtrat hat gegenwärtig 32 Mitglieder aus fünf Parteien und Wählergruppen (2020). Hinzu kommt die Bürgermeisterin Sabine Amsbeck-Dopheide (SPD) als stimmberechtigte Vorsitzende des Rates. 16 Sitze wurden in den Wahlbezirken nach dem Mehrheitswahlrecht, die übrigen nach dem Verhältniswahlrecht vergeben.
Die folgende Tabelle zeigt die Kommunalwahlergebnisse seit 1975.
| Rat der Stadt Harsewinkel: Wähleranteil und Gemeinderäte seit 1975                               | Rat der Stadt Harsewinkel: Wähleranteil und Gemeinderäte seit 1975 | Rat der Stadt Harsewinkel: Wähleranteil und Gemeinderäte seit 1975 | Rat der Stadt Harsewinkel: Wähleranteil und Gemeinderäte seit 1975 | Rat der Stadt Harsewinkel: Wähleranteil und Gemeinderäte seit 1975 | Rat der Stadt Harsewinkel: Wähleranteil und Gemeinderäte seit 1975 | Rat der Stadt Harsewinkel: Wähleranteil und Gemeinderäte seit 1975 | Rat der Stadt Harsewinkel: Wähleranteil und Gemeinderäte seit 1975 | Rat der Stadt Harsewinkel: Wähleranteil und Gemeinderäte seit 1975 | Rat der Stadt Harsewinkel: Wähleranteil und Gemeinderäte seit 1975 | Rat der Stadt Harsewinkel: Wähleranteil und Gemeinderäte seit 1975 | Rat der Stadt Harsewinkel: Wähleranteil und Gemeinderäte seit 1975 | Rat der Stadt Harsewinkel: Wähleranteil und Gemeinderäte seit 1975 | Rat der Stadt Harsewinkel: Wähleranteil und Gemeinderäte seit 1975 | Rat der Stadt Harsewinkel: Wähleranteil und Gemeinderäte seit 1975 | Rat der Stadt Harsewinkel: Wähleranteil und Gemeinderäte seit 1975 | Rat der Stadt Harsewinkel: Wähleranteil und Gemeinderäte seit 1975 | Rat der Stadt Harsewinkel: Wähleranteil und Gemeinderäte seit 1975 | Rat der Stadt Harsewinkel: Wähleranteil und Gemeinderäte seit 1975 | Rat der Stadt Harsewinkel: Wähleranteil und Gemeinderäte seit 1975 |
| ------------------------------------------------------------------------------------------------ | ------------------------------------------------------------------ | ------------------------------------------------------------------ | ------------------------------------------------------------------ | ------------------------------------------------------------------ | ------------------------------------------------------------------ | ------------------------------------------------------------------ | ------------------------------------------------------------------ | ------------------------------------------------------------------ | ------------------------------------------------------------------ | ------------------------------------------------------------------ | ------------------------------------------------------------------ | ------------------------------------------------------------------ | ------------------------------------------------------------------ | ------------------------------------------------------------------ | ------------------------------------------------------------------ | ------------------------------------------------------------------ | ------------------------------------------------------------------ | ------------------------------------------------------------------ | ------------------------------------------------------------------ |
|                                                                                                  | CDU                                                                | CDU                                                                | SPD                                                                | SPD                                                                | Bündnis 90/Die Grünen                                              | Bündnis 90/Die Grünen                                              | FDP                                                                | FDP                                                                | AfD                                                                | AfD                                                                | Unabhängige Wählergemeinschaft Harsewinkel (UWG)                   | Unabhängige Wählergemeinschaft Harsewinkel (UWG)                   | Bürger für Harsewinkel (BfH)                                       | Bürger für Harsewinkel (BfH)                                       | Einzel- bewerber                                                   | Einzel- bewerber                                                   | Gesamt                                                             | Gesamt                                                             | Wahl- beteiligung                                                  |
| Wahlperiode                                                                                      | %                                                                  | Mandate                                                            | %                                                                  | Mandate                                                            | %                                                                  | Mandate                                                            | %                                                                  | Mandate                                                            | %                                                                  | Mandate                                                            | %                                                                  | Mandate                                                            | %                                                                  | Mandate                                                            | %                                                                  | Mandate                                                            | %                                                                  | Gesamtanzahl der Sitze im Rat                                      | %                                                                  |
| 01975–19791                                                                                      | 47,68                                                              | 20                                                                 | 19,07                                                              | 08                                                                 |                                                                    |                                                                    | 4,99                                                               | 0                                                                  |                                                                    |                                                                    | 28,26                                                              | 11                                                                 |                                                                    |                                                                    |                                                                    |                                                                    | 100                                                                | 39                                                                 | 88,37                                                              |
| 1979–1984                                                                                        | 39,95                                                              | 16                                                                 | 21,64                                                              | 08                                                                 | 7,05                                                               | 3                                                                  | 31,36                                                              | 12                                                                 | 100                                                                | 39                                                                 | 75,29                                                              |                                                                    |                                                                    |                                                                    |                                                                    |                                                                    |                                                                    |                                                                    |                                                                    |
| 1984–1989                                                                                        | 34,00                                                              | 14                                                                 | 24,73                                                              | 10                                                                 | 4,74                                                               | 0                                                                  | 36,53                                                              | 15                                                                 | 100                                                                | 39                                                                 | 70,71                                                              |                                                                    |                                                                    |                                                                    |                                                                    |                                                                    |                                                                    |                                                                    |                                                                    |
| 1989–1994                                                                                        | 35,46                                                              | 14                                                                 | 27,39                                                              | 11                                                                 | 08,69                                                              | 3                                                                  | 6,34                                                               | 2                                                                  | 21,74                                                              | 09                                                                 | 0,39                                                               | 0                                                                  | 100                                                                | 39                                                                 | 68,86                                                              |                                                                    |                                                                    |                                                                    |                                                                    |
| 1994–1999                                                                                        | 38,16                                                              | 17                                                                 | 27,48                                                              | 12                                                                 | 07,78                                                              | 3                                                                  | 2,83                                                               | 0                                                                  | 23,76                                                              | 11                                                                 |                                                                    |                                                                    | 100                                                                | 43                                                                 | 84,10                                                              |                                                                    |                                                                    |                                                                    |                                                                    |
| 1999–2004                                                                                        | 46,38                                                              | 15                                                                 | 22,67                                                              | 07                                                                 | 04,86                                                              | 2                                                                  | 3,06                                                               | 1                                                                  | 23,03                                                              | 07                                                                 | 100                                                                | 32                                                                 | 65,65                                                              |                                                                    |                                                                    |                                                                    |                                                                    |                                                                    |                                                                    |
| 2004–2009                                                                                        | 46,52                                                              | 16                                                                 | 23,09                                                              | 08                                                                 | 06,03                                                              | 2                                                                  | 3,82                                                               | 1                                                                  | 17,80                                                              | 06                                                                 | 2,80                                                               | 1                                                                  | 100                                                                | 34                                                                 | 61,77                                                              |                                                                    |                                                                    |                                                                    |                                                                    |
| 2009–2014                                                                                        | 41,16                                                              | 13                                                                 | 31,46                                                              | 10                                                                 | 06,68                                                              | 2                                                                  | 4,69                                                               | 2                                                                  | 16,00                                                              | 05                                                                 |                                                                    |                                                                    | 100                                                                | 32                                                                 | 61,72                                                              |                                                                    |                                                                    |                                                                    |                                                                    |
| [00]2014–2020                                                                                    | 46,18                                                              | 15                                                                 | 30,46                                                              | 10                                                                 | 07,87                                                              | 2                                                                  |                                                                    |                                                                    | 15,52                                                              | 05                                                                 | 100                                                                | 32                                                                 | 54,14                                                              |                                                                    |                                                                    |                                                                    |                                                                    |                                                                    |                                                                    |
| 2020–                                                                                            | 44,11                                                              | 14                                                                 | 27,24                                                              | 09                                                                 | 14,27                                                              | 5                                                                  | 9,74                                                               | 3                                                                  | 4,63                                                               | 1                                                                  |                                                                    |                                                                    | 100                                                                | 32                                                                 | 56,92                                                              |                                                                    |                                                                    |                                                                    |                                                                    |
| Prozentanteile gerundet. Quellen: Landesdatenbank NRW; Landesbetrieb Information und Technik NRW |                                                                    |                                                                    |                                                                    |                                                                    |                                                                    |                                                                    |                                                                    |                                                                    |                                                                    |                                                                    |                                                                    |                                                                    |                                                                    |                                                                    |                                                                    |                                                                    |                                                                    |                                                                    |                                                                    |

1 Im Jahr 1976 trat eine Ratsfrau unter Mitnahme des Listenmandates von der UWG zur CDU über. Im Jahr 1978 wurde in einem Marienfelder Wahlbezirk nachgewählt. Dadurch schaffte die FDP, die 1975 mit 4,99 % scheiterte, den Einzug in den Stadtrat. Die FDP erhielt zwei Mandate, CDU und SPD verloren jeweils eines.

### Bürgermeister

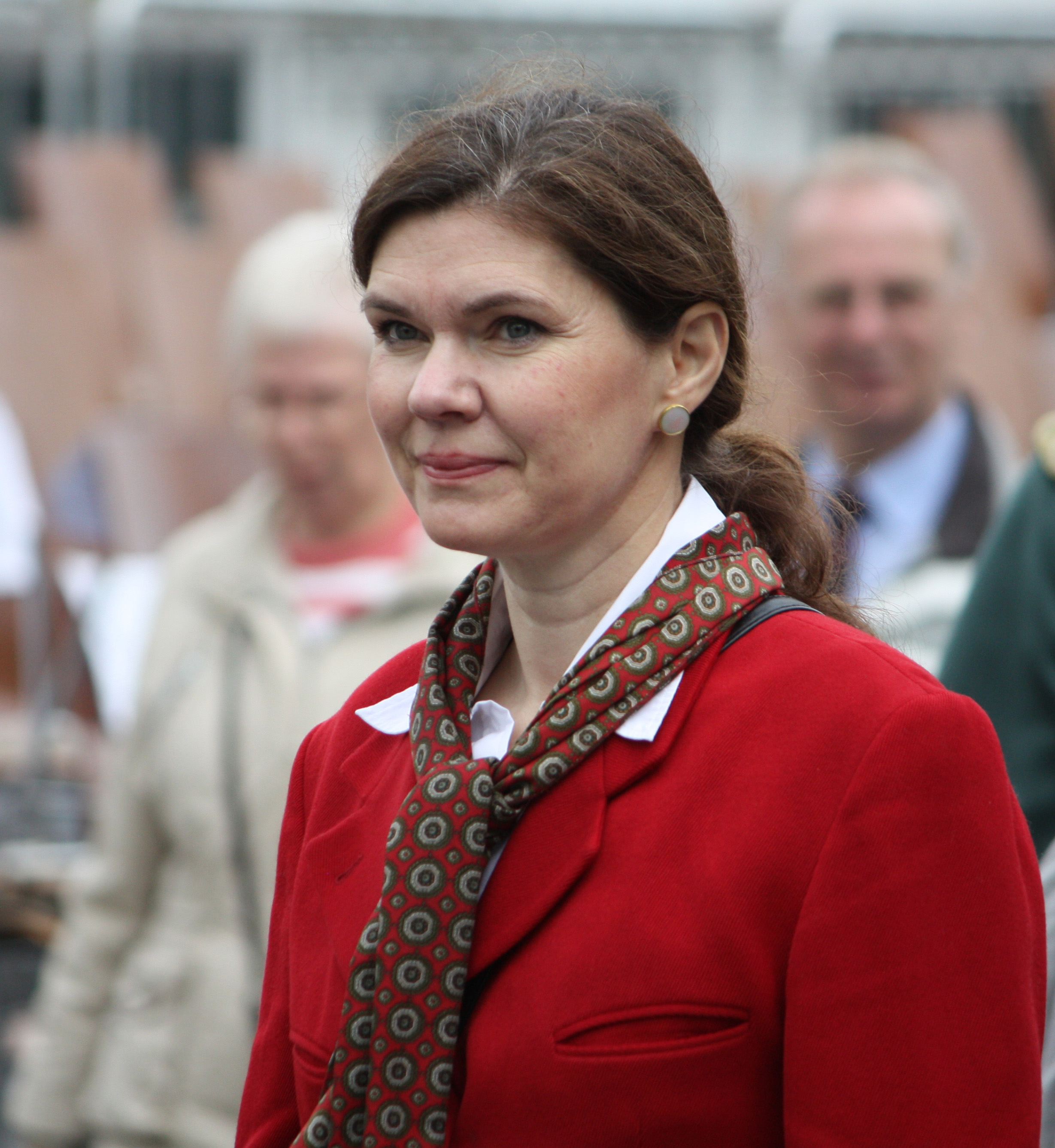
Bürgermeisterin Sabine Amsbeck-Dopheide, 2011

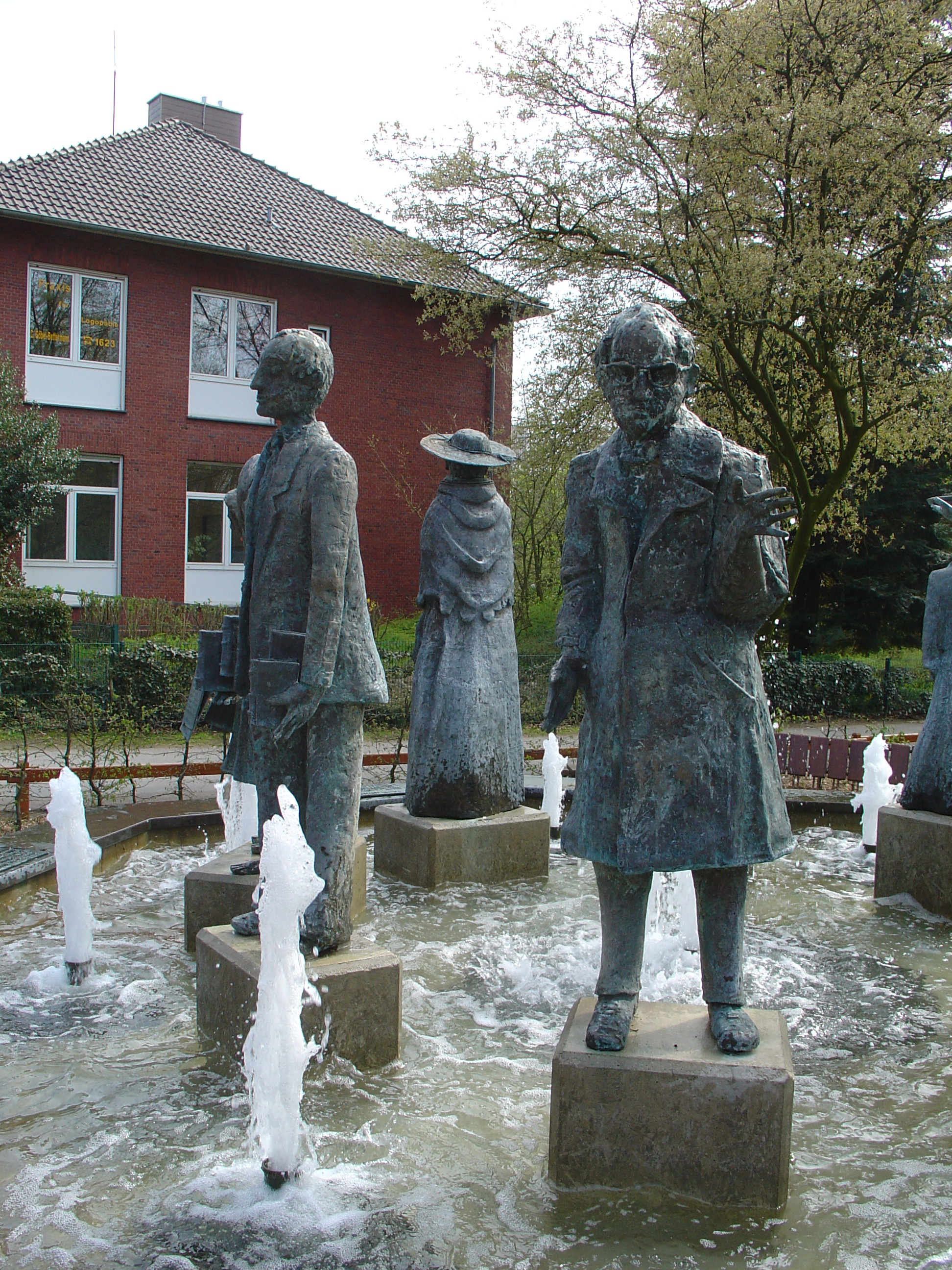
Statuen der Bürgermeister Schmitz und Hemker auf dem „Dichterbrunnen“ am Gymnasium

Sabine Amsbeck-Dopheide (SPD) wurde am 10. Oktober 2004 in einer Stichwahl mit 57,3 % der gültigen Stimmen gewählt und am 30. August 2009 mit 70,84 % bestätigt. Auf eigenen Wunsch stellte sie sich 2014, ein Jahr vor Ende der Legislaturperiode, zur Wahl. Hier erreichte sie ohne Gegenkandidaten 82,53 % der Stimmen. Sie wurde 2020 mit 53,97 % der Stimmen in der Stichwahl im Amt bestätigt.
| Jahr       | Bürgermeister ab 1973         |              |
| ---------- | ----------------------------- | ------------ |
| 1973–1979  | Hans Strake (CDU)             | nebenamtlich |
| 1979–1989  | Otto Schmitz (UWG)            | nebenamtlich |
| 1989–1994  | Heinrich Hemker (CDU)         | nebenamtlich |
| 1994–1997  | Renate Müterthies (SPD)       | nebenamtlich |
| 1997–1999  | Bruno Kleine (UWG)            | nebenamtlich |
| 1999–2004  | Reinhard Haase (parteilos)    | hauptamtlich |
| 2004–heute | Sabine Amsbeck-Dopheide (SPD) | hauptamtlich |

Im Jahr 1994 gingen die SPD, die UWG und die Grünen eine Listenverbindung ein. Mit den Stimmen dieser Parteien wurde 1994 Renate Müterthies (SPD) zur Bürgermeisterin gewählt. Teil dieser Listenverbindung war, dass die Bürgermeisterin im Jahre 1997 zurücktreten musste, was sie auch tat. Mit der Mehrheit der drei Parteien wurde Bruno Kleine (UWG) zu ihrem Nachfolger gewählt.
Nach der Gemeindeordnung von 1994 sind die Ämter des nebenamtlichen Bürgermeisters und des hauptamtlichen Stadtdirektors seit 1999 in einer Person vereint; dieser hauptamtliche Bürgermeister wird immer für fünf Jahre gewählt. Erster hauptamtlicher Bürgermeister der Stadt Harsewinkel war Reinhard Haase.
| Jahr      | Stadtdirektor        |
| --------- | -------------------- |
| 1973–1980 | Bernhard Kemner      |
| 1980–1988 | Christoph Austermann |
| 1988–1992 | Friedrich Zempel     |
| 1992–1999 | Reinhard Haase       |

### Weitere Wahlergebnisse
Für die Landtagswahlen gehört Harsewinkel zum Wahlkreis 95 – Gütersloh II, in dem bei der Landtagswahl 2017 Raphael Tigges (CDU) zum ersten Mal als Direktkandidat gewählt wurde. Auf Bundesebene gehört Harsewinkel zum Wahlkreis 130 – Kreis Gütersloh, in dem 2009 Ralph Brinkhaus (CDU) als Direktkandidat gewählt und in den Jahren 2013, 2017, 2021 und 2025 bestätigt wurde. Die Ergebnisse der letzten Landtags-, Bundestags- und Europawahl in Harsewinkel werden in der nachfolgenden Tabelle dargestellt. Für Bundes- und Landtagswahlen sind die Stimmanteile in der Zweitstimme angegeben.
| Weitere Wahlergebnisse in Harsewinkel | Weitere Wahlergebnisse in Harsewinkel | Weitere Wahlergebnisse in Harsewinkel | Weitere Wahlergebnisse in Harsewinkel | Weitere Wahlergebnisse in Harsewinkel | Weitere Wahlergebnisse in Harsewinkel | Weitere Wahlergebnisse in Harsewinkel | Weitere Wahlergebnisse in Harsewinkel | Weitere Wahlergebnisse in Harsewinkel | Weitere Wahlergebnisse in Harsewinkel |
| ------------------------------------- | ------------------------------------- | ------------------------------------- | ------------------------------------- | ------------------------------------- | ------------------------------------- | ------------------------------------- | ------------------------------------- | ------------------------------------- | ------------------------------------- |
|                                       | CDU                                   | SPD                                   | Bündnis 90/Die Grünen                 | FDP                                   | Die Linke                             | PIRATEN                               | AfD                                   | Sonstige                              | Wahl- beteiligung                     |
| Wahl                                  | %                                     | %                                     | %                                     | %                                     | %                                     | %                                     | %                                     | %                                     | %                                     |
| Europawahl 2004                       | 56,30                                 | 19,60                                 | 09,90                                 | 05,90                                 | 01,00                                 | –                                     | –                                     | 07,20                                 | 44,83                                 |
| Bundestagswahl 2005                   | 45,54                                 | 32,66                                 | 05,42                                 | 08,80                                 | 03,52                                 | –                                     | –                                     | 04,06                                 | 81,04                                 |
| Europawahl 2009                       | 48,78                                 | 21,23                                 | 10,24                                 | 10,77                                 | 02,36                                 | 00,45                                 | –                                     | 06,17                                 | 46,06                                 |
| Bundestagswahl 2009                   | 43,30                                 | 29,94                                 | 08,14                                 | 13,13                                 | 05,86                                 | 01,48                                 | –                                     | 03,14                                 | 73,73                                 |
| Landtagswahl 2010                     | 42,39                                 | 31,25                                 | 10,25                                 | 05,74                                 | 04,61                                 | 01,28                                 | –                                     | 04,49                                 | 59,66                                 |
| Landtagswahl 2012                     | 36,18                                 | 35,42                                 | 09,59                                 | 06,22                                 | 01,66                                 | 07,06                                 | –                                     | 03,90                                 | 60,37                                 |
| Bundestagswahl 2013                   | 59,92                                 | 26,73                                 | 06,98                                 | 04,04                                 | 03,95                                 | 01,87                                 | 03,37                                 | 02,13                                 | 72,65                                 |
| Europawahl 2014                       | 45,22                                 | 30,20                                 | 07,75                                 | 02,13                                 | 03,40                                 | 00,94                                 | 05,99                                 | 04,37                                 | 56,97                                 |
| Landtagswahl 2017                     | 41,03                                 | 28,84                                 | 05,49                                 | 10,56                                 | 03,26                                 | 00,86                                 | 06,77                                 | 03,16                                 | 64,72                                 |
| Bundestagswahl 2017                   | 40,80                                 | 21,48                                 | 06,79                                 | 11,76                                 | 05,42                                 | 00,36                                 | 10,58                                 | 03,18                                 | 75,46                                 |
| Europawahl 2019                       | 33,89                                 | 17,23                                 | 21,21                                 | 06,05                                 | 03,11                                 | 00,48                                 | 08,85                                 | 09,66                                 | 61,79                                 |
| Bundestagswahl 2021                   | 31,22                                 | 25,41                                 | 13,59                                 | 11,95                                 | 02,61                                 | 00,25                                 | 09,23                                 | 05,74                                 | 76,91                                 |
| Landtagswahl 2022                     | 41,98                                 | 22,98                                 | 15,39                                 | 05,73                                 | 01,45                                 | 00,17                                 | 07,77                                 | 04,53                                 | 55,46                                 |
| Europawahl 2024                       | 36,92                                 | 14,70                                 | 10,44                                 | 05,06                                 | 01,52                                 | 00,36                                 | 16,54                                 | 14,46                                 | 64,13                                 |
| Bundestagswahl 2025                   | 34,00                                 | 16,86                                 | 09,64                                 | 03,91                                 | 05,36                                 | -                                     | 22,49                                 | 07,74                                 | 83,24                                 |

### Wappen
Das vom damaligen Regierungspräsidenten des Regierungsbezirks Detmold, Ernst Graumann, am 6. Februar 1974 verliehene Stadtwappen knüpft an die Wappen an, die dem Amt Harsewinkel und den amtsangehörigen Gemeinden in der zweiten Hälfte der 1930er Jahre verliehen wurden.
| Wappen der Stadt Harsewinkel | Blasonierung: „In Gold ein roter Wellengöpel, vorne ein schwarzer Pferdekopf, hinten ein schwarzer Greffen (Kamm) und unten ein wachsender schwarzer, rotbewehrter und -gezungter Löwe.“ |
| Wappen der Stadt Harsewinkel | Wappenbegründung: Die drei Wappenfiguren stellen die Symbole der drei Ortsteile dar: Harsewinkel (Pferdekopf), Greffen (Kamm) und Marienfeld (Löwe). Während das Symbol für den Ortsteil Harsewinkel einer zweifelhaften etymologischen Deutung des Ortsnamens als „Horsawinkel“ (Pferdewinkel) folgt, gehen die beiden anderen Symbole auf historische Vorlagen zurück. Das Greffener Symbol ist einem mittelalterlichen Siegel der Familie de Grevene entnommen, der steigende Löwe für Marienfeld geht auf das Wappentier des Edelherrn Widukind von Rheda, einem der Marienfelder Klostergründer, zurück. Der Wellengöpel steht für den Wasserreichtum der Gegend (Ems und ihr zufließende Bäche). Die Tingierung Rot und Gold sind die Farben des Wappens des alten Hochstifts Münster. |

Gemäß Urkunde des Regierungspräsidenten Detmold hat die Stadt das Recht, Flagge und Banner zu führen:
Die Stadtflagge ist Gelb-Schwarz-Gelb im Verhältnis 1: 3: 1 längsgestreift mit dem Stadtwappen in der Mitte.
Das Stadtbanner ist Gelb-Schwarz-Gelb im Verhältnis 1: 3: 1 längsgestreift mit dem Stadtwappen in der Mitte der oberen Hälfte.

Die Flagge der Stadt Harsewinkel
Das Banner der Stadt Harsewinkel
Altes Stadtwappen von Harsewinkel
Wappen der ehemals selbstständigen Gemeinde Marienfeld
Wappen der ehemals selbstständigen Gemeinde Greffen
Wappen des ehemaligen Amtes Harsewinkel

### Städtepartnerschaften

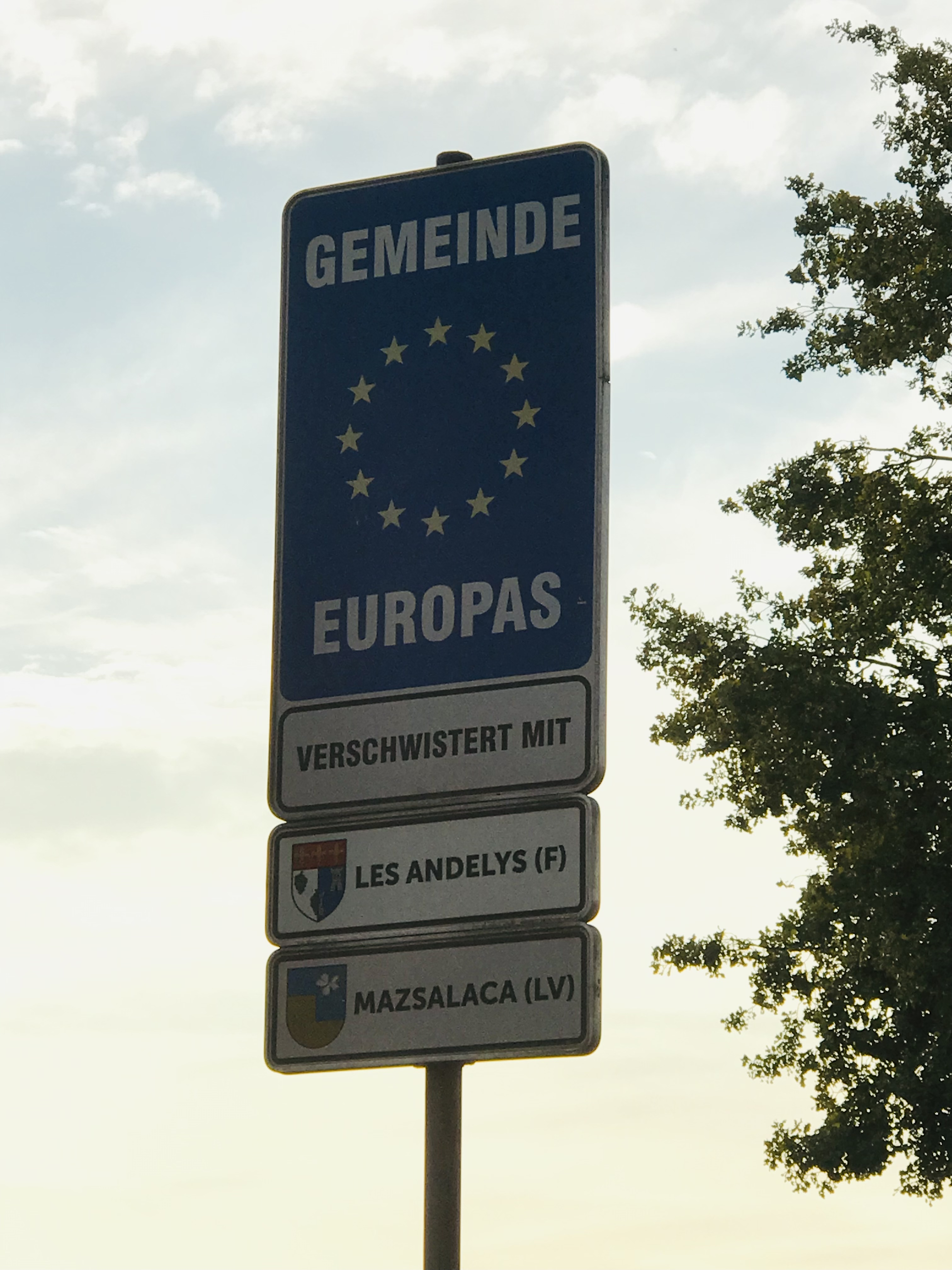
Tafel der Harsewinkeler Partnerstädte

Seit 1994 besteht eine Beziehung zur französischen Stadt Les Andelys in der Normandie. Im Rahmen der Städtepartnerschaft, die in beiden Städten von Partnerschaftsvereinen getragen wird, finden in jedem Jahr zahlreiche Austauschbegegnungen zwischen Schulen und Vereinen statt.
Weiterhin wurden im Rahmen der Partnerschaft des Kreises Gütersloh zum Kreis Valmiera in Lettland freundschaftliche Beziehungen zur Stadt Mazsalaca aufgebaut. Beziehungen nach Lettland gab es schon im Mittelalter, als Bernhard II. zu Lippe, einer der Gründer des Klosters Marienfeld, Bischof von Selonien wurde.
Im Juli 2017 wurde hieraus eine offizielle Städtepartnerschaft.
Darüber hinaus ist Harsewinkel seit dem Herbst 2015 mit der chinesischen Stadt Gaomi im Rahmen einer Kooperationsvereinbarung verbunden. Ziel sei ein Austausch zu den Themen Umweltschutz, Wirtschaftsförderung, Stadtplanung und Bildung.

### Stadtfinanzen
Harsewinkel gehört unter Berücksichtigung der Einwohnerzahl zu den finanzstärksten Kommunen in Nordrhein-Westfalen. Dabei profitiert die Stadt vor allem von den Gewinnen der Firma Claas. Trotz eines im Vergleich niedrigen Gewerbesteuersatzes hatte Harsewinkel im Jahr 2013 ein Gewerbesteueraufkommen von ca. 26,0 Mio. Euro (70,0 % der Erträge). Mit ca. 1094 Euro pro Einwohner liegt der Wert deutlich über dem Wert von anderen kreisangehörigen Kommunen in Nordrhein-Westfalen (ca. 556 Euro). Die zweitwichtigste Ertragsquelle ist der kommunale Anteil an der Einkommensteuer mit 8,4 Mio. Euro im Jahr 2013 (21,3 % der Erträge).
Der Gewerbesteuersatz zählt mit 370 Prozent des Steuermessbetrags zu den niedrigsten Steuersätzen in NRW und liegt deutlich unter dem landesweit geltenden fiktiven Hebesatz von 415 Prozent, der für die Berechnung der Steuerkraft unterstellt wird. Bei der Grundsteuer B für bebaute oder bebaubare Grundstücke gilt in Harsewinkel der landesweit niedrigste Steuersatz von 260 Prozent. Der Steuersatz für landwirtschaftliche Grundstücke (Grundsteuer A) liegt bei 230 Prozent.
Die Bilanzsumme der Stadt belief sich zum 31. Dezember 2013 auf ca. 202 Mio. Euro, davon waren ca. 114 Mio. Euro (56,5 %) Eigenkapital. Die Ausgleichsrücklage, die die Auswirkung von Konjunkturschwankungen auf die Handlungsfähigkeit einer Kommune abmildern soll und deshalb eine wichtige Kennzahl für die Handlungsfähigkeit einer Stadt darstellt, belief sich bei der erstmaligen Aufstellung einer Bilanz zum 1. Januar 2009 auf ca. 14,3 Mio. Euro, zum 31. Dezember 2013 waren es 18,8 Mio. Euro.
Die Verschuldung durch Kredite belief sich am 31. Dezember 2000 noch auf 22,1 Mio. Euro. Bis zum 31. Dezember 2013 waren die Kredite auf 4,6 Mio. Euro abgebaut. Pro Einwohner belief sich die Verschuldung damit auf 191 Euro. Der durchschnittliche Wert für kreisangehörige Städte und Gemeinden in Nordrhein-Westfalen liegt bei 2956 Euro.

## Kultur und Sehenswürdigkeiten

### Theater
In Harsewinkel existiert kein Theaterbau. Die nächstgelegene Theaterbühne ist das Theater Gütersloh. Im Saal des Hotels Poppenborg führt eine Laienspielschar der Kolpingfamilie jährlich an jedem Adventswochenende ein Lustspiel auf.

### Museen

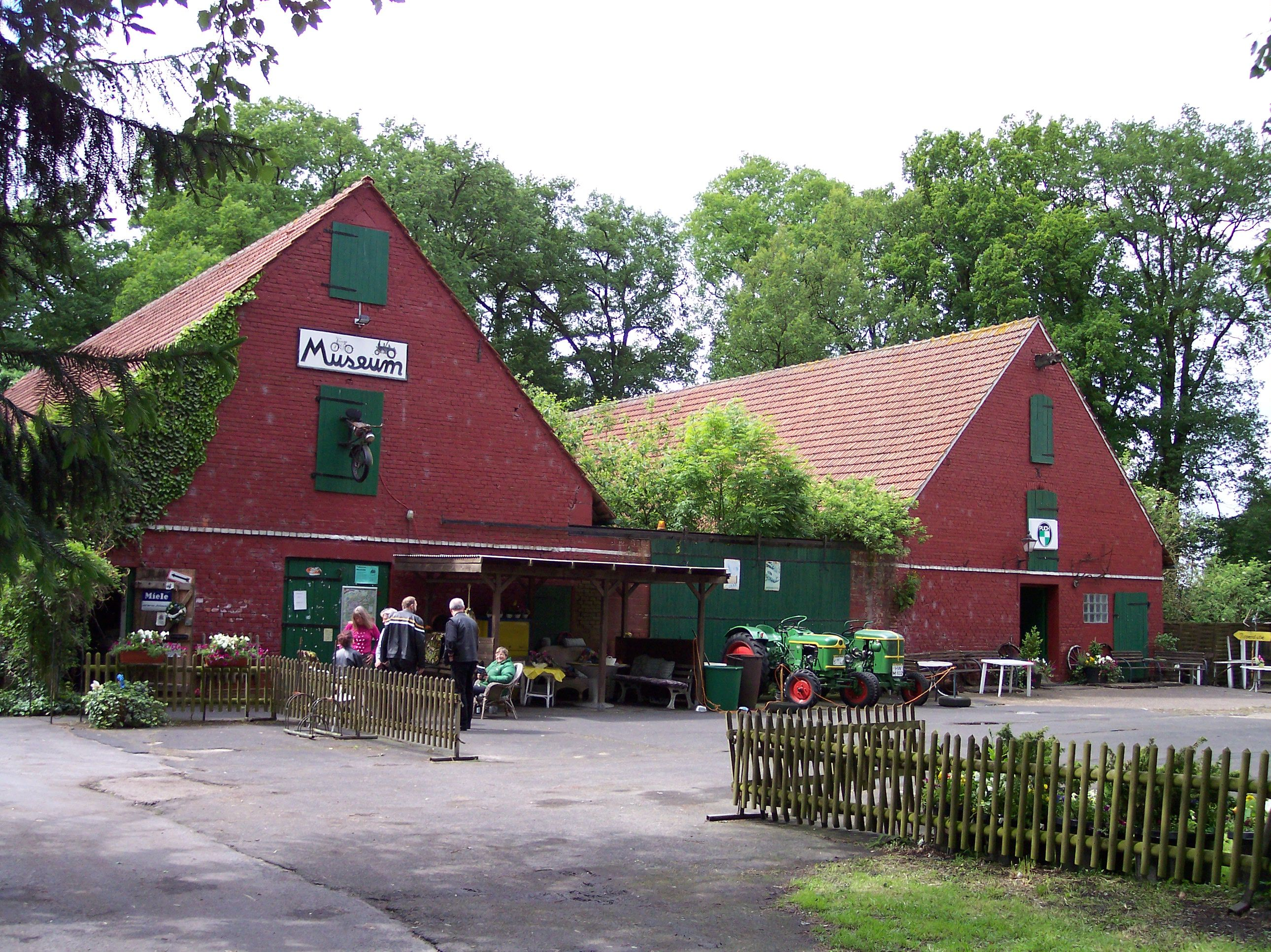
Motorradmuseum Heiner Beckmann in Greffen

Im Heimatmuseum Marienfeld wird in über 1200 Exponaten Geschichtliches aus Marienfeld – besonders im handwerklichen Bereich – gezeigt. Im Ortsteil Greffen befindet sich darüber hinaus das Motorradmuseum Heiner Beckmann.
In Harsewinkel wurde im Jahr 2007 die Schatzkammer im Turm der St.-Lucia-Kirche eröffnet. 14 Fahnen aus dem späten 19. und frühen 20. Jahrhundert können auf Anfrage besichtigt werden. Die stillgelegte Sägemühle Meier-Osthoff wurde restauriert und ist seit 2012 im Museumsbetrieb.

### Musik
In der Stadt gibt es die Chöre der Kirchengemeinden sowie zwei Männerchöre, das Männer-Vokal-Ensembles m-tune und den gemischte Chor Takt und Töne. Darüber hinaus gibt es ein Kolpingorchester und einen Spielmannszug sowie eine Karnevalsband namens Die Landeier. Letztere gewannen bereits zweimal die Närrische Hitparade des WDR. Das Jagdhornbläserkorps Hegering Harsewinkel ist vierfacher Meister des Bundeswettbewerbs im Jagdhorn blasen.
In Marienfeld gibt es neben einem Blasorchester und einem eigenen Spielmannszug auch eine Volkstanzgruppe, die sich dem traditionellen Tanz verschrieben hat. Genauso ist es in Greffen.
Der Farmhouse Jazzclub in Greffen ist einer der ältesten und bekanntesten Jazzclubs Deutschlands, gegründet am 29. Juni 1963.
In unregelmäßigen Abständen finden Orgelkonzerte in Harsewinkel statt. In der ehemaligen Abteikirche in Marienfeld spielen auswärtige Künstler und der heimische Organist auf der historischen Orgel von Johann Patroclus Möller. Ebenso ist es auf der 2004 erbauten Muhleisen-Orgel in der St.-Paulus-Kirche. Hier finden zusätzlich Orgelfestwochen statt.

### Bauwerke
In Harsewinkel stehen 66 Objekte (Stand: 30. August 2011) unter Denkmalschutz. Eine Auflistung findet sich in der Liste der Baudenkmäler in Harsewinkel.

#### Harsewinkel
Die katholische Pfarrkirche St. Lucia ist eine neugotische Hallenkirche. Sie entstand 1858 bis 1860 nach Plänen von Emil von Manger. Den Westturm fügte man erst 1903/1904 nach Plänen des Mainzer Architekten Ludwig Becker hinzu. Aus dem romanischen Vorgängerbau wurde der zylindrische Taufstein übernommen, der noch aus der ersten Hälfte des 13. Jahrhunderts stammt.
Die Alte Dechanei, Kirchplatz 6, ist ein eingeschossiger Fachwerkbau mit Walmdach. Sie wurde 1693 errichtet und 1716 umgebaut.
Am Kirchplatz befindet sich die bis 2010 als Bibliothek genutzte ehemalige Mädchenschule. Der stattliche zweigeschossige Fachwerkbau mit Ziegelausfachung wurde 1812 erbaut.
Vor dem Rathaus steht seit dem 27. November 1962 das Denkmal des Spökenkiekers. Die Plastik von Hubert Hartmann zeigt den Schäfer und Tagelöhner Anton Westermann, der von 1830 bis 1904 in Harsewinkel lebte und dort als der „alte Stümpel“ bekannt ist. Der „Stümpel“ soll das sogenannte zweite Gesicht besessen haben: die Fähigkeit, in die Zukunft zu schauen. Anton Westermann sagte nicht nur lokale Katastrophen wie den Brand eines Hauses oder den Tod eines Kindes, sondern auch den Bau der Eisenbahn voraus. Er sah auch sein eigenes Ende im Jahr 1904 voraus.

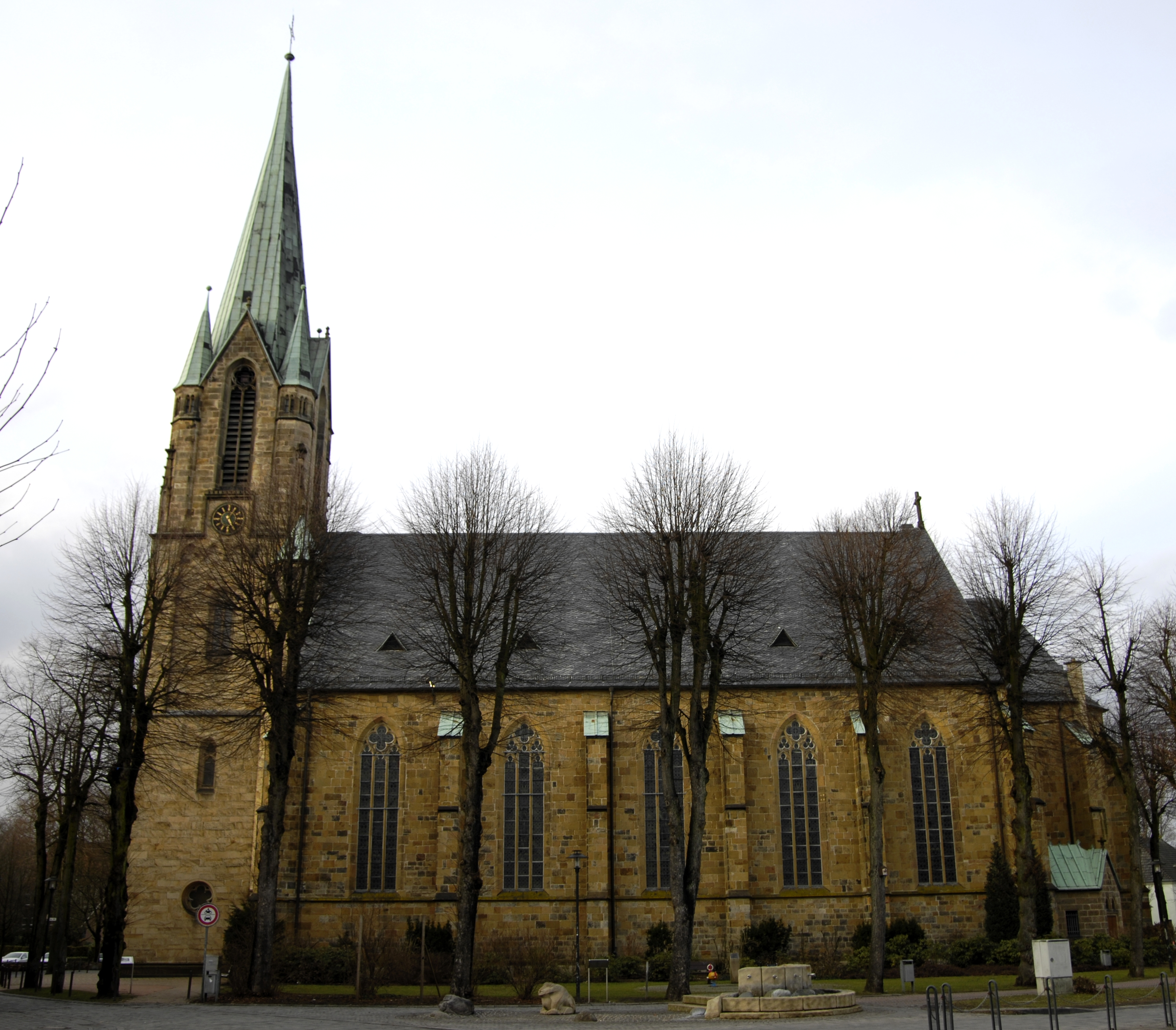
Katholische Kirche St. Lucia in Harsewinkel
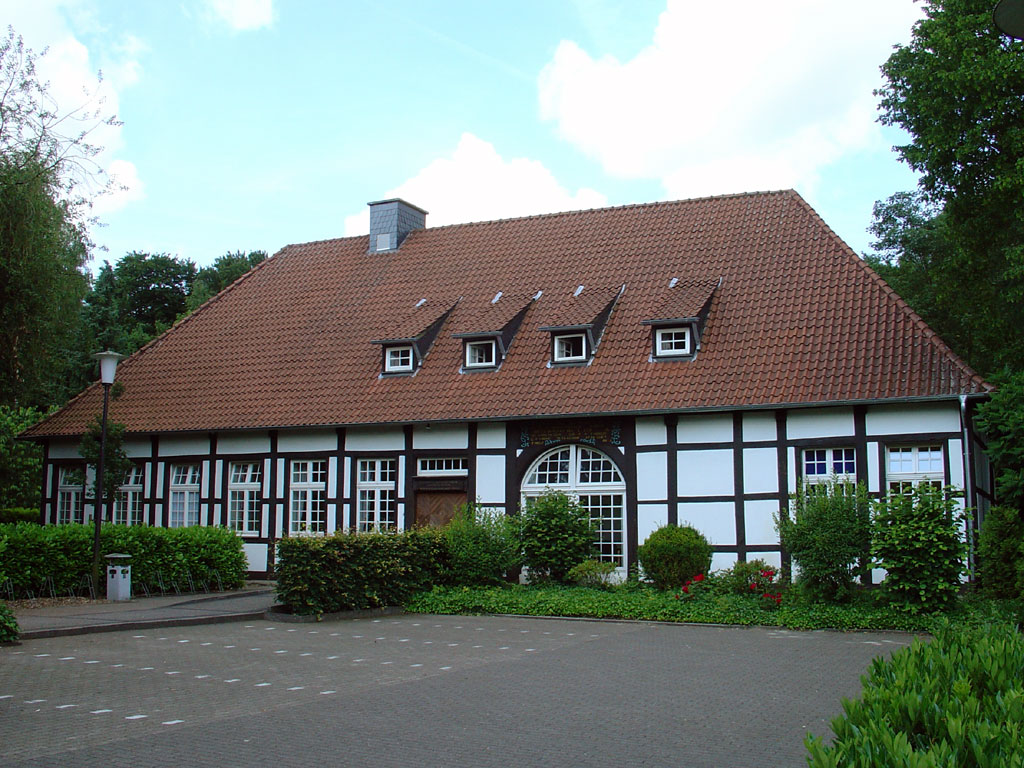
Alte Dechanei der St.-Lucia-Pfarrei. Jetzt ist hier das Pfarrheim untergebracht
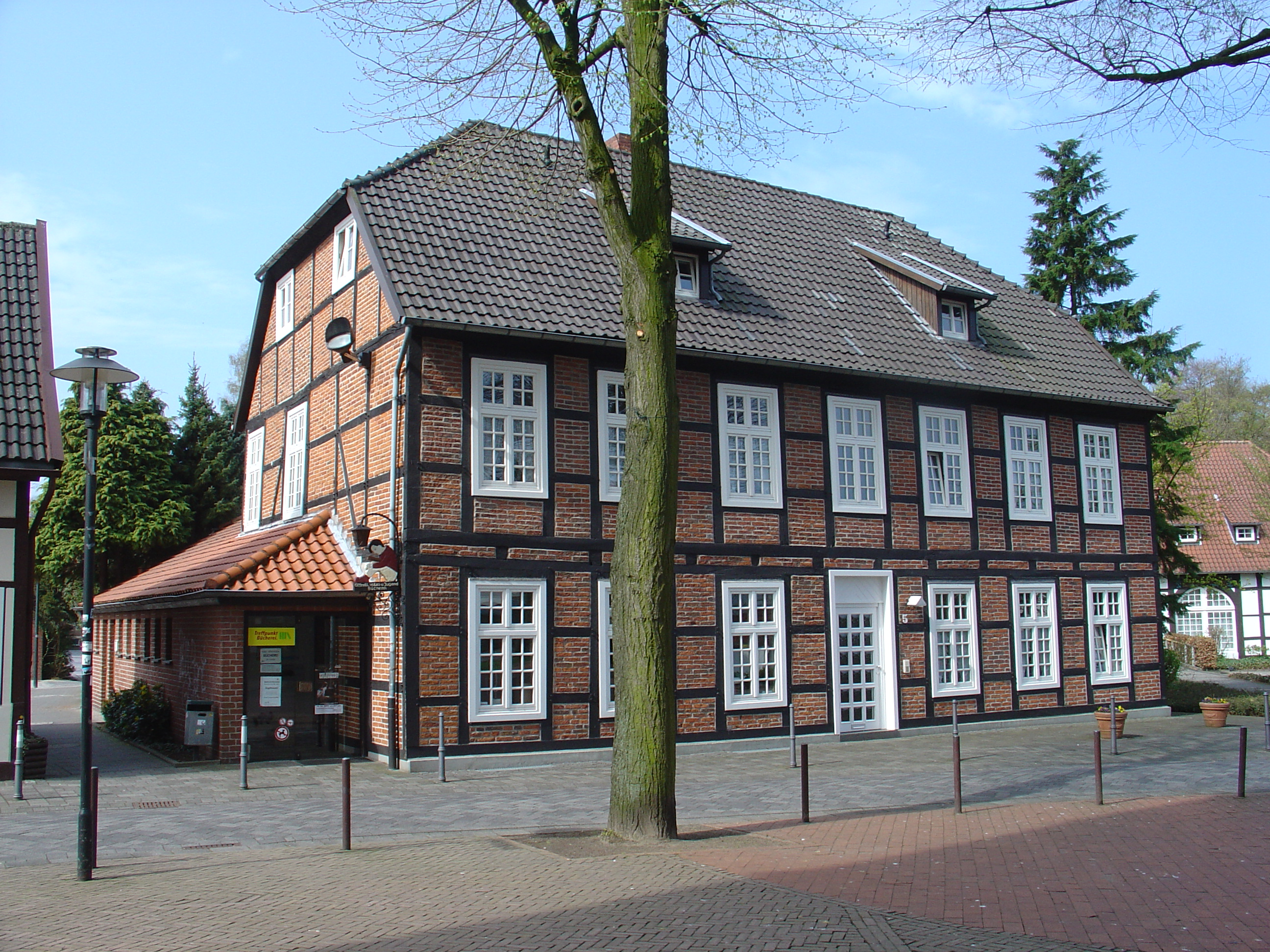
Die bis 2010 als Bibliothek genutzte Mädchenschule
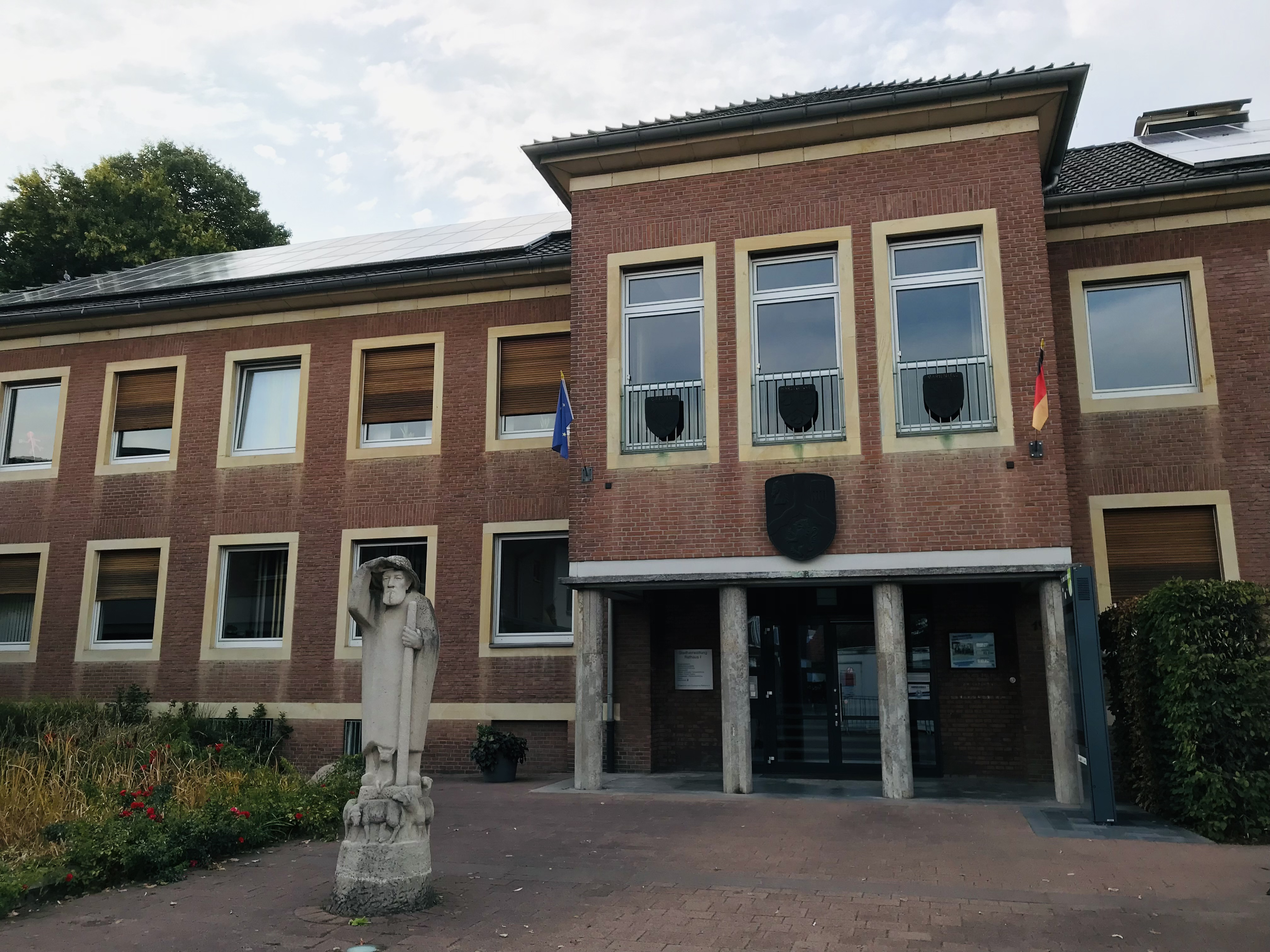
Harsewinkeler Rathaus mit Denkmal des Spökenkiekers

#### Marienfeld
Das Zisterzienserkloster Marienfeld wurde 1185 gegründet und bestimmte bis zur Auflösung 1803 die Stadtgeschichte maßgeblich mit. Die zugehörige Kirche ist die erste aus Ziegelsteinen erbaute in Westfalen und wurde 1222 geweiht. Neben der Kirche sind die Abtei und die ehemaligen Wirtschaftsgebäude erhalten, die zum Teil in privater Hand, zum Teil im Besitz des Landes Nordrhein-Westfalen sind.
Bereits vor der Gründung des Klosters existierte in Wadenhart, wie Marienfeld früher genannt wurde, eine kleine Kapelle für die Bevölkerung. Bis zur Gründung wurde sie von Harsewinkel aus betreut. Hermann II. von Katzenelnbogen († 1203), Fürstbischof von Münster, übertrug die Kapelle an die Klostergemeinschaft. Heute ist nur noch die rückwärtige Mauer vor der Klosterpforte erhalten. In einer Nische ist eine Marienstatue eingesetzt.
In Marienfeld steht das Geburtshaus von Johann Christoph Rincklake, dem romantischen Maler aus Harsewinkel. Das Haus steht unter Denkmalschutz und stand ursprünglich in Harsewinkel. Hier war es stark verfallen und musste renoviert werden. Ein Marienfelder Hotelier kaufte das Gebäude, ließ es am alten Standort abtragen und baute es auf seinem Grundstück wieder auf. Heute dient es als Gastronomiebetrieb.
Der Hof Meier Westmeyer ist ein 1808 erbauter Meierhof.

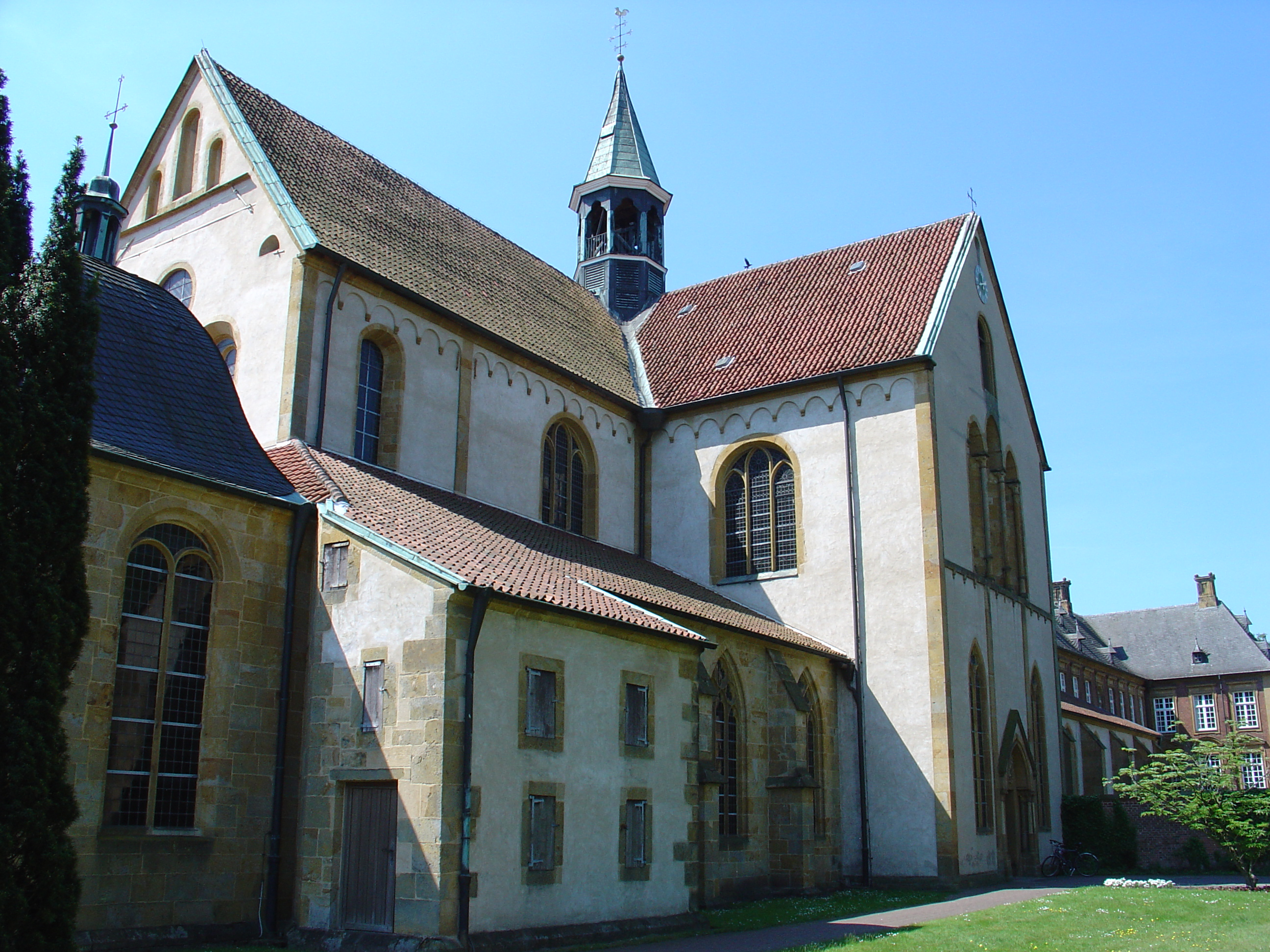
Kirche der ehemaligen Zisterzienserabtei im Ortsteil Marienfeld
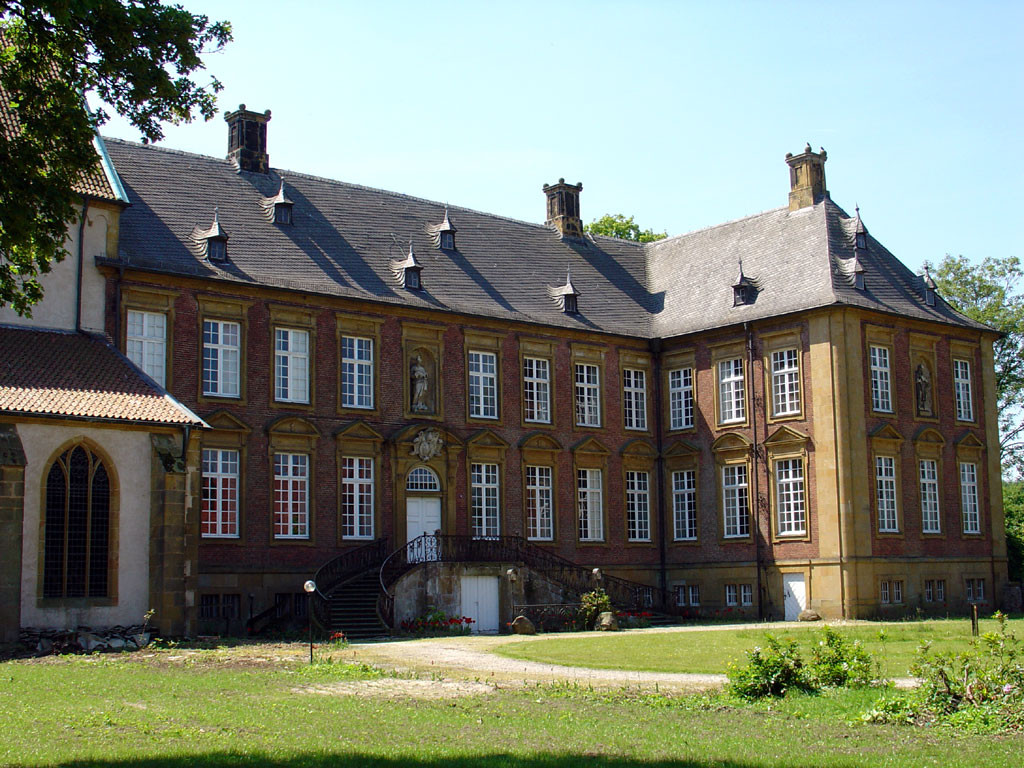
Abteigebäude des ehemaligen Klosters, erbaut von 1699 bis 1702
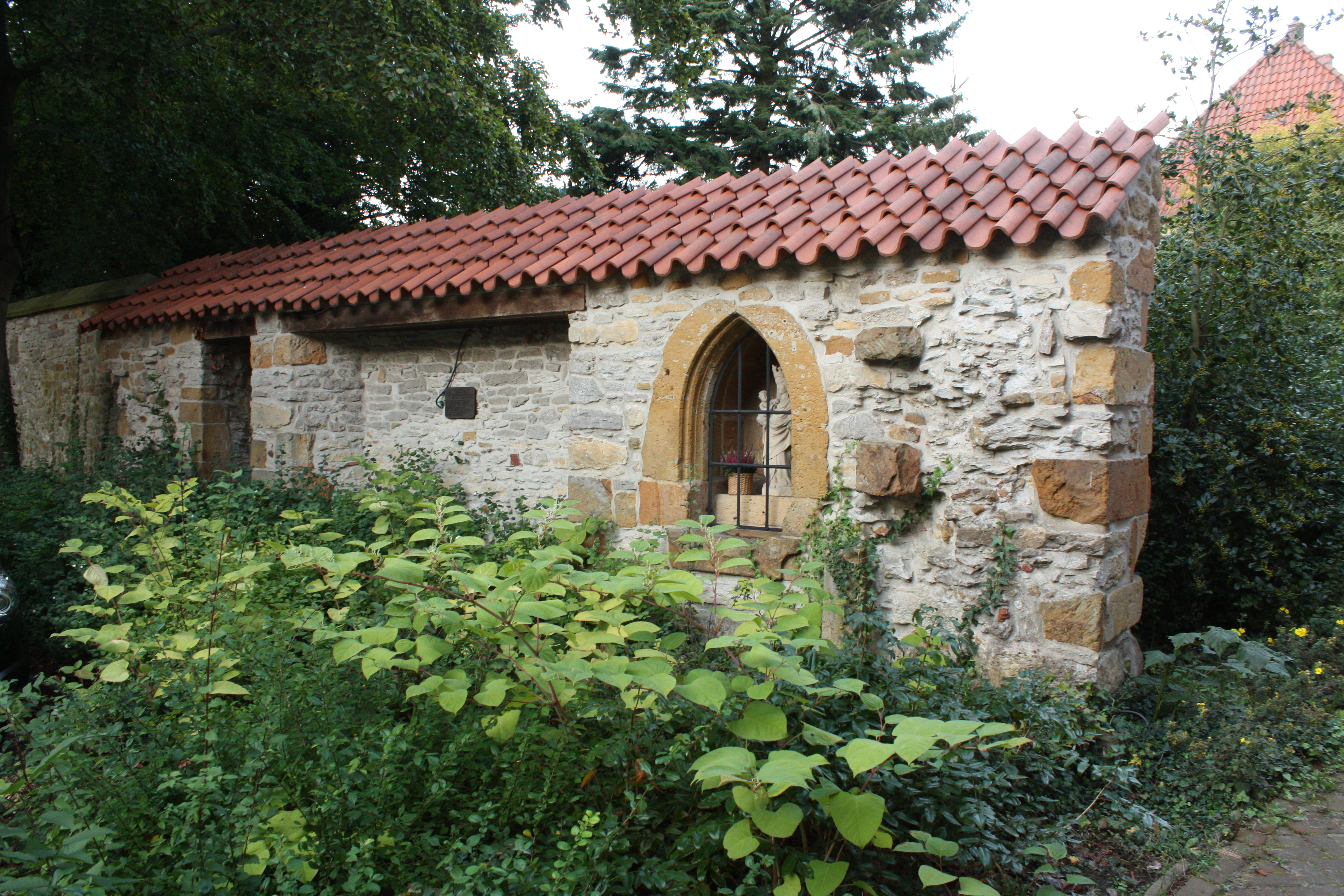
Restmauer der Wadenhartkapelle
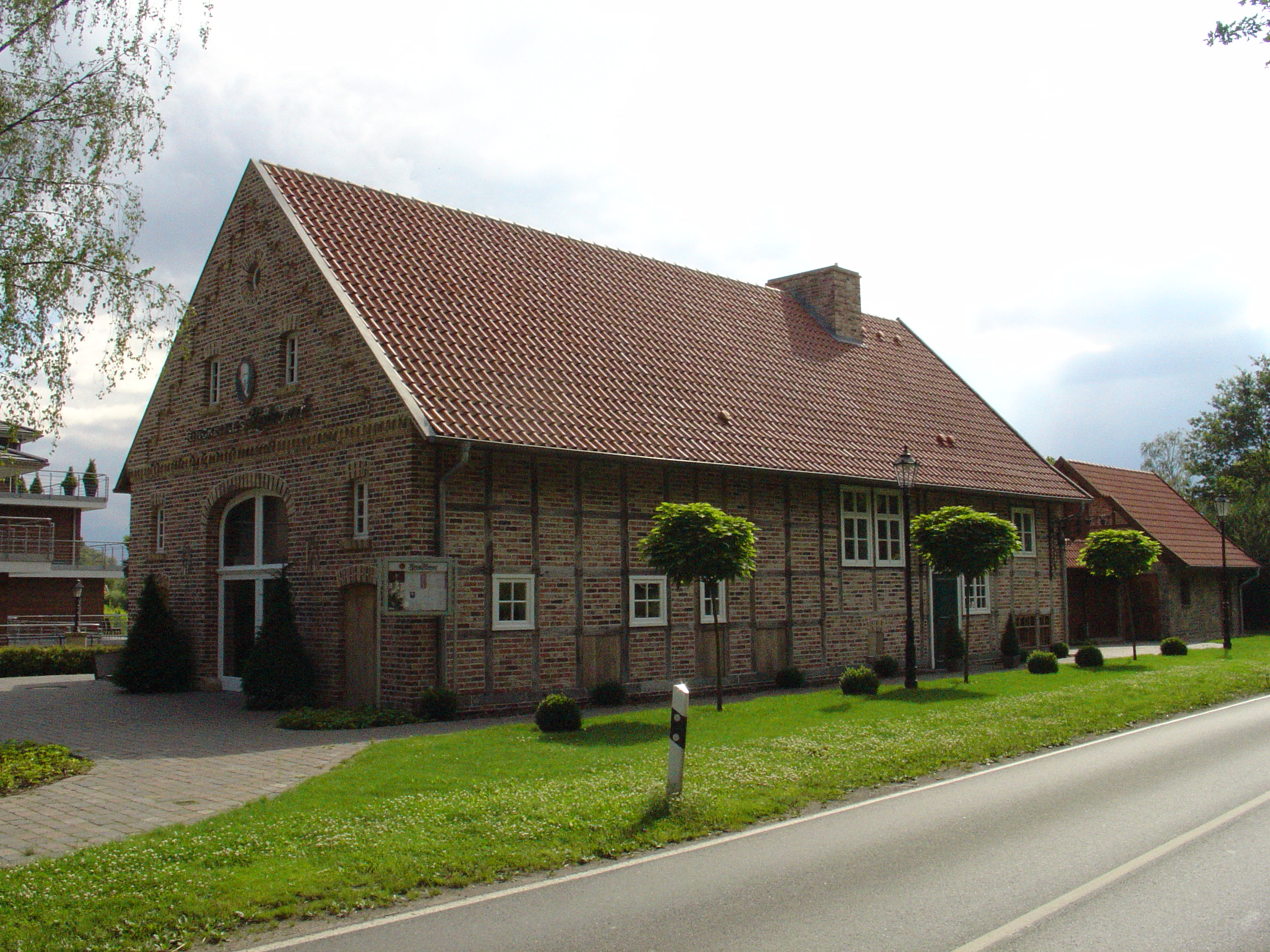
Geburtshaus von Johann Christoph Rincklake
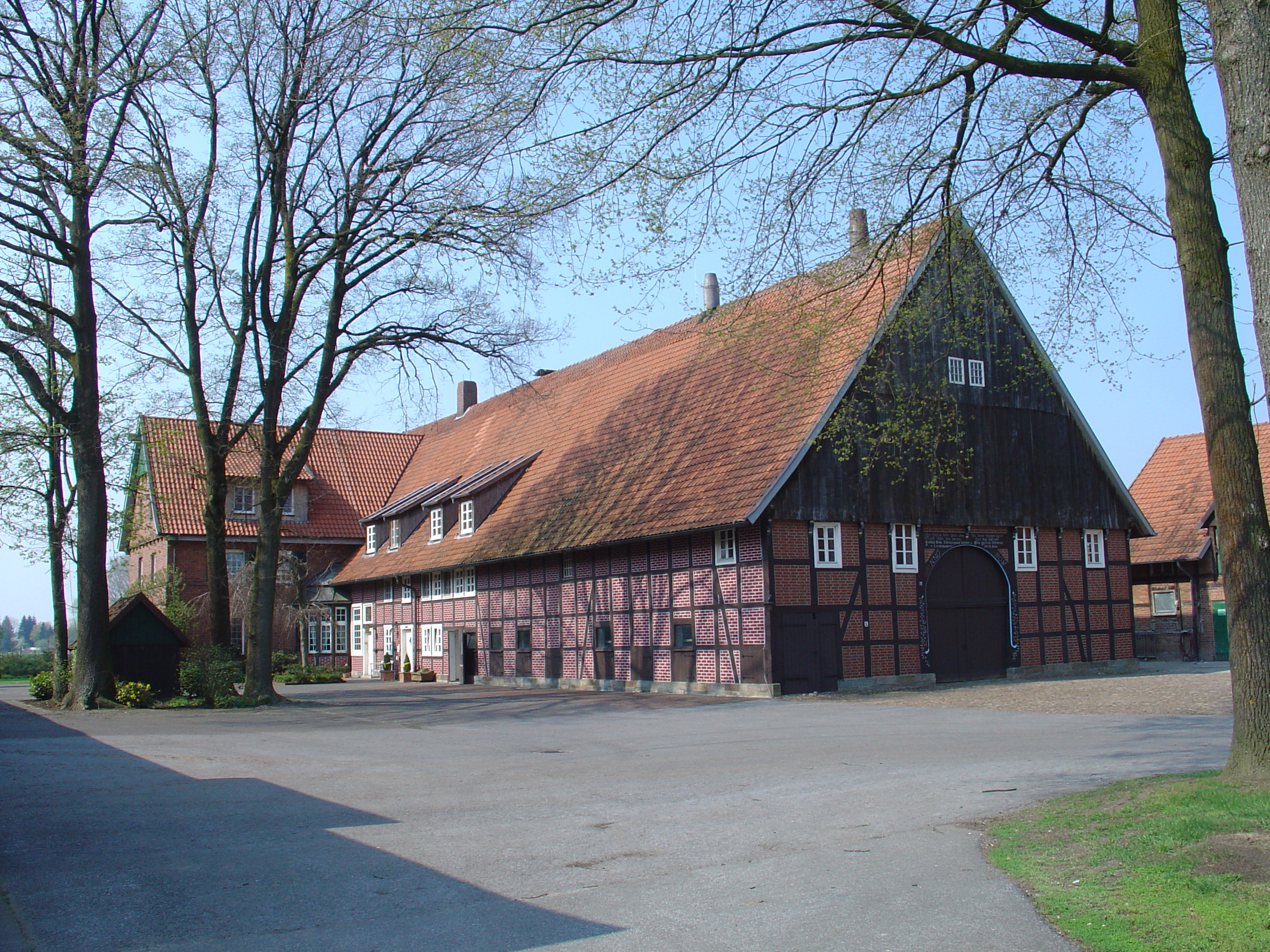
Hof Meier Westmeyer

#### Greffen
Die katholische Filialkirche St. Johannes der Täufer wurde 1899 von Hilger Hertel dem Jüngeren errichtet. In die neugotische Hallenkirche wurden Teile des spätgotischen Vorgängerbaus integriert. Von diesem sind die zwei Mittelschiffsgewölbe und der Chor erhalten. Der Hochaltar stammt von 1748.
Die den Kirchplatz umgebenden Bauten bildeten einst, ähnlich wie in Delbrück, Halle (Westf.) und Gütersloh, eine geschlossene Kirchringbebauung, die nach Abbrüchen und Modernisierungen kein einheitliches Bild mehr bietet. Das wohl älteste Gebäude in diesem Bereich ist Johannisplatz 14. Der zweigeschossige Fachwerkbau mit hoher Diele wurde dendrochronologisch auf das Jahr 1566 datiert.

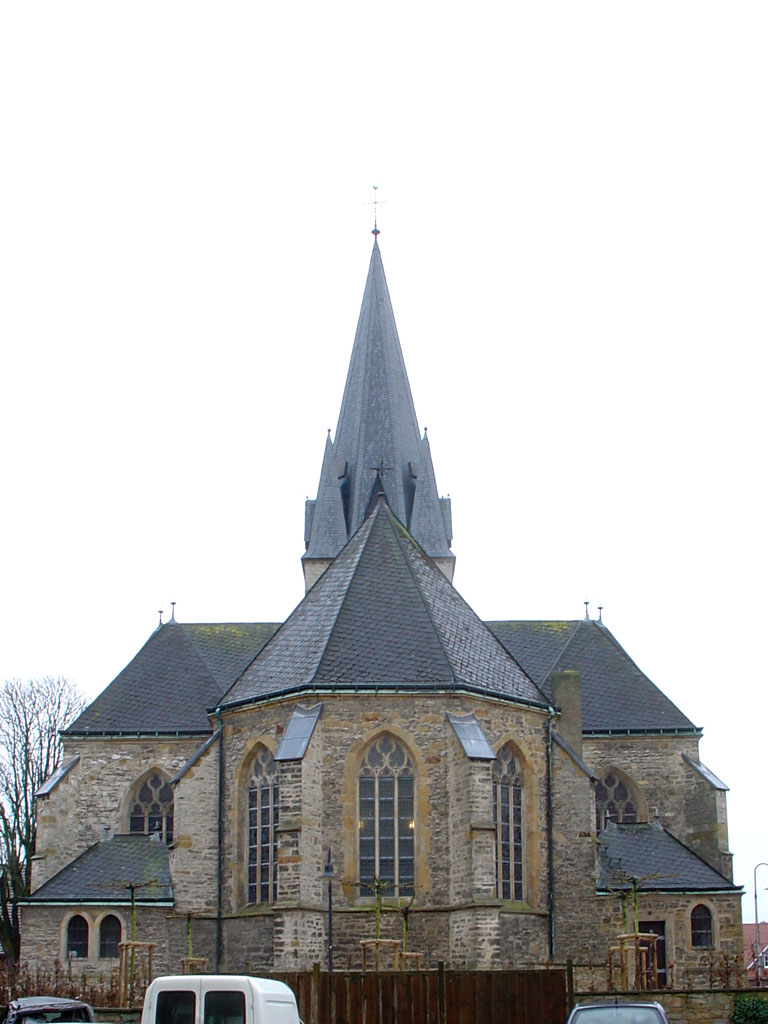
kath. Filialkirche St. Johannes der Täufer
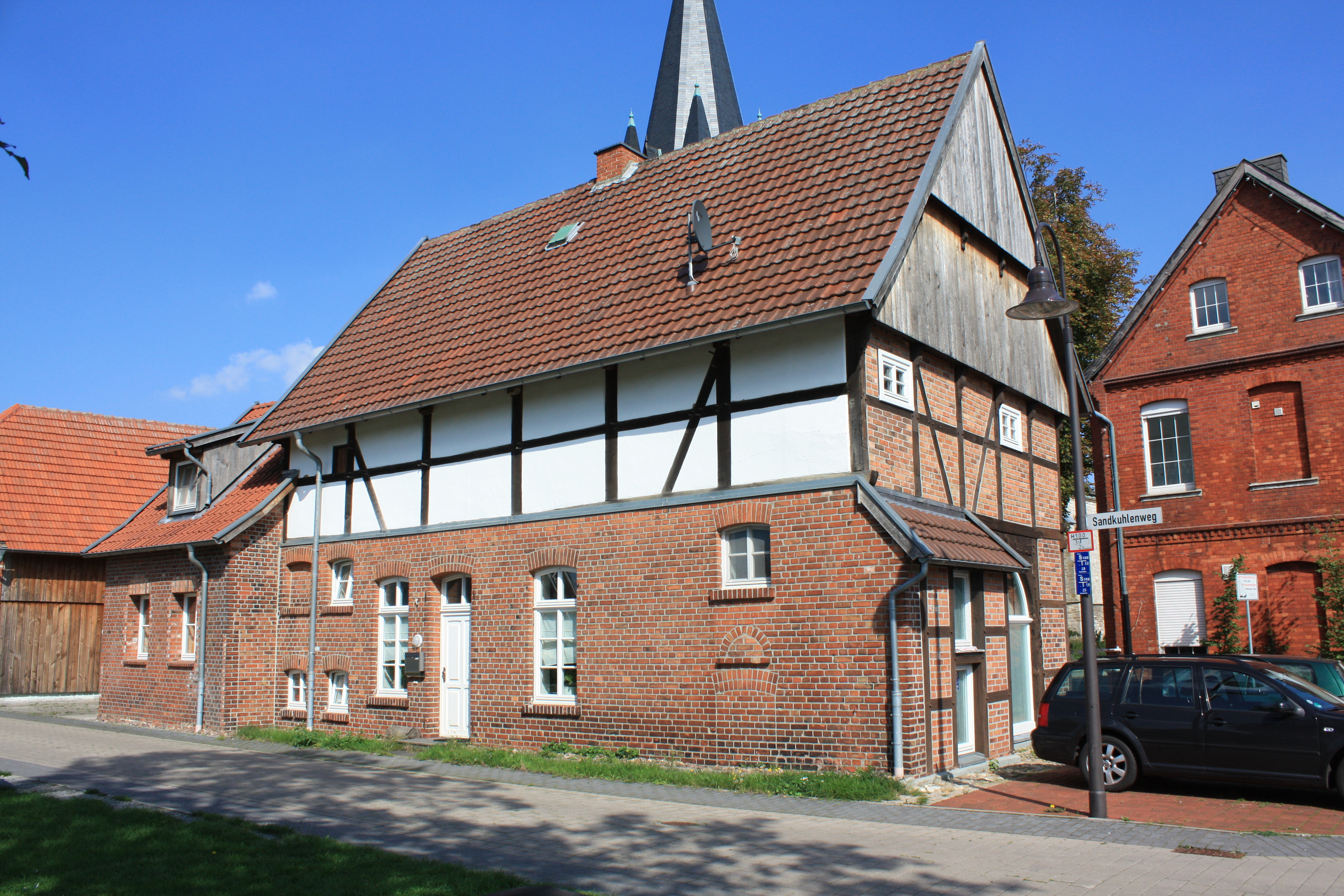
Haus Linning
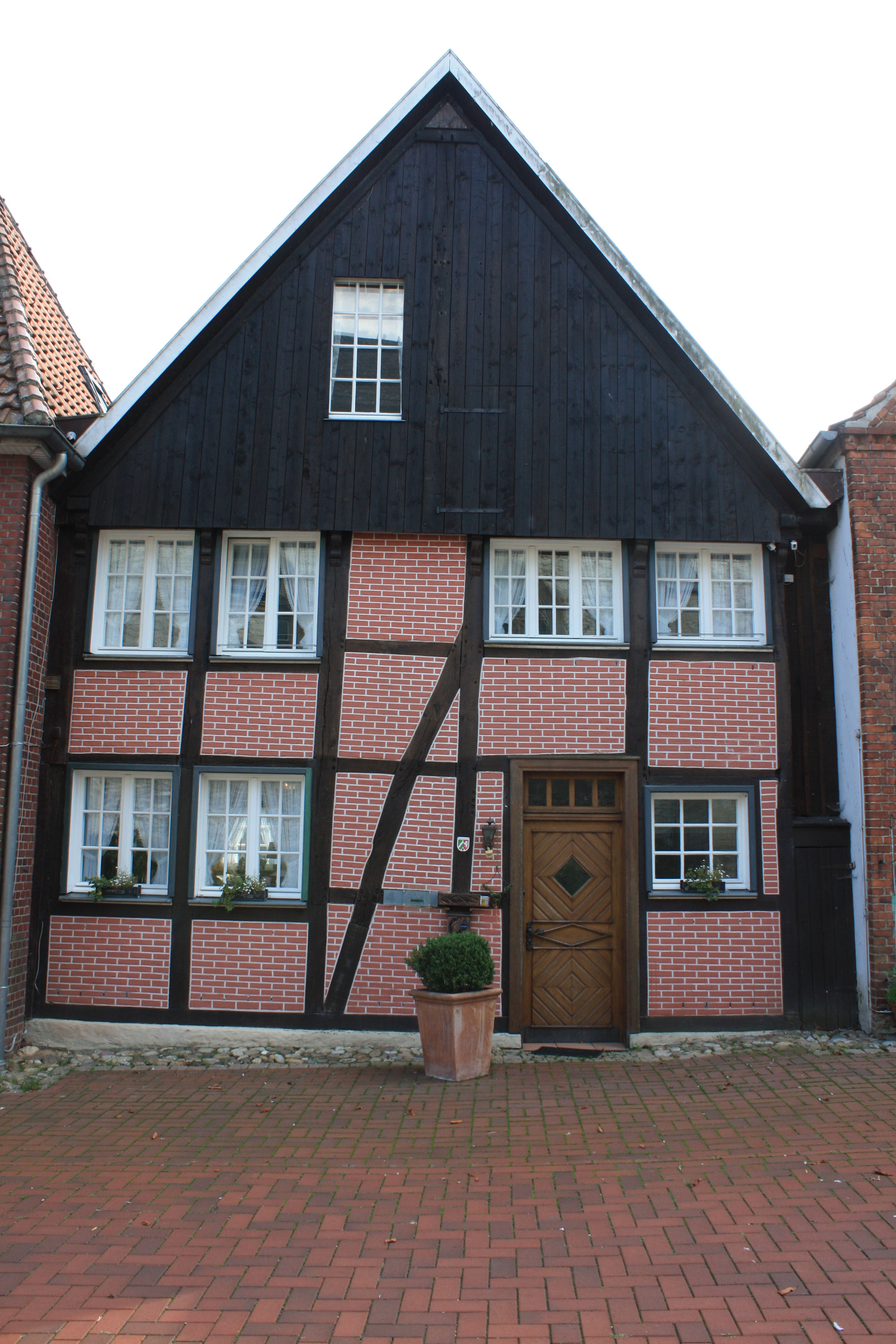
Fachwerkgebäude am Johannesplatz 4

### Parks und Naturschutzgebiete

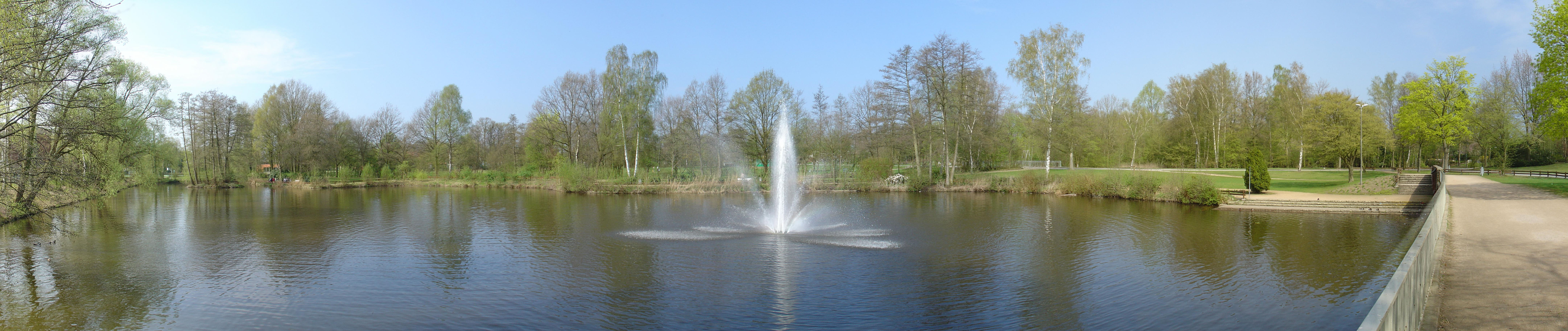
Panorama des Schwanenteichs im Moddenbachtal

Der größte Park in Harsewinkel ist der Stadtpark in der Aue des Abrooksbaches, das so genannte Moddenbachtal. Er wurde in den 1960er-Jahren angelegt und ist vollständig öffentlich zugänglich. Im Ortsteil Marienfeld ist der Klostergarten an den ehemaligen Klostergebäuden gelegen. Auf 1200 m² pflanzt der Pächter der ehemals barocken Anlagen die Gewächse der Mönche an. Neben Hopfen und Weinreben gibt es auch Tomaten, Gurken und Paprika sowie einen Paradiesapfelbaum. Nach Absprache kann der Garten besichtigt werden.
Viele Freizeitsportler nutzen für ihre Aktivitäten die betretbaren Naturschutzgebiete Boomberge, ein Waldgebiet auf bis zu 20 Meter hohen Binnendünen zwischen Marienfeld und Herzebrock-Clarholz und das Hühnermoor östlich von Marienfeld. Die weiteren Naturschutzgebiete Am Sundern und Baggersee Greffener Mark liegen im Ortsteil Greffen. 2007 wurde die Graureiherkolonie bei Harsewinkel unter Schutz gestellt.
Der Wildbienenpark in Marienfeld bietet auf 3000 m² Nistbiotope und Nahrungsquellen für Wildbienen. Fünf Lehrtafeln erläutern die Lebewesen und machen das Gelände zu einem Lehrgarten.

### Sport
Für die Bevölkerung gibt es ein breites Sportangebot durch die Vereine. Allgemeine Sportvereine sind die Turn- und Sportgemeinschaft Harsewinkel von 1925, der Schwarz-Weiss Marienfeld von 1930 und der FC Greffen von 1946. Die Fußballer der TSG Harsewinkel spielten zwischen 1978 und 1980 in der damals drittklassigen Oberliga Westfalen. Des Weiteren gibt es den im Jahre 2022 gegründeten Arbeiter-Sportclub Harsewinkel (ASC Harsewinkel).
Neben den kleinen Turnhallen, die an den Schulen stehen, gibt es drei Großsporthallen im Stadtgebiet. In Harsewinkel stehen eine Dreifachturnhalle und eine Mehrzweckhalle, die als Doppelsporthalle genutzt wird. In Greffen gibt es darüber hinaus eine Ballsporthalle. Die Stadt Harsewinkel betreibt auch ein Frei- und Hallenbad. Im Süden der Stadt werden im Emstalstadion Sandbahnrennen ausgetragen.
Seit 1975 besteht die Karnevalsgesellschaft Rote Funken Harsewinkel, deren Tanzabteilung etliche Westfalen- und Deutsche Meistertitel gewonnen hat. Zudem ist die Tanzsportgarde von 2005 bis 2012 achtmal in Folge „Deutschlands erfolgreichster Verein im karnevalistischen Tanzsport“ geworden.

### Regelmäßige Veranstaltungen

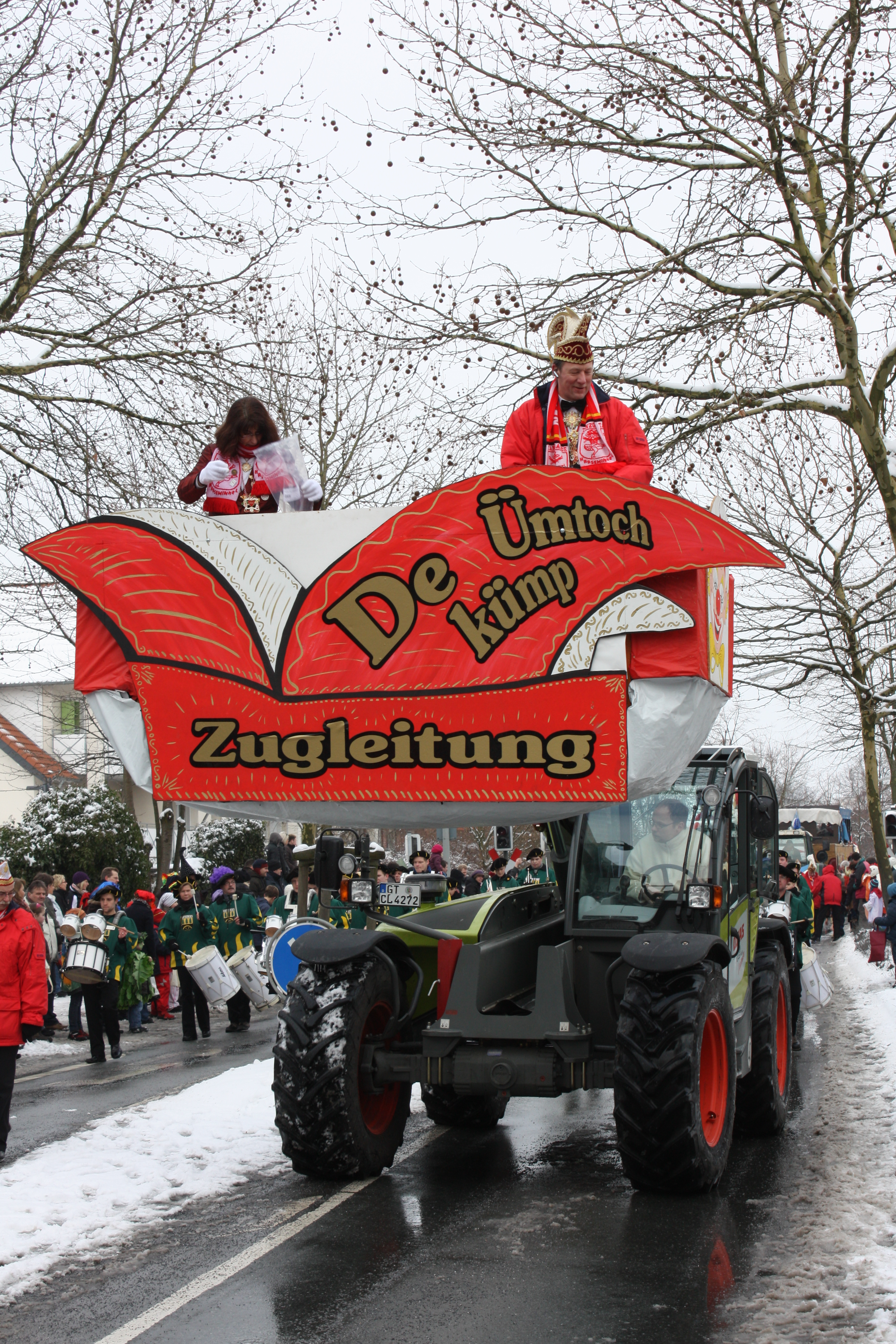
Zugleitung des Karnevalsumzugs 2010, organisiert von den Roten Funken

Die großen Veranstaltungen in Harsewinkel beginnen im Jahresverlauf mit dem Karnevalsumzug am Tulpensonntag. Der Frühlingsanfang wird mit einem Frühlingsfest und angrenzender INOVEA, eine Gewerbeschau der heimischen Betriebe, begonnen. Dies findet jedoch nicht jährlich statt. Die erste Innenstadtkirmes im Jahr ist am zweiten Wochenende nach Ostern und nennt sich Kleesamenmarkt.
Am letzten Tag im April werden in allen drei Ortsteilen Maibäume gesetzt. In den Sommermonaten finden die Schützenfeste der fünf Schützenvereine im Stadtgebiet statt. Die christlichen Pfarrgemeinden veranstalten jährlich oder alle zwei Jahre ihr Pfarr- oder Gemeindefest. Im Oktober/November lädt die DLRG bereits seit 1991 zum 24-Stunden-Schwimmen in das Hallenbad ein.
Am ersten Sonntag im November ist auf dem Marienfelder Klosterhof Martinssonntag mit Flohmarkt und Martinsumzug. Im selben Monat wird die Gute Tat begangen, eine jährliche Benefiz-Veranstaltung zu Gunsten behinderter Menschen in der Stadt. Den Abschluss des Jahres bilden die Weihnachtsmärkte in Greffen (jährlich am ersten Sonntag im Dezember), Marienfeld (jährlich am zweiten Sonntag im Dezember) sowie Harsewinkel (jährlich am dritten Adventswochenende).

### Kulinarische Spezialitäten
In Harsewinkel kennt man unter Harsewinkler Pferdeäpfel Pralinen, die von heimischen Konditoren hergestellt werden.
Die Brauerei Hohenfelde in Langenberg braut für den Klosterladen in Marienfeld das Marienfelder Klosterbier, welches auch dort verkauft wird.
Im Abteigebäude des ehemaligen Klosters Marienfeld ist eine Brauanlage eingebaut. Hier wurde in den 1990er-Jahren das erste Schwarzpilsener der Welt gebraut. Nach dem Verkauf der Abtei wird seit dem 28. März 2009 die Brauanlage wieder betrieben und eigenes Bier hergestellt.
Die Firmen Windau und Eggelbusch in Harsewinkel und Greffen stellen neben Fleisch- und Wurstwaren auch Westfälischen Landschinken her.

## Wirtschaft und Infrastruktur

### Verkehr

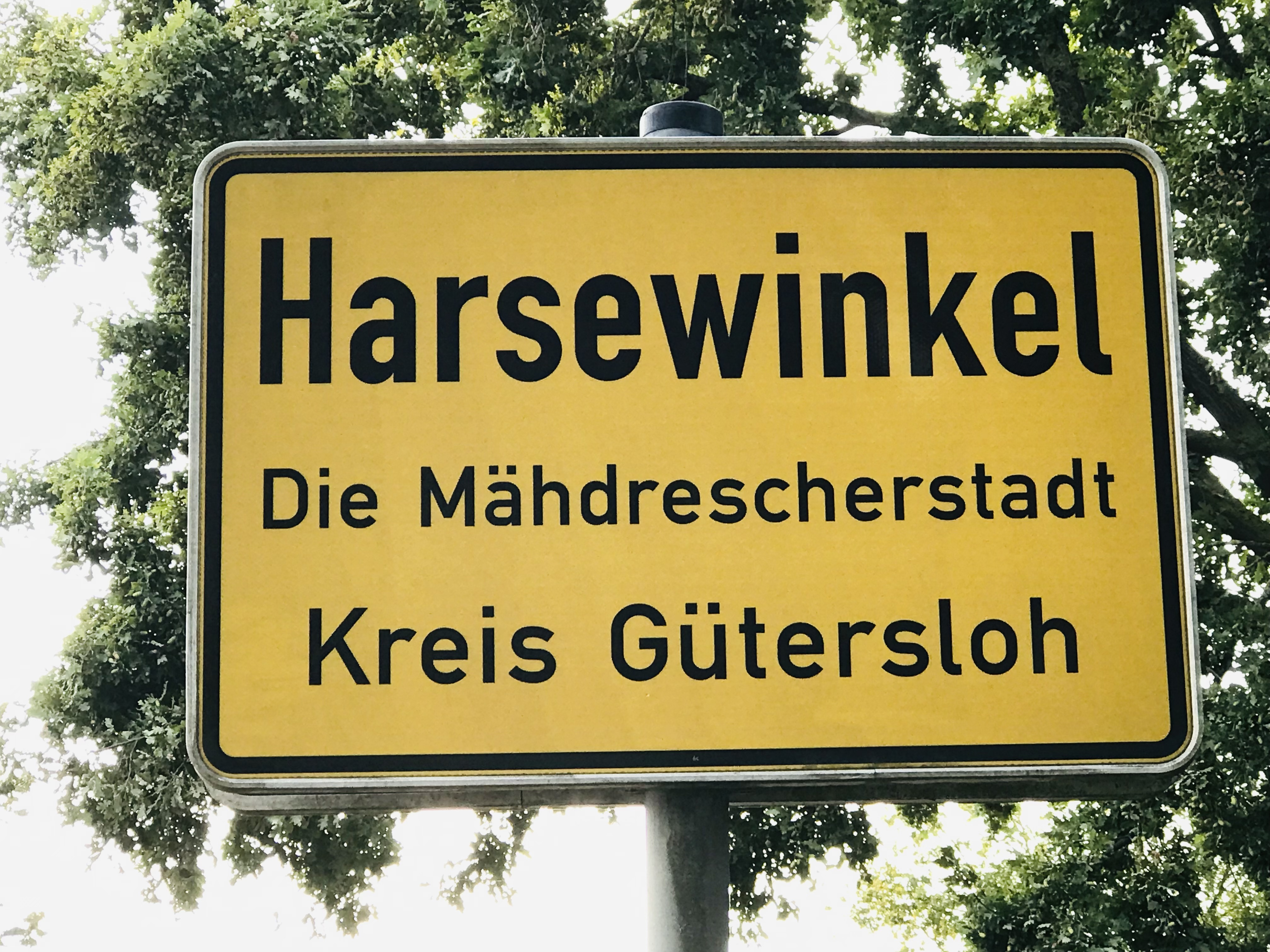
Harsewinkeler Ortseingangsschild

#### Straßenverkehr
Harsewinkel liegt an der Bundesstraße 513, die von Gütersloh nach Sassenberg führt, und die Stadt damit an die beiden Kreisstädte Gütersloh und Warendorf anbindet. Die nächsten Autobahnanschlüsse sind in Rheda-Wiedenbrück (etwa 15 km) und Oelde (etwa 20 km) für die A 2 sowie in Steinhagen (etwa 15 km) und Borgholzhausen (etwa 20 km) für die A 33.
Mit dem Anton-Bessmann-Ring, der Ostumgehung für den Ortsteil Marienfeld, wurde im Stadtgebiet von Harsewinkel das erste kommunale Straßenbauprojekt in Nordrhein-Westfalen im PPP-Verfahren durchgeführt. Die Hoch- und Tiefbaufirma Kirchner aus Bad Hersfeld bekam am 19. Dezember 2006 den Zuschlag (Vertragsunterzeichnung am 10. Januar 2007) für die europaweite Ausschreibung. Die etwa 1 km lange Entlastungsstraße dient hauptsächlich der Anbindung des Marienfelder Industriegebietes an die B 513. Die Firma Kirchner ist nicht nur für den Bau, sondern auch für den Betrieb der Straße in den nächsten 30 Jahren verantwortlich. Die Bauunternehmung bekam Teilbeträge für Bauabschnitte der Straße und in Zukunft zahlt die Stadt Harsewinkel dem Betreiber eine Art Miete. Die Finanzierung erfolgt aus kommunalen Mitteln sowie aus Fördergeldern des Landes Nordrhein-Westfalen. Die Bauzeit betrug 10 Monate von Februar bis November 2007.

#### Schienenverkehr

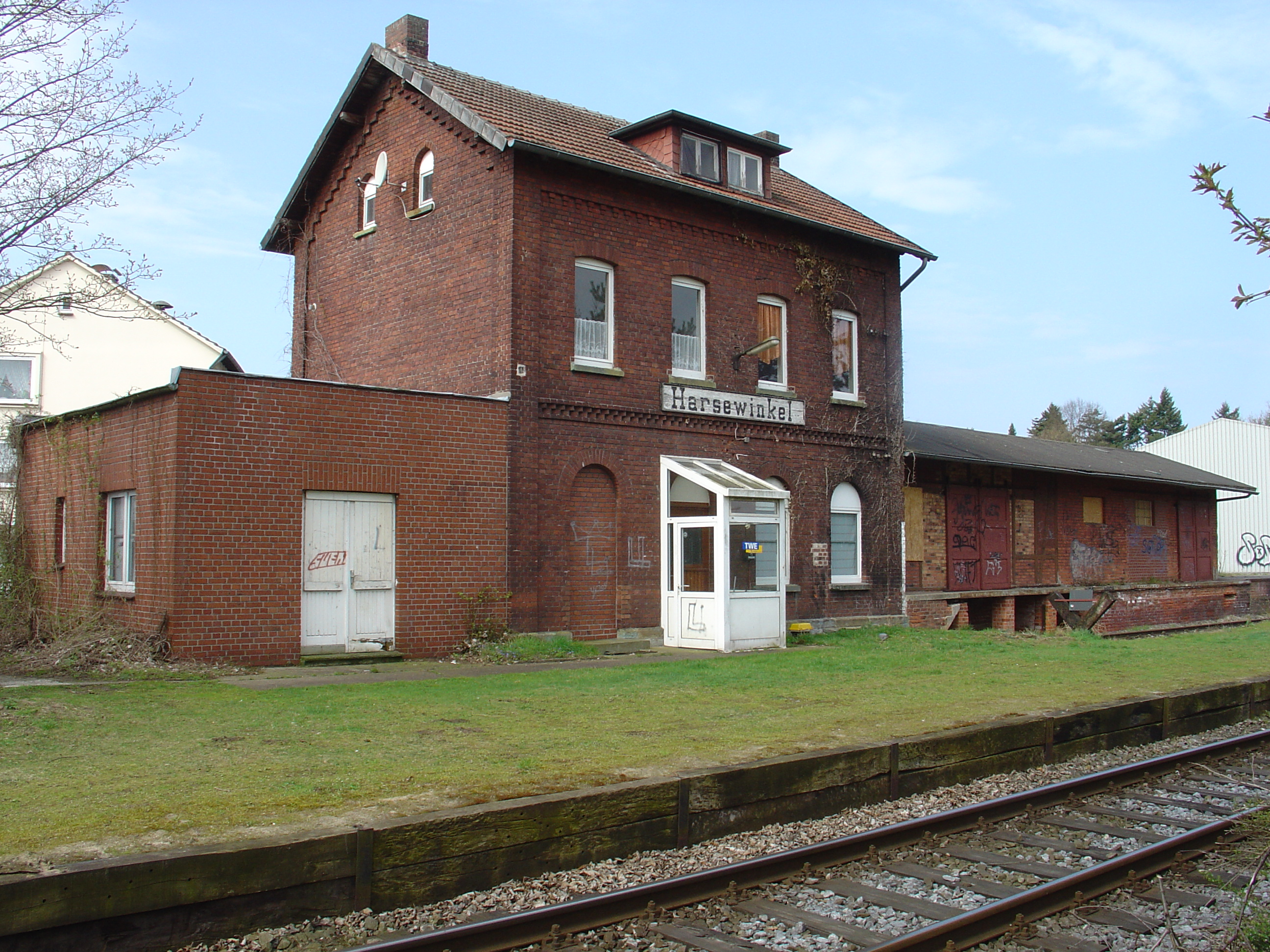
TWE-Bahnhof Harsewinkel

Durch Harsewinkel verläuft seit 1900 die Bahnstrecke der Teutoburger Wald-Eisenbahn (TWE) von Ibbenbüren über Lengerich (Westfalen), Versmold nach Gütersloh, Verl und Hövelhof. Die Bahnstrecke Ibbenbüren–Hövelhof, auf der mit Ausnahme von einzelnen Museumsbahnfahrten des Teuto-Express seit 1978 ausschließlich Güterverkehr stattfindet, knüpft an die Bahnstrecken Rheine–Osnabrück, Münster-Osnabrück, Bielefeld–Hamm sowie Bielefeld–Paderborn der Deutschen Bahn an. Ein Gleisabzweig nordwestlich des Stadtgebietes führt auf das Firmengelände des Unternehmens Claas, welches den Bahntransport für die dort produzierten Landmaschinen nutzt.
Eine Reaktivierung des Schienenpersonennahverkehrs (SPNV) auf der TWE-Strecke nach Gütersloh und Verl wird diskutiert, die Vorbereitungsarbeiten dafür sind bereits weit fortgeschritten. Auch die finanzielle Beteiligung an den Betriebskosten seitens der Städte Gütersloh, Harsewinkel und Verl sowie des Kreises Gütersloh gilt als sicher, da entsprechende Ratsbeschlüsse gefasst sind. Die endgültige Entscheidung und eine Terminfestlegung für eine Wiederaufnahme des SPNV (angestrebt ist vom Aufgabenträger VVOWL der Dezember 2016) steht auf Landesebene jedoch noch aus.

#### Busverkehr

Zusätzliches Schild an Haltestellen, die auch vom Schnellbus angefahren werden

Von der Busverkehr Ostwestfalen GmbH wird eine Buslinie von der Kreisstadt Gütersloh nach Versmold betrieben, die innerhalb des Verbundtarifs Westfalentarif durch Harsewinkel und die beiden Ortsteile führt. Die BVO betreibt auch eine Verbindung nach Herzebrock-Clarholz. Eine Linie der Westfalen Bus GmbH führt nach Warendorf (teilweise Anrufbus). Für den Schülerverkehr hat die Stadt fünf Linien eingeführt, die auch die kleineren Siedlungen anfahren.
Im Oktober 2006 wurden Schnellbus-Fahrten einer Linie zwischen Harsewinkel und Gütersloh eingeführt. Ab 2009 wurde das Schnellbus-Angebot zwischen Harsewinkel und Gütersloh durch Fahrten von und nach Versmold ergänzt.

#### Radwanderwege

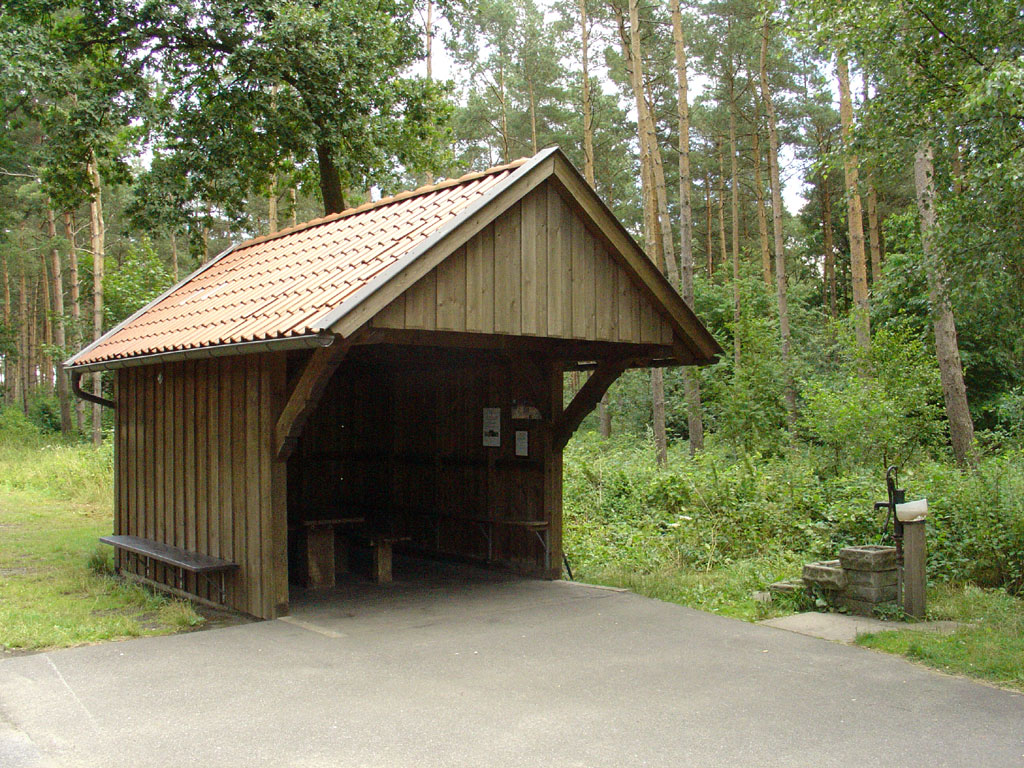
Eine Schutzhütte am R1 in Marienfeld, erbaut von Senioren der örtlichen Kolpingfamilie

Der erste Abschnitt des Europaradwegs R1 von Boulogne-sur-Mer bis Sankt Petersburg führt durch das Stadtgebiet von Harsewinkel. Im Ortsteil Marienfeld haben Senioren der Kolpingfamilie eine Schutzhütte für Radfahrer direkt an den Radweg gebaut. Zwischen den Klöstern Marienfeld, Herzebrock und Clarholz verläuft der „Prälatenweg“. Zwischen Versmold und Greffen/Harsewinkel/Marienfeld verläuft der Radrundweg „Der Picknicker“. Weiter führen die 100-Schlösser-Route, der Emsradweg und die Wellness-Radroute durch Harsewinkel.

#### Flugverkehr
Die nächstgelegenen Flughäfen sind die Flughäfen Münster-Osnabrück (55 km), Paderborn-Lippstadt (70 km), Dortmund (80 km) und Hannover (144 km).

### Unternehmen

Logo der Firma Claas

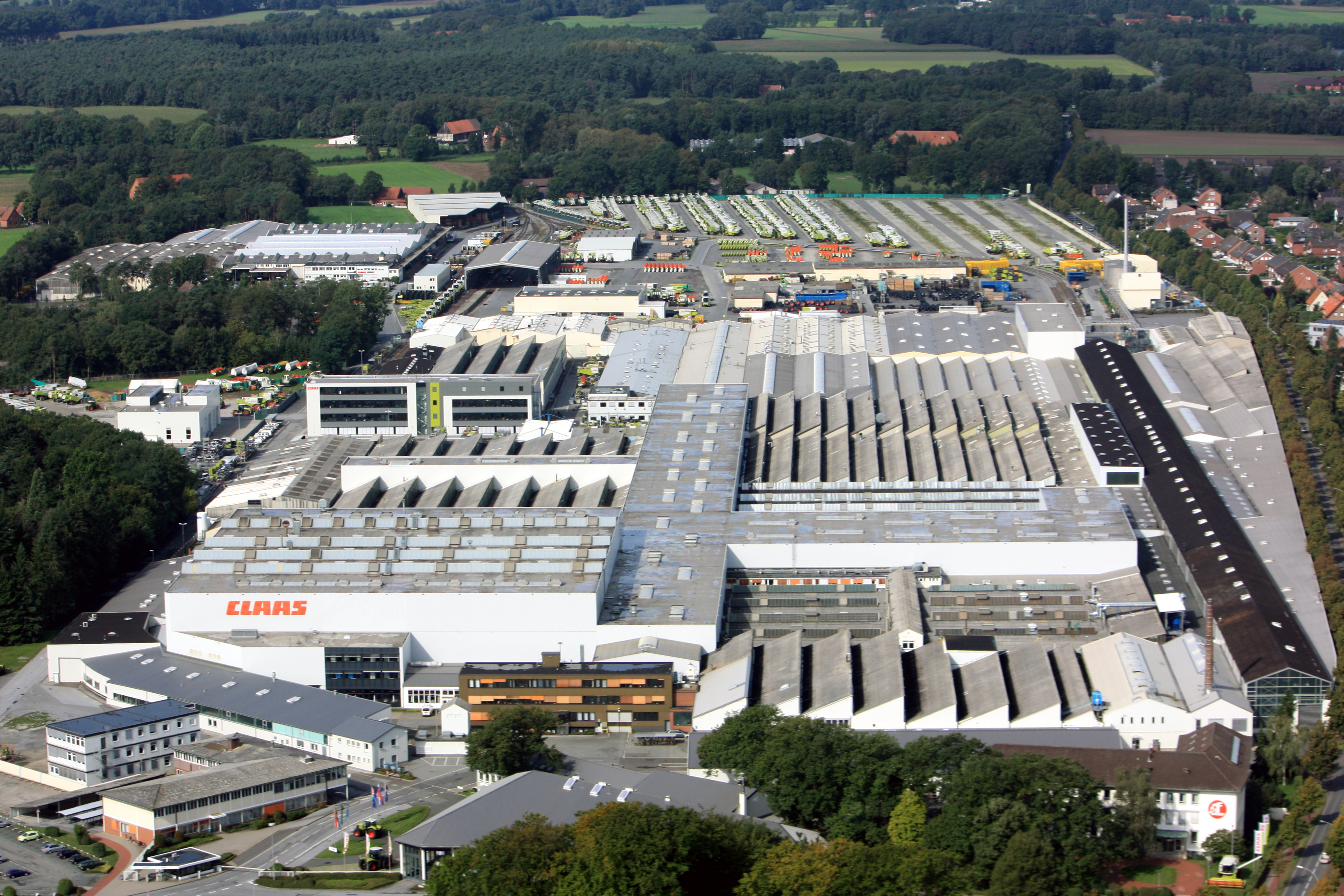
Firmengelände des Landmaschinenherstellers Claas

Den Beinamen Mähdrescherstadt erhielt Harsewinkel durch den führenden europäischen Landmaschinenhersteller Claas, der seit 1919 seinen Sitz in der Stadt hat. Weltweit beschäftigt der Konzern 11.132 Mitarbeiter (2018), davon etwa 3000 am Standort Harsewinkel. Das Firmengelände erstreckt sich über etwa 39 ha. In den Firmen Eggelbusch in Greffen und Windau in Harsewinkel finden etwa 500 Menschen bei der Fleischwaren- und Wurstproduktion einen Arbeitsplatz.
Mit dem 1898 gegründeten Modeunternehmen Bessmann und Bruno Kleine, gegründet 1976, hat auch das Textilgewerbe seinen festen Sitz im Ortsteil Marienfeld. Dies wurde verstärkt, als 2007 der Sportwarenhändler Weckenbrock seine Geschäftsräume in die ehemalige Schneiderei der Firma Bessmann verlegte.
Zwei führende Unternehmen der Recyclingbranche haben ihren Stammsitz in Harsewinkel. Im Ortsteil Greffen verwertet die Firma Grumbach Altpapier, Kunststoffe und Altholz. Seit 1967 ist Marienfeld Standort der Firma Reiling, die Flach- und Hohlglas aus der Industrie oder den kommunalen Sammlungen für die Wiederverwendung aufbereitet.
Harsewinkel war Sitz der Volksbank im Ostmünsterland eG, die im Jahr 2012 aus der Fusion der früheren Volksbank Harsewinkel eG mit der benachbarten Volksbank Clarholz-Lette-Beelen eG entstand. Im Jahre 2019 fusionierte die Bank mit der Volksbank eG, Warendorf.
Insgesamt bietet Harsewinkel 9231 (Stand Juni 2008) sozialversicherungspflichtige Arbeitsplätze in mehr als 500 gewerblichen Betrieben.

### Medien
In Harsewinkel sind drei Tageszeitungen vertreten. Als Tageszeitungen erscheinen täglich montags bis samstags die Neue Westfälische mit Regionalteil sowie eine Lokalausgabe des Westfalen-Blatts. Beide Zeitungen beziehen ihren Mantel von ihren jeweiligen Mantelredaktionen aus Bielefeld. Ebenfalls mit lokaler Berichterstattung erhältlich ist montags bis samstags Die Glocke aus Oelde. Monatlich erscheinen die kostenlosen Magazine Emskurier (Auflage 16.000; auch in Clarholz) und Marktplatz Harsewinkel (Auflage 15.000).
Harsewinkel gehört zum Berichtsgebiet des Regionalstudios Bielefeld des WDR und von Radio Gütersloh, das es in der Berichterstattung als Lokalradio mit abdeckt.

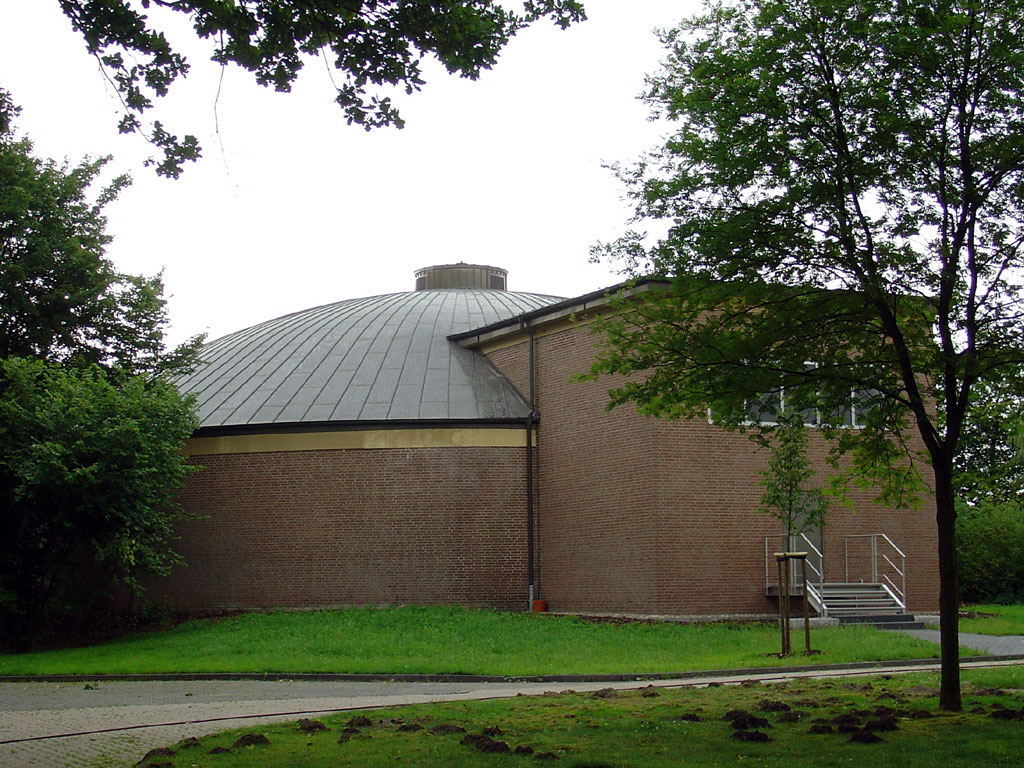
Trinkwasserreservoir am Wasserwerk im Süden des Stadtgebiets

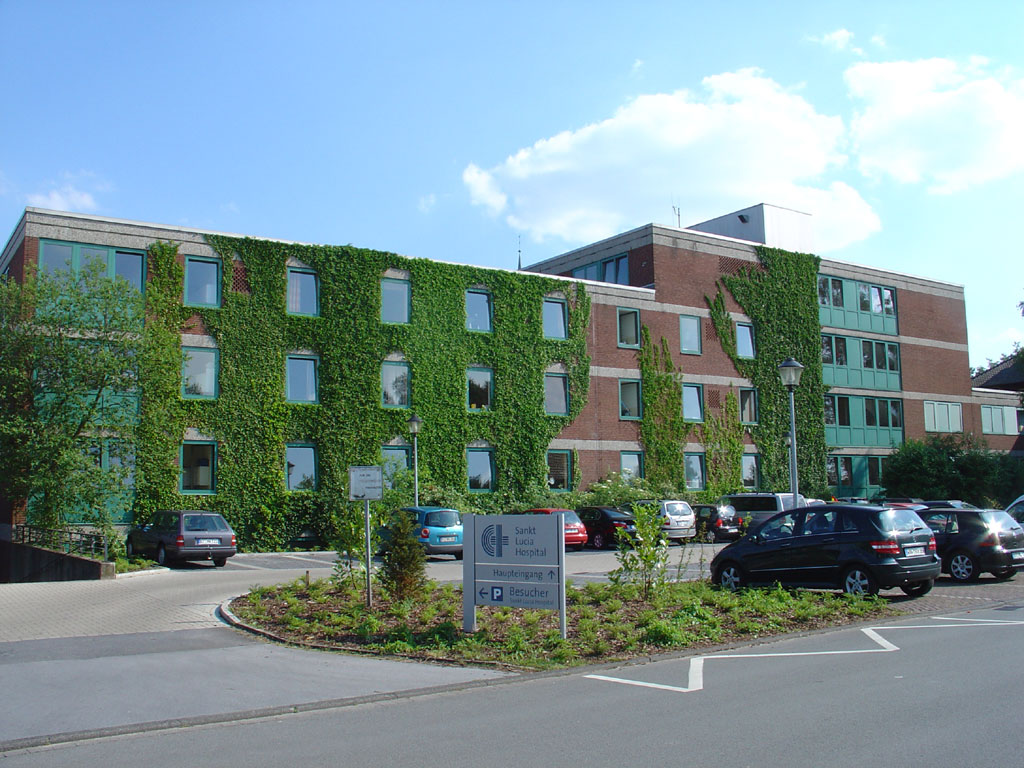
Bettenhaus des St.-Lucia-Hospitals in Harsewinkel

### Öffentliche Einrichtungen

#### Schwimmbäder
Seit den 1960er-Jahren betreibt die Stadt das Freibad am Prozessionsweg mit einem 50-Meter-Becken, einem Nichtschwimmerbecken, einem Kinderbecken, einer Sprunggrube mit 3-Meter-Turm und einer großen Liegewiese. In den 1980er-Jahren wurde dazu ein Hallenbad mit einem 25-Meter-Becken, einem Nichtschwimmerbecken mit Hubboden, einem Kinderbecken sowie einem Whirlpool errichtet.

#### Wasser Ver- und Entsorgung
Seit 1970 verfügt Harsewinkel über ein eigenes Wasserwerk am Naturschutzgebiet Boomberge.
Das Abwassernetz hat eine Länge von 245 km und besteht teils aus einer Misch- und einer Trennkanalisation. Es befördert jährlich etwa 2,2 Millionen Kubikmeter Abwasser. Die Kläranlage in der Harsewinkeler Tüllheide ist für 57.500 Einwohnerwerte ausgelegt und wurde um eine Vierte Reinigungsstufe zur Beseitigung von Spurenstoffen erweitert. Sie entwässert in den Abrocksbach, kurz bevor dieser in die Ems mündet.

#### Weitere
Die Stadt verfügt über keine eigene Bücherei. Die katholischen Pfarrgemeinden in den drei Ortsteilen decken diesen Bedarf mit ihren Büchereien, die zusammen über 35.000 Medien verfügen.
Seit 1899 besteht das St. Lucia Hospital in Harsewinkel, das dem St. Elisabeth Hospital in Gütersloh angegliedert ist. Schwerpunkt der Einrichtung ist die Geriatrie.

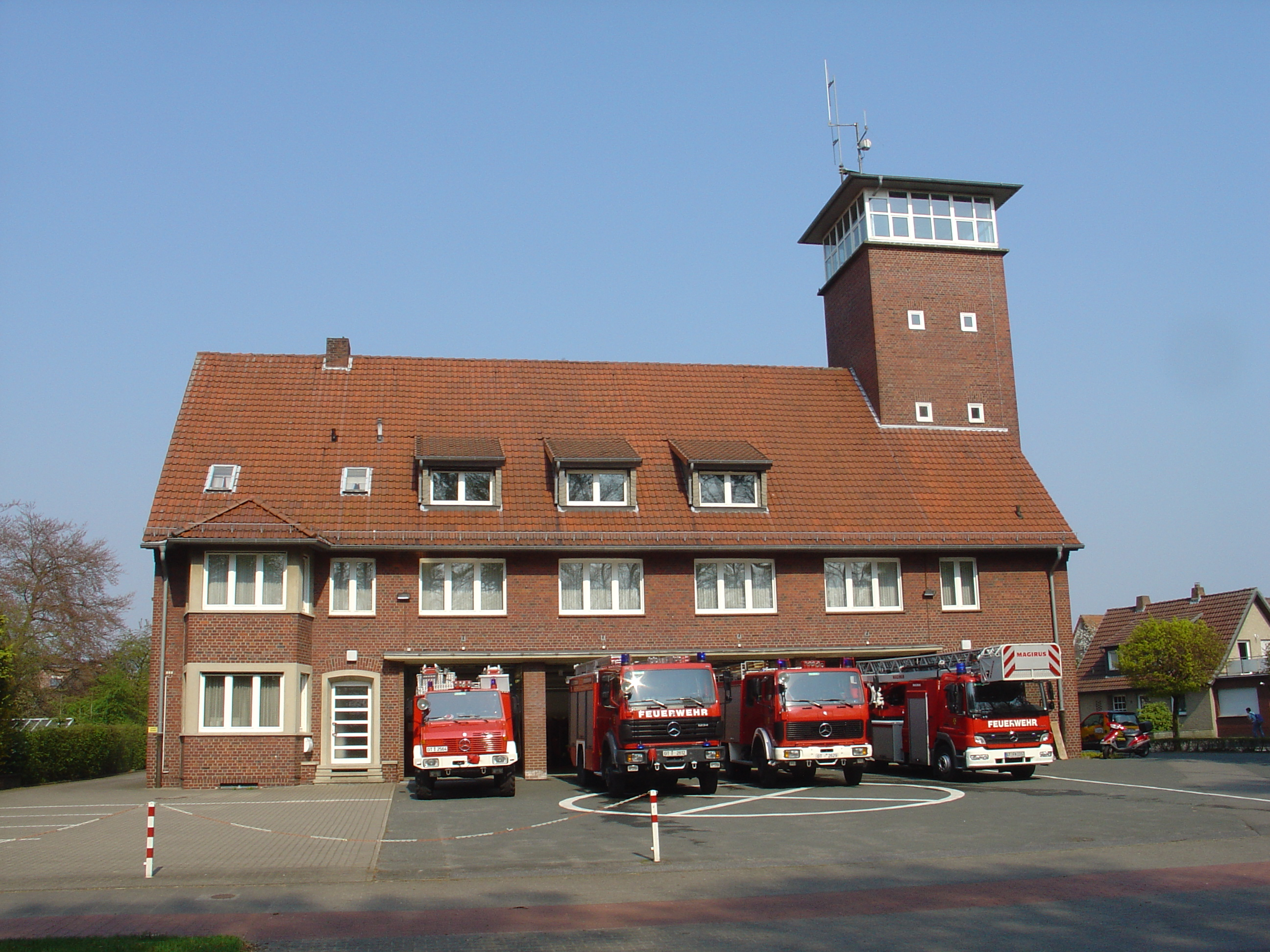
Feuerwehrhaus Harsewinkel, erbaut 1956/57

1882 gründeten 60 Männer in Harsewinkel die Freiwillige Feuerwehr Harsewinkel. 1911 entstanden auch in den Ortsteilen Marienfeld und Greffen eigene Löschzüge.

### Bildung

#### Kindertagesstätten
Die vier katholischen Kirchengemeinden in Harsewinkel betreiben sechs Kindergärten im Stadtgebiet. Die Evangelische Kirchengemeinde unterhält einen Kindergarten im Ortsteil Harsewinkel. Das DRK und die AWO betreiben je zwei Kindergärten. Außerdem existiert ein Waldorfkindergarten in Harsewinkel. Je zwei Einrichtungen befinden sich in Marienfeld und Greffen, die übrigen neun in Harsewinkel. Einige Einrichtungen sind als Familienzentrum zertifiziert.
Der Wertkreis Gütersloh übernahm 2012 den katholischen St. Marien-Kindergarten in Marienfeld und führt ihn nach der Fusion mit dem Heilpädagogischen Marienkäfer-Kindergarten als integrative Einrichtung weiter.

#### Grundschulen
Im Stadtgebiet von Harsewinkel finden sich fünf Grundschulen: die St.-Johannes-Schule in Greffen, die Marienschule in Marienfeld, sowie die Astrid-Lindgren-Schule, Löwenzahnschule und die Kardinal-von-Galen-Schule. Letztere ist die einzige Bekenntnisschule im Stadtgebiet. Die beiden Schulen in Greffen und Marienfeld sind erst in diesem Jahrtausend in Gemeinschaftsgrundschulen umgewandelt worden. Alle außer die Johannes-Schule sind offene Ganztagsgrundschulen, sie bieten also zusätzlich zum Unterricht auch weitere Angebote, wie Sport und Kultur an. Einige der Grundschulen bieten auch eine Randstundenbetreuung, die eine ununterbrochene Betreuungszeit von 7:30 Uhr bis 13:00 Uhr abdeckt.

#### Hauptschule

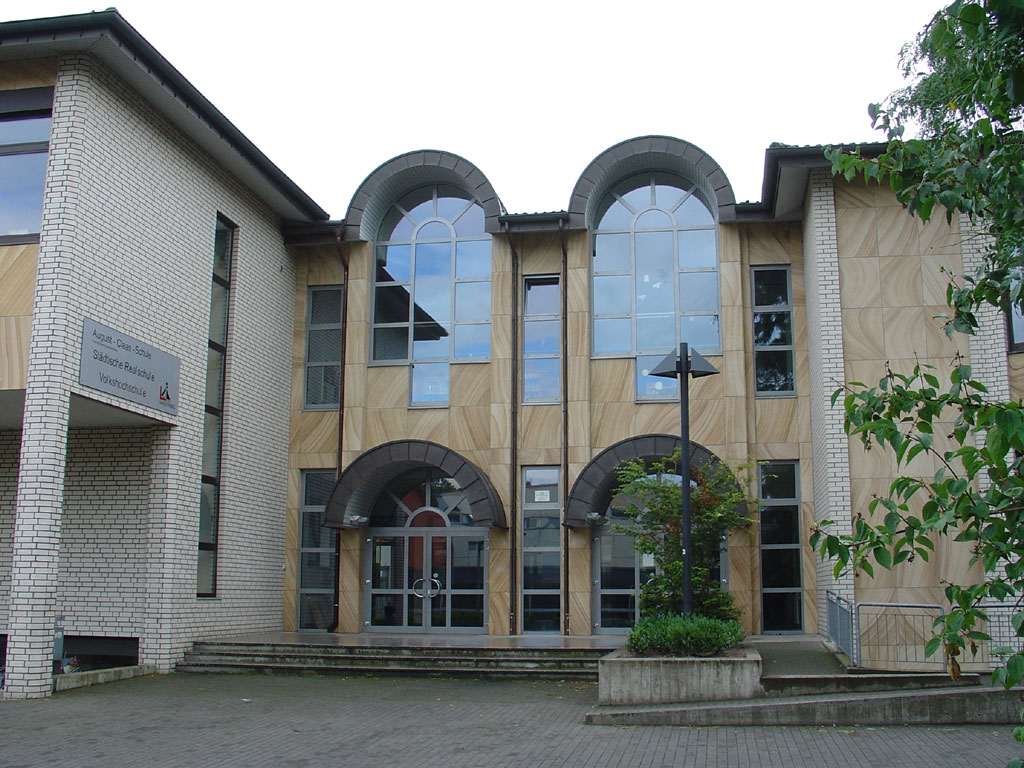
Haupteingang zum Schulzentrum, in dem die August-Claas-Hauptschule, die Real- und die Gesamtschule Harsewinkel untergebracht sind

Aus der ehemaligen Volksschule ist die Hauptschule entstanden. Am 12. Juni 2012 wurde die Schule mit dem Jury-Preis des Deutschen Schulpreises 2012 ausgezeichnet. Sie gewann den mit 3500 Euro dotierten zweiten Landespreis des bundesweiten Hauptschulpreises 2007. Hintergrund war das Konzept zur Berufsorientierung: die Berufswahl-AG der Klassen 9 und 10 für bis zu 30 Schüler. Diese dürfen keine Fehlstunden haben und müssen einen Bewerbungsaufsatz verfassen. Die Übergangsquote in eine Ausbildung liegt derzeit bei über 54 Prozent. Im Jahr 2008 wurde vom Stadtrat beschlossen, die Schule nun nach dem Landmaschinenhersteller August Claas zu benennen. Derzeit besuchen 470 Schüler die August-Claas-Schule (Stand: Juni 2012).
Am 25. Oktober 2008 wurde die neue Mensa, die für den Ganztagsbetrieb angebaut wurde, feierlich eingeweiht. Gleichzeitig wurde die Umbenennung in die August-Claas-Schule mit einem Schulfest gefeiert.

#### Realschule
Der Rat der Stadt Harsewinkel beschloss am 26. Januar 1962, in Harsewinkel eine Realschule für Jungen und Mädchen zu errichten. Am 1. April 1963 konnte der Unterricht der ersten Realschule im Kreis Gütersloh in sechs Räumen beginnen. Fünf Lehrer unterrichteten 67 Schüler in zwei Klassen. Ab dem 10. Juli 1964 wurde ein zweiter Bauabschnitt begonnen, und der Unterricht musste vorübergehend in die Overbergschule verlegt werden. Am 18. März 1966 war der Schulumbau abgeschlossen und es konnten 140 Schüler unterrichtet werden. Bis heute ist die Zahl auf 701 Schüler angestiegen (Stand: Mai 2011).

#### Gesamtschule
Zum Schuljahr 2012/2013 wurde eine Gesamtschule in den Räumen der Hauptschule und der angrenzenden Realschule eingerichtet. Diese beiden bestehenden Schulen wurden zum 31. Juli 2017 aufgelöst.

#### Gymnasium

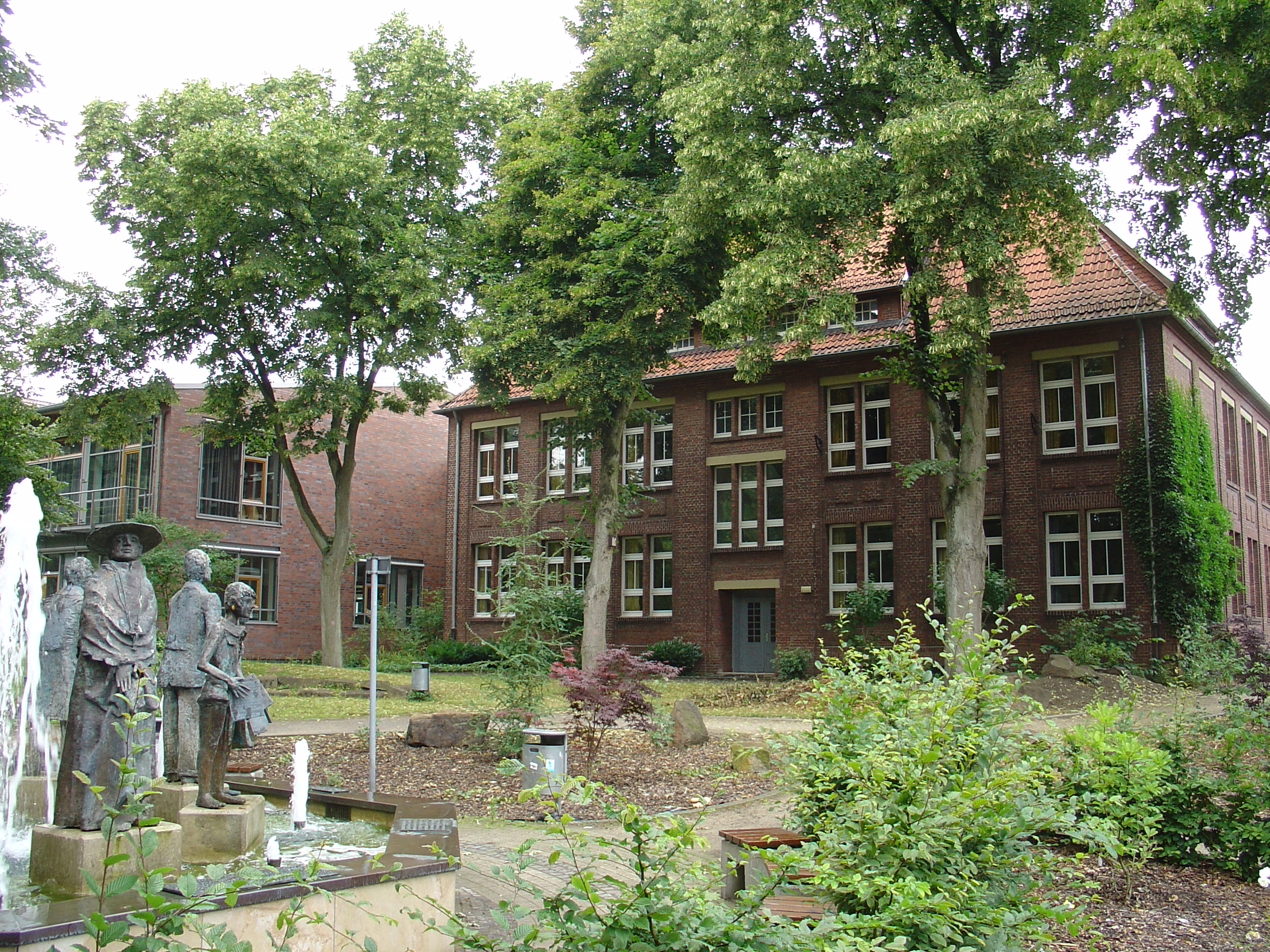
Das Gymnasium Harsewinkel ist im Gebäude der früheren Volksschule Harsewinkel untergebracht

Das Gymnasium wurde 1992 eröffnet und ist die jüngste weiterführende Schule in Harsewinkel. Nach dem sukzessiven Aufbau konnten im Jahr 2001 die ersten Abiturienten entlassen werden. Mittlerweile besuchen 953 Schüler das Gymnasium (Stand: Mai 2011). Einzugsgebiet sind neben dem Stadtgebiet von Harsewinkel auch Teile von Herzebrock-Clarholz, insbesondere die Bauerschaft Heerde.

#### Förderschulen

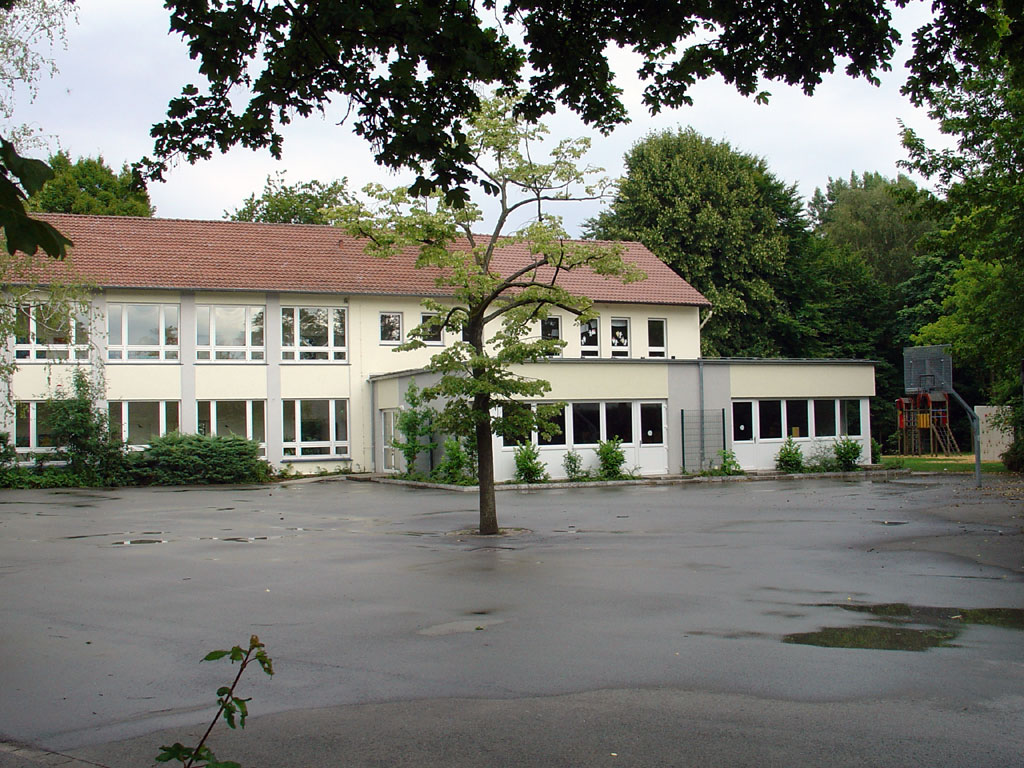
Erich-Kästner Förderschule des Kreises Gütersloh mit Standort Harsewinkel

Die Erich-Kästner-Schule ist als Schule für Erziehungshilfe eine Einrichtung des Kreises Gütersloh und wird von 57 Schülerinnen und Schülern (Stand: Mai 2011) besucht. Bis zum Schuljahr 2009/2010 existierte die Don-Bosco-Förderschule in der Schülerinnen und Schüler der Klassen 1 bis 10 in kleinen Lerngruppen beschult und betreut wurden. Der Betrieb wurde eingestellt, da die erforderlichen Schülerzahlen nicht mehr erreicht werden konnten.

## Persönlichkeiten

### Ehrenbürger

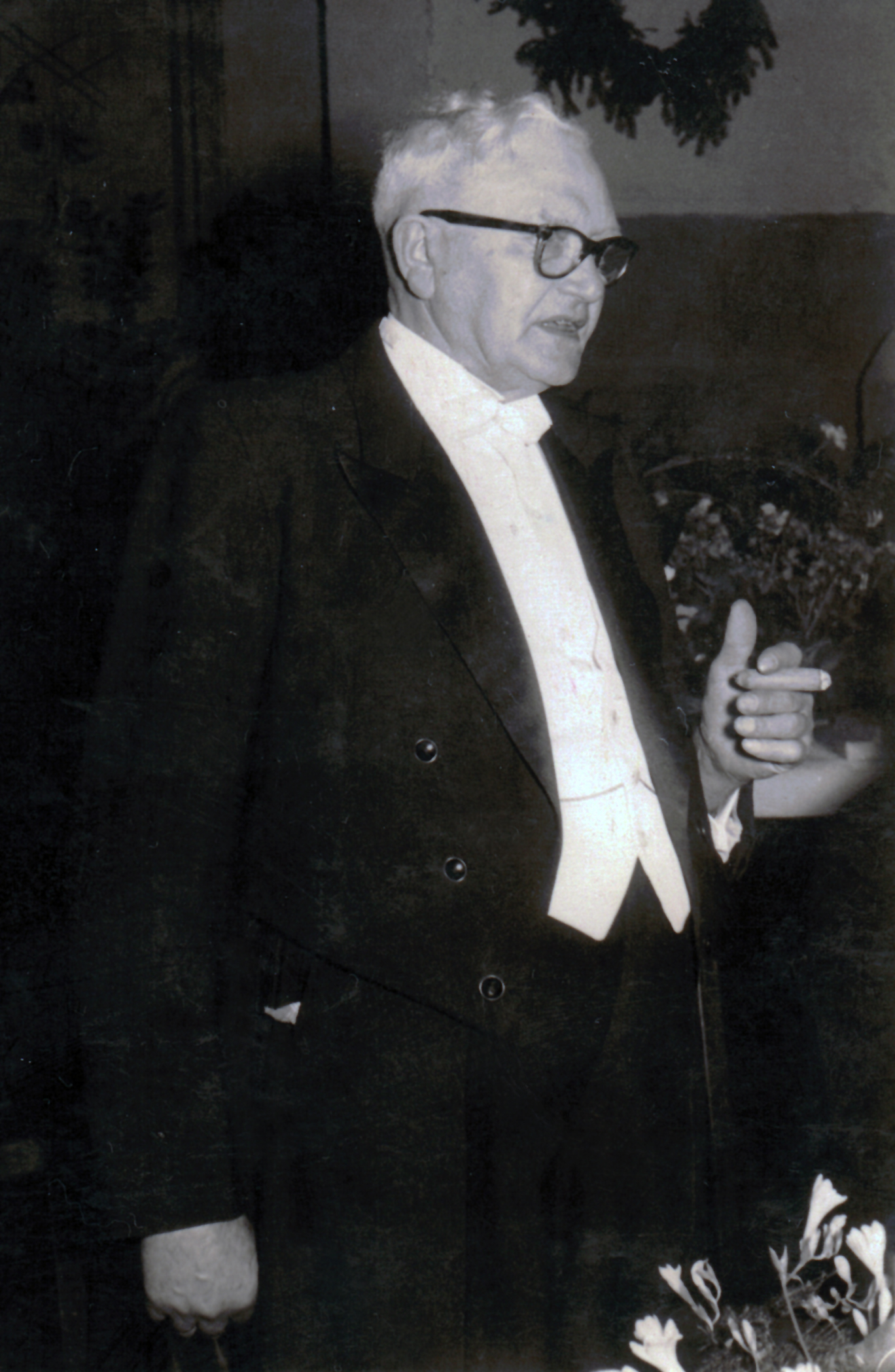
Bernhard Claves (1882–1963), Ehrenbürger von Greffen

Im Jahr 1952 entschloss sich die Stadt Harsewinkel dazu, das Ehrenbürgerrecht durch die Verleihung des Ehrenbürgerbriefes einzuführen, um verdiente Mitbürger auszuzeichnen. Seit der kommunalen Neuordnung 1973 werden die Ehrenbürger von Greffen und Marienfeld auch als Ehrenbürger der Stadt Harsewinkel geführt.
Unternehmer August Claas (1887–1982) wurde am 15. Dezember 1952 – seinem 65. Geburtstag – mit dem Bundesverdienstkreuz 1. Klasse und der Ehrenbürgerschaft Harsewinkels ausgezeichnet. Am 8. März 1955 wurde er zum Dr.-Ing. E. h. der Fakultät für Maschinenwesen der Technischen Hochschule Carolo Wilhelmina zu Braunschweig promoviert. Das Große Verdienstkreuz des Verdienstordens der Bundesrepublik Deutschland bekam August Claas am 14. Dezember 1957 verliehen.
Dem Schuhfabrikanten und Bürgermeister von Greffen Bernhard Claves (1882–1963) wurde am 2. Januar 1953 das Ehrenbürgerrecht seiner Heimatgemeinde angetragen.
Im November 1953 fasste der Rat den Beschluss, den Pfarrdechant Clemens Budde (1871–1954) und den Kaufmann Gerhard Deppenwiese † mit Wirkung vom 23. November 1953 zu Ehrenbürgern von Harsewinkel zu ernennen. Unternehmer Franz Claas (1890–1965) erhielt zu seinem 70. Geburtstag am 15. September 1960 das Ehrenbürgerrecht der Stadt Harsewinkel. Am 16. September 1960 erhielt auch er das Bundesverdienstkreuz 1. Klasse.
Der Bürgermeister von Marienfeld, Heinrich Feldhaus (1887–1976), wurde am 12. März 1967 zum Ehrenbürger Marienfelds ernannt.
Der Rat der Stadt Harsewinkel ernannte Amtsdirektor August Haverkamp (1905–?) am 1. April 1970 zum Ehrenbürger von Harsewinkel.
Anton Bussemas (1902–1971), Bürgermeister von Marienfeld, wurde am 30. März 1971 vom Gemeinderat zum Ehrenbürger Marienfelds ernannt. Im selben Jahr wurde Pfarrer Aloys Holländer (1901–1980) anlässlich seines 70. Geburtstags am 29. Mai 1971 ebenfalls die Ehrenbürgerschaft der Gemeinde Marienfeld verliehen.
Am 15. Juli 1986 erhielt der Fabrikant Helmut Claas (1926–2021) anlässlich seines 60. Geburtstages die Ehrenbürgerschaft Harsewinkels. Im selben Jahr erhielt er auch die Ehrendoktorwürde der Landwirtschaftlichen Universität in Gödöllö/Ungarn.

### Träger des Ehrenrings der Stadt Harsewinkel
Der Ehrenring wird an Personen verliehen, die sich in außergewöhnlicher Weise ehrenamtlich für die Stadt Harsewinkel engagiert haben. Der Ehrenring wird höchstens alle zwei Jahre und maximal an zehn lebende Personen verliehen. Im Jahr 1984 wurde mit drei Verleihungen eine Ausnahme gemacht.
Die folgenden Personen wurden mit dem Ehrenring der Stadt Harsewinkel ausgezeichnet:
- 1974: Julius Wilhalm †, langjähriger Stadtheimatpfleger
- 1977: August Claas †, Unternehmer
- 1984: Hermann Homeyer †, langjähriger Ortsheimatpfleger und Kommandeur des Heimat- und Schützenvereins Marienfeld
- 1984: Heinrich Lübbering †, Kantor und Verfasser von plattdeutschen Gedichten
- 1984: Theo Suer †, Betriebsratsvorsitzender der Firma Claas
- 1986: Schwester Cordula †, Franziskus-Schwester
- 1988: Paula Claas †, Unternehmer-Gattin
- 1993: Berni Dirkorte, Organisator der „Guten Tat“ (siehe Veranstaltungen)
- 1997: Marita Lepke, Karnevalsgesellschaft Rote Funken
- 2003: Heinrich Beine †, ehemaliger Bürgermeister von Marienfeld, Ehrenvorsitzender des dortigen Heimatvereins
- 2007: Günter Pohlschmidt, Ortsheimatpfleger von Greffen
- 2009: Konny Volmer †, Stadtheimatpfleger von Harsewinkel
- 2011: Josef Füchtenkord †, Leiter des Jagdhornbläserkorps Hegering Harsewinkel
- 2013: Josef Brügge †, ehemaliger Amtsbrandmeister, Löschzugführer und langjähriger Organisator der örtlichen Sternsinger-Aktion
- 2015: Hermann Hecker, Direktor der August-Claas-Schule
- 2025: Berno Keuper, langjähriges Gremienmitglied in St. Johannes der Täufer (Greffen), ehemaliger Vorsitzender der Kolpingsfamilie Greffen

### Söhne und Töchter der Stadt

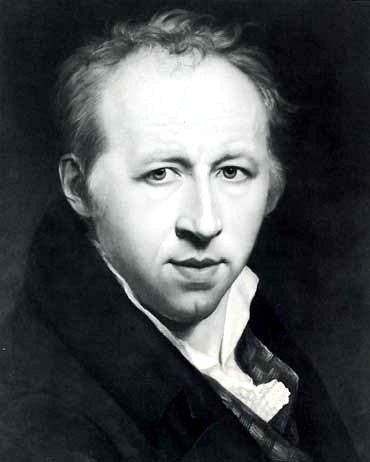
Der Maler Johann Christoph Rincklake wurde 1764 in Harsewinkel geboren

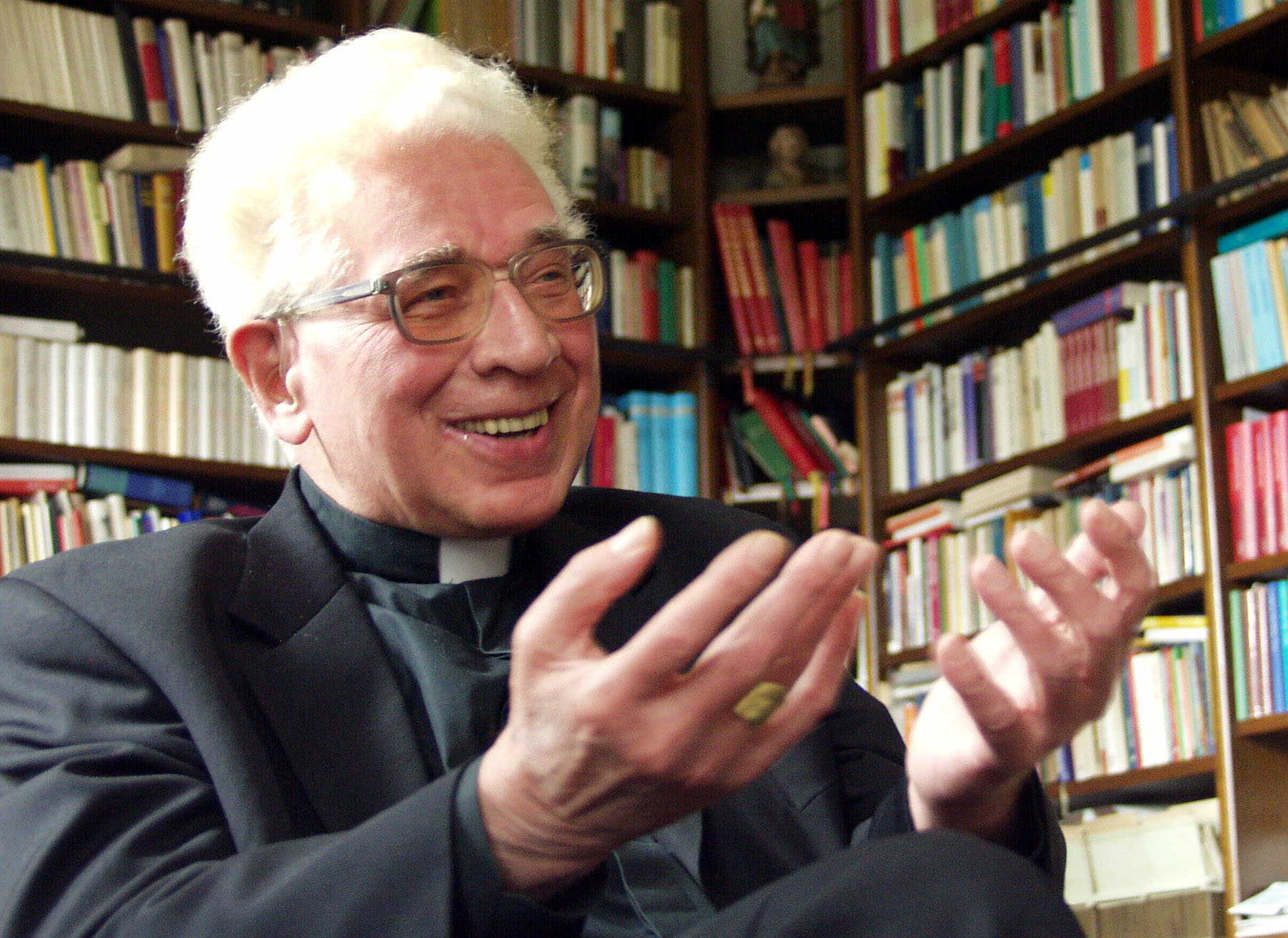
Josef Homeyer war Bischof von Hildesheim

Folgende Persönlichkeiten sind in Harsewinkel geboren:
- 1764: Johann Christoph Rincklake, † 1813, Maler
- 1836: Bruder Adrian Wewer, geboren als Antonius Wewer, † 1914, bedeutender Kirchenbaumeister der USA (19./20. Jahrhundert)
- 1866: Peter Pöppelmann, Bildhauer
- 1870: Johann Theodor Viehmeyer (Künstlername: Johann Theodor Wiehmayer), † 1947, Pianist und Komponist; geboren im Ortsteil Marienfeld
- 1886: Heinrich Baak, † 1933, Bildhauer
- 1926: Helmut Claas, † 2021, Unternehmer
- 1929: Josef Homeyer, † 2010, Bischof von Hildesheim
- 1955: Walter Vorjohann, Fotograf
- 1959: Sabine Amsbeck-Dopheide, SPD-Politikerin und seit 2004 Bürgermeisterin in Harsewinkel
- 1959: Udo Hemmelgarn, Politiker, MdB (AfD)
- 1960: Gisbert Strotdrees, Journalist, Historiker und Buchautor
- 1963: Martin Papenbrock, Kunsthistoriker
- 1963: Doris Tophinke, Wissenschaftlerin (Germanistik)
- 1963: Hartmut Vorjohann, Bürgermeister für Bildung und Jugend sowie bis 2016 Finanzbürgermeister der Stadt Dresden
- 1968: Stephan Kraft, Wissenschaftler (Germanistik)
- 1993: Nina Claassen, Fußballspielerin

### Weitere Persönlichkeiten
Folgende Persönlichkeiten stammen gebürtig nicht aus Harsewinkel, leben oder lebten aber hier:
- Hermann Zoestius (* nach 1380; † um 1445), Zisterziensermönch im Kloster Marienfeld, Astronom und Philosoph, Kirchenreformer auf dem Basler und Konstanzer Konzil.
- Bernhardus Sasse († um 1539/49), Zisterziensermönch im Kloster Marienfeld und Weihbischof in Münster
- Ferdinandus Oesterhoff (1672–1748), Abt des Klosters Marienfeld und Weihbischof in Münster
- Anton Westermann (1830–1904), genannt „der alte Stümpel“, Schäfer und Spökenkieker[71]
- Johann Hermann Jäger (1845–1920), genannt „der alte Jäger“, Fotograf und Buchbinder
- Robert Meldau (1891–1978), Ingenieur und Fachbuchautor (Umwelt- und Staubtechnik), Honorarprofessor
- Heribert Bruchhagen (* 1948), ehemaliger Profi-Fußballer und Sportfunktionär
- Hans Feuß (* 1952), SPD-Politiker im Stadtrat und 2012–2017 Landtagsabgeordneter in Nordrhein-Westfalen
- Hermann Gerland (* 1954), Fußballtrainer, betreibt eine kleine Pferdezucht im Stadtteil Marienfeld
- Oliver Welke (* 1966), Autor, Komödiant und Moderator
- Mike Bezdicek (* 1968), ehemaliger Handballspieler und ehemaliger Trainer der 1. Mannschaft der TSG Harsewinkel seit der Saison 2008/09
- Katrin Hummel (* 1969), Journalistin und Autorin
- Alice Weidel (* 1979), AfD-Politikerin und Unternehmensberaterin
- Meltem Kaptan (* 1980), Moderatorin und Schauspielerin